# Ejército Brasileño
El Ejército Brasileño (en portugués: Exército Brasileiro, EB) es una de las tres Fuerzas Armadas brasileñas, responsable, en el plano externo, por la defensa del país en operaciones eminentemente terrestres y, en el interior, por la garantía de la ley, del orden y de los poderes constitucionales. El comandante supremo es el presidente de la República. Entre 1808 y 1967, el responsable de la gestión del Ejército fue el Ministerio de la Guerra. De 1967 a 1999, pasó a ser denominado Ministerio del Ejército. Desde 1999, en la estructura del Gobierno de Brasil, el ejército está encuadrado en el Ministerio de Defensa, al lado de la Marina y de la Fuerza Aérea.
En tiempos de paz, las tropas del ejército están continuamente preparándose para actuar en situaciones de conflicto o guerra. Además, se emplean para la defensa de la franja de frontera (tarea conjunta con la fuerza aérea) y para llevar alimentos y servicios médicos a puntos aislados del territorio, participación y coordinación de campañas sociales e investigaciones científicas (como las desarrolladas en el Centro Tecnológico del Estado En el ámbito de la educación, se cita como ejemplo el Instituto Militar de Ingeniería (IME).
Es el mayor ejército de América Latina (En números totales es el segundo mayor de América solo por detrás de Estados Unidos de América). Aunque es superado en cuanto activos actuales por Colombia (Debido a la aún reciente guerra contra las FARC, el narcotráfico y la creciente tensión con Venezuela) con 219 585 soldados, y una reserva de 1 740 000 hombres, que se convocan anualmente para su presentación, durante los cinco años siguientes al cierre (reserva que puede llegar a casi cuatro millones, si consideramos a los brasileños en edad para prestar el servicio militar). También son auxiliares y reserva del ejército las policías militares estaduales conocidas por las iniciales PM seguido de la abreviatura del Estado, cuya función principal es servir de policía ostensiva y preservar el orden público en los estados federados y el Distrito Federal, su efectivo actual es de 385 883 hombres y mujeres.
El Ejército Brasileño también posee la mayor cantidad de vehículos blindados de América Latina, sumados a los vehículos blindados para el transporte de tropas y coches de combate principales. Con una gran unidad de elite, con efectivos de comandos y de fuerzas especiales, especializada en misiones no convencionales, el Comando de Operaciones Especiales, única en América Latina, además de una Fuerza de Acción Rápida Estratégica, formada por unidades de élite altamente movilizables y, preparadas (Brigada de Operaciones Especiales, Brigada de Infantería Paraquedista, 1.er Batallón de Infantería de Selva y 12. Brigada de Infantería Ligera (Aeromóvil) para actuar en cualquier parte del territorio nacional, en corto espacio de tiempo, en la hipótesis de agresión externa.
Además, posee unidades de élite especialistas en combates en biomas característicos del territorio brasileño como el pantanal (17.º Batallón de Frontera), la caatinga (72.º Batallón de Infantería Motorizada), la montaña (11.er Batallón de Infantería de Infantería Montaña) y la selva. Estas unidades de selva son formadas por militares de la región amazónica y oriundos de otras regiones, profesionales especialistas en guerra en ese tipo de bioma, por el Centro de Instrucción de Guerra en la Selva, siendo encuadradas por las 1.ª, 2.ª, 16.ª, 17.ª y 23.ª Brigadas de Infantería de Selva.

## Historia
La historia del Ejército Brasileño comienza oficialmente con el surgimiento del Estado brasileño, o sea, con la independencia de Brasil. Sin embargo, movilizaciones de brasileños para guerra existen desde la colonización de Brasil. La fecha de la primera Batalla de los Guararapes (19 de abril de 1648), en el contexto de la Insurrección Pernambucana, en la que el ejército adversario de los Países Bajos fue formado genuinamente por brasileños (blancos, negros y amerindios), es considerada como el origen del Ejército Brasileño .
En 1822 y 1823, el Ejército brasileño recién creado venció la resistencia portuguesa a la independencia, en el norte y el noreste del país y en la provincia de Provincia Cisplatina, así como evitar la desfragmentación territorio brasileño en los años siguientes.

### Imperio
El Ejército Nacional (o Imperial como se llamaba habitualmente) durante la monarquía se dividía en dos ramas: el de primera línea, que era el ejército de hecho; y el de segunda línea, la Guardia Nacional, formada en 1831 por las antiguas milicias paramilitares y ordenanzas heredadas de los tiempos coloniales, comandadas por líderes regionales, grandes terratenientes y propietarios de esclavos conocidos a partir de la independencia, por el título genérico de Coronel.

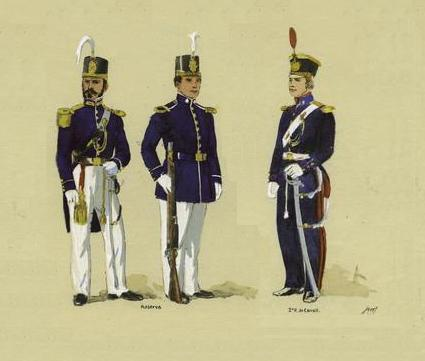
Soldados del Imperio del Brasil en 1850

Durante el proceso de la Independencia de Brasil, el ejército se componía inicialmente de los brasileños, portugueses y mercenarios extranjeros. La mayoría de sus comandantes estaba compuesta por mercenarios y tan leal al regente oficial príncipe portugués Dom Pedro y más tarde emperador D. Pedro I. A lo largo de 1822 y 1823, el Ejército brasileño logró derrotar a la resistencia portuguesa, especialmente en el norte y Cisplatino, evitando también la fragmentación del entonces recién creado Imperio de Brasil tras su independencia, así Brasil nunca experimentó la fragmentación que había ocurrido con sus vecinos de lengua española.
Después de vencer la Guerra de la Independencia, el Ejército, apoyado por la Guardia Nacional, eliminó las tendencias separatistas de los primeros años, reforzando la autoridad central de Imperio, durante el período de la regencia en el país, reprimiendo en todo Brasil una serie de movimientos populares para la autonomía política o contra la esclavitud y el poder de los coroneles. 

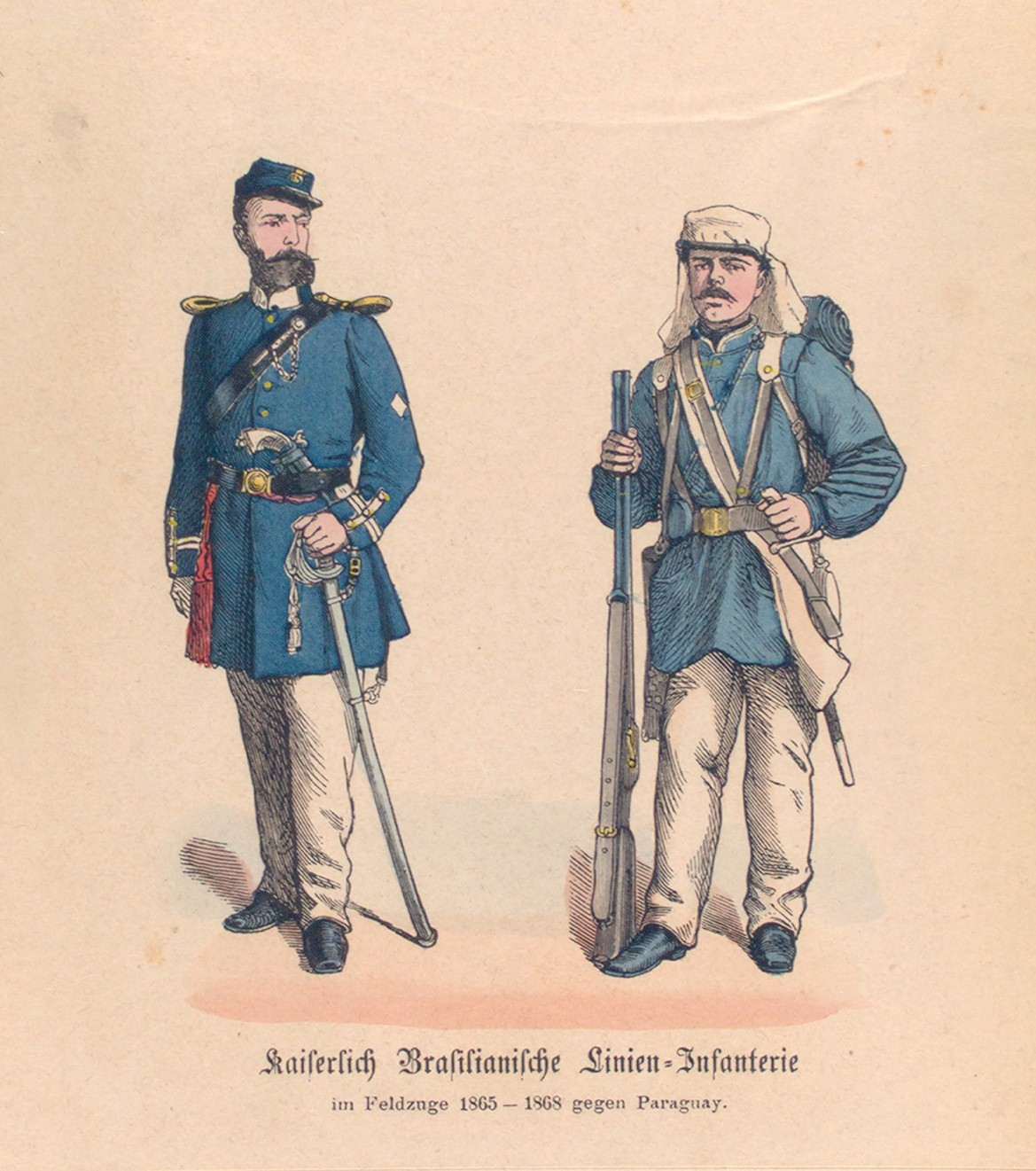
Oficial y soldado de la infantería imperial durante la guerra de la triple alianza en 1866.

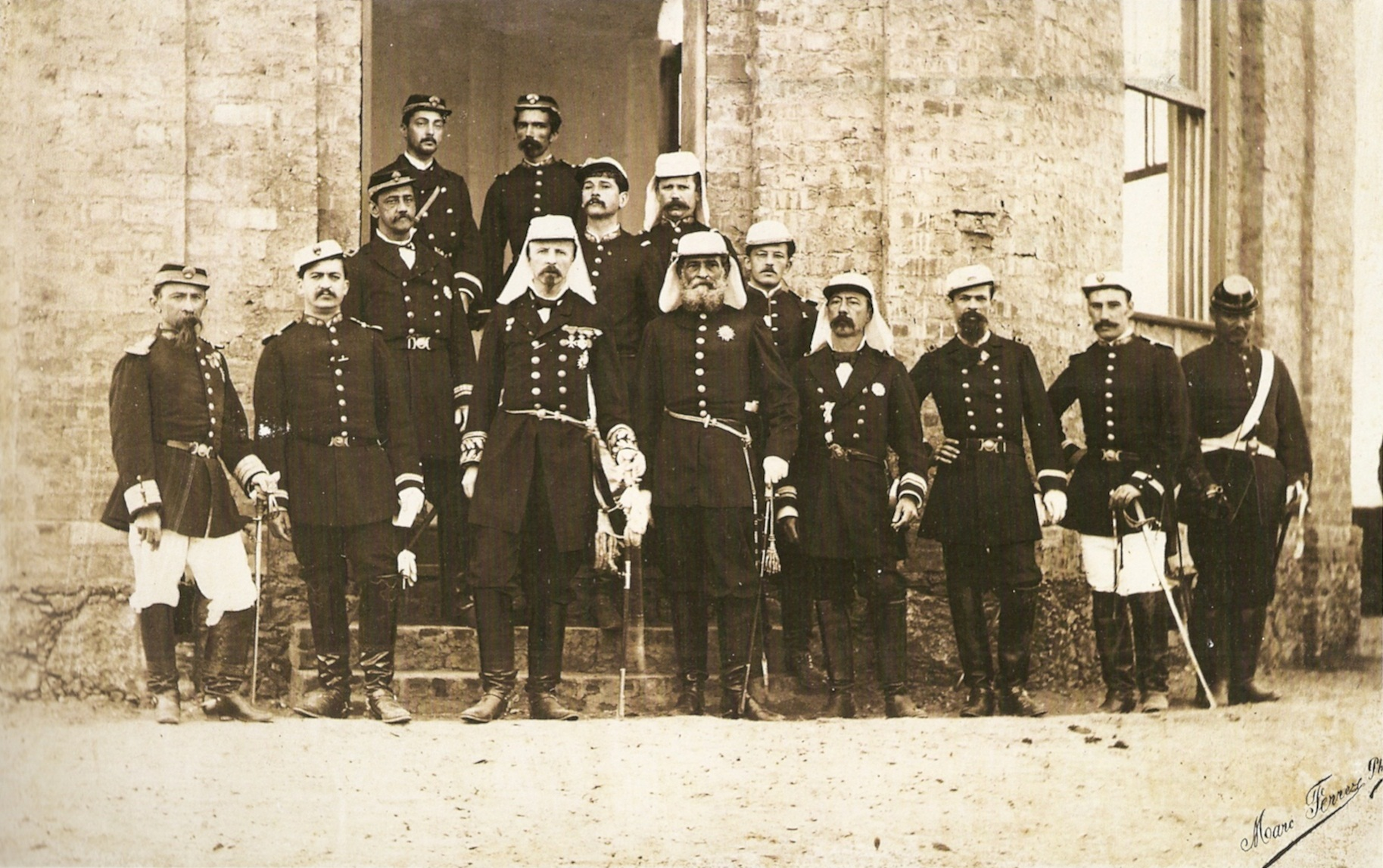
Generales del ejército imperial brasileño en 1885.

Durante los años 1850 y principios de la década de 1860, el Ejército, junto con la Armada Imperial, entró en acción contra las fuerzas argentinas y uruguayas, que se oponían a los intereses del Imperio de Brasil. El éxito brasileño con tal "Diplomacia de las Armas" acabó por llevar a un choque de intereses con otro país con aspiraciones similares, Paraguay, en diciembre de 1864. El 1 de mayo de 1865, Brasil, Uruguay y Argentina firmaron el llamado tratado secreto, la Triple Alianza para invadir Paraguay, y derrocar a su presidente, el Mariscal Francisco Solano López. Las tropas de López, después de invadir el territorio brasileño, a través de la provincia de Mato Grosso, y el norte de Argentina, se dirigían hacia el sur de Brasil y el norte de Uruguay. Muchos esclavos fueron incorporados en las fuerzas brasileñas para enfrentar la situación cada vez más grave. Como resultado de su sólido desempeño durante el conflicto, las Fuerzas Armadas desarrollaron un fuerte sentido contra la esclavitud. Después de cinco años de guerra la alianza liderada por Brasil Imperio derrotó a López.
Durante la guerra de Paraguay, el Ejército Imperial brasileño movilizó a unos 200.000 hombres para la guerra, divididos en las siguientes categorías: 18 000 militares que estaban en Uruguay en 1864; 2 047 en la provincia de Mato Grosso; 56 000 Voluntarios de la Patria; 62 000 guardias nacionales; 11 900 ex esclavos y ex carceleros; y otros 22 mil guardias nacionales que permanecieron en Brasil para defender su país.
En noviembre de 1889, tras una larga fricción con el régimen monárquico profundizado por la abolición de la esclavitud, el ejército impone a la república a través de un golpe de Estado. La implementación de la primera dictadura civil-militar brasileña (que terminó sólo en 1894) siguió de una grave crisis económica, que se profundizó en una crisis institucional con el Congreso y la Marina, que degeneró en una guerra civil restringida a la región Sur.

### República ySigloXX
Entre 1893 y 1927, en el primer período republicano, el Ejército tuvo que lidiar con varios movimientos: algunos eran derivados de la Marina y  estaban insatisfechos con el régimen, clamando por cambios democráticos, mientras que otros tenían orígenes populares sin intenciones políticas convencionales y guiados por líderes mesiánicos, como en Canudos y en la Guerra del Contestado.
Durante la Primera Guerra Mundial, el gobierno brasileño envió tres pequeños grupos militares a Europa luego de declarar la guerra a las Potencias Centrales en octubre de 1917. Las dos primeras unidades eran del Ejército; una consistía de personal médico y otro de un cuerpo de sargento-oficiales, siendo que ambas fueron anexionadas al Ejército Francés en el Frente Occidental en 1918.
De octubre de 1930 a 1945, el ejército y las élites ligadas a él por segunda vez asumieron el control del país, teniendo el líder político de oposición, Getúlio Vargas, al frente del movimiento. En este período, el Ejército derrotó a la Revuelta Constitucionalista de 1932 y dos intentos de golpe de Estado: los comunistas en noviembre de 1935 y los fascistas en mayo de 1938. El Ejército también ayudó a formalizar la dictadura en 1937.
En agosto de 1942, después de que los submarinos alemanes e italianos hundieran buques mercantes brasileños, la movilización popular forzó al gobierno brasileño a declarar la guerra a la Italia fascista ya la Alemania nazi. En julio de 1944, tras casi dos años de presión pública y negociaciones con las autoridades de Estados Unidos, una Fuerza Expedicionaria Brasileña fue enviada para unirse a las fuerzas de los Aliados en la Campaña de Italia. La parte relativa al Ejército estaba compuesta por una División de Infantería completa (unos 25.000 hombres, sustituciones incluidas), comandada por el mayor general (después mariscal) Juan Bautista Mascarenhas de Morais, y en Italia atuó como una división independiente, subordinada al IV Corps no 5. Ejército de los Estados Unidos, en el 15.º Grupo Aliado del Ejército.
Con la derrota de los regímenes totalitarios en la Segunda Guerra Mundial, Vargas fue removido por el jefe del ejército, general Eurico Gaspar Dutra, que venció la disputa electoral contra el mariscal Eduardo Gomes, durante las elecciones presidenciales de 1945. Tras el suicidio de Vargas, que sucedió Dutra en 1950), debido a una crisis institucional, los sectores del ejército liderados por el mariscal Henrique Teixeira Lott aseguraron la inauguración del mandato de Juscelino Kubitschek, elegido en 1955.

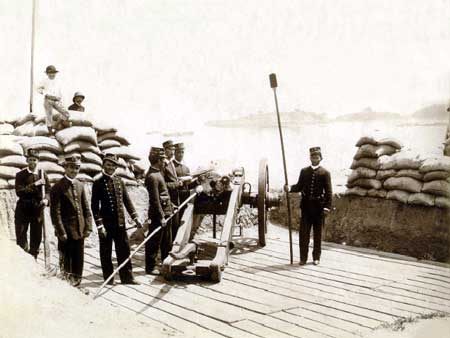
Batería del Ejército Brasileño durante la Batalla de la Bahía de Guanabara, 1894.
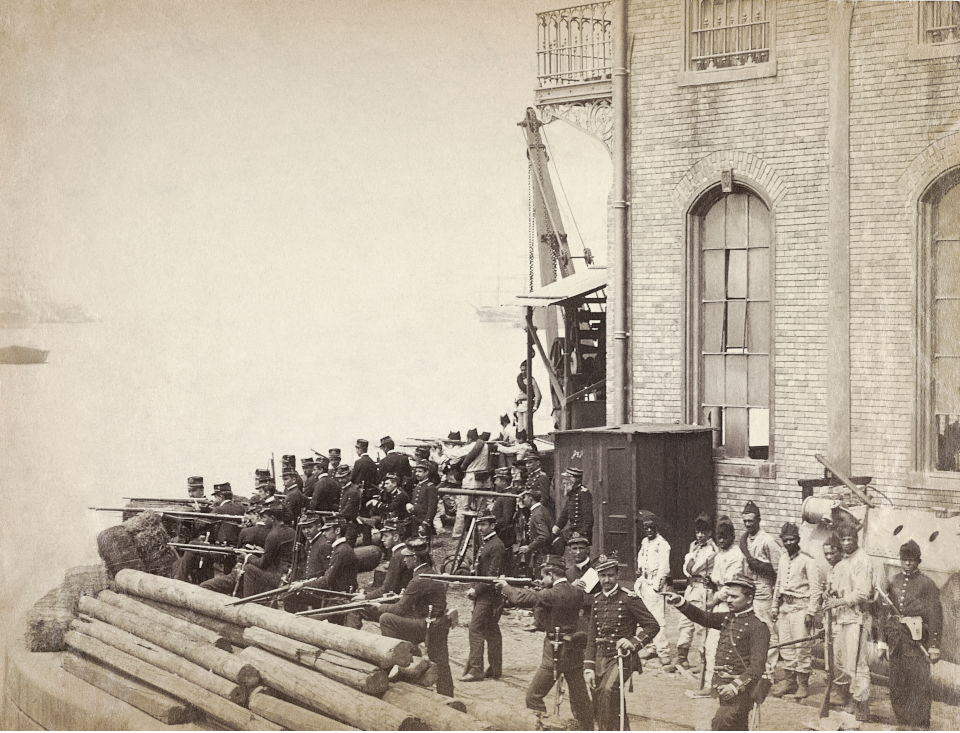
Tropas del Ejército atrincheradas en la zona portuaria de Río de Janeiro durante la batalla de la bahía de guanabara en 1894.
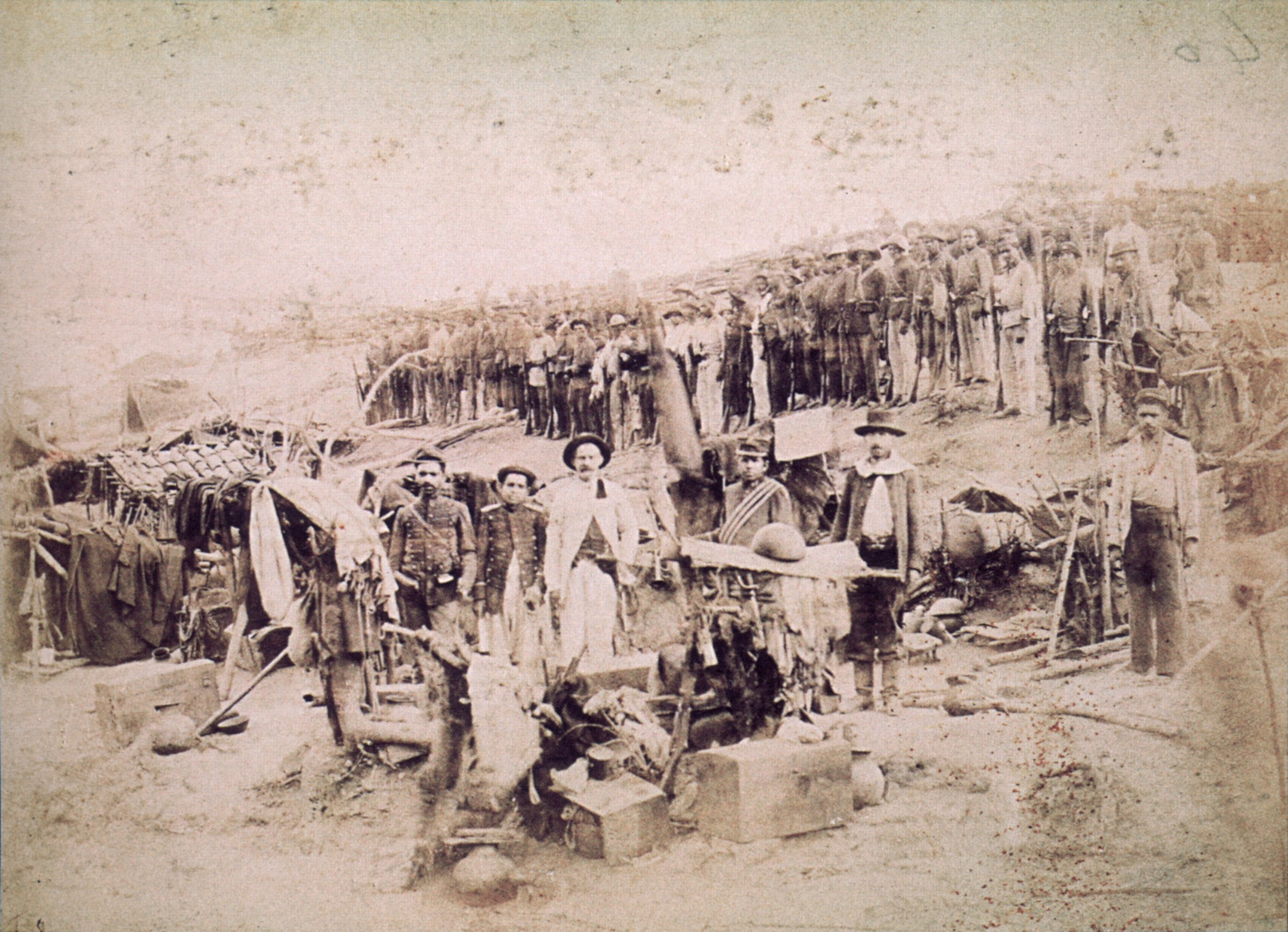
El 40 ° Batallón de Infantería y la guerra de desgaste durante la difícil campaña de Canudos, 1897.
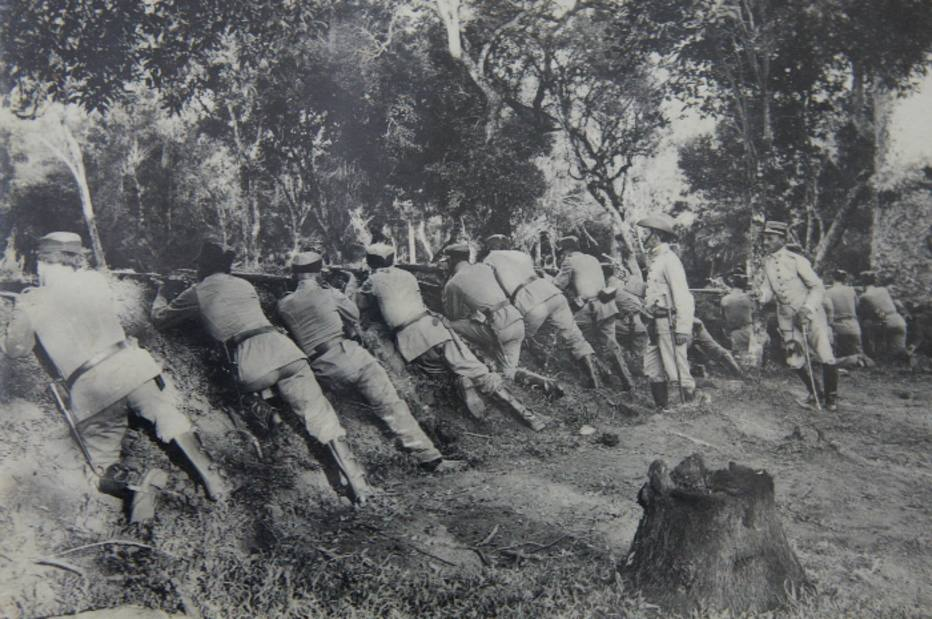
Soldados del ejército brasileño en la línea del frente en la Guerra del Contestado, 1914
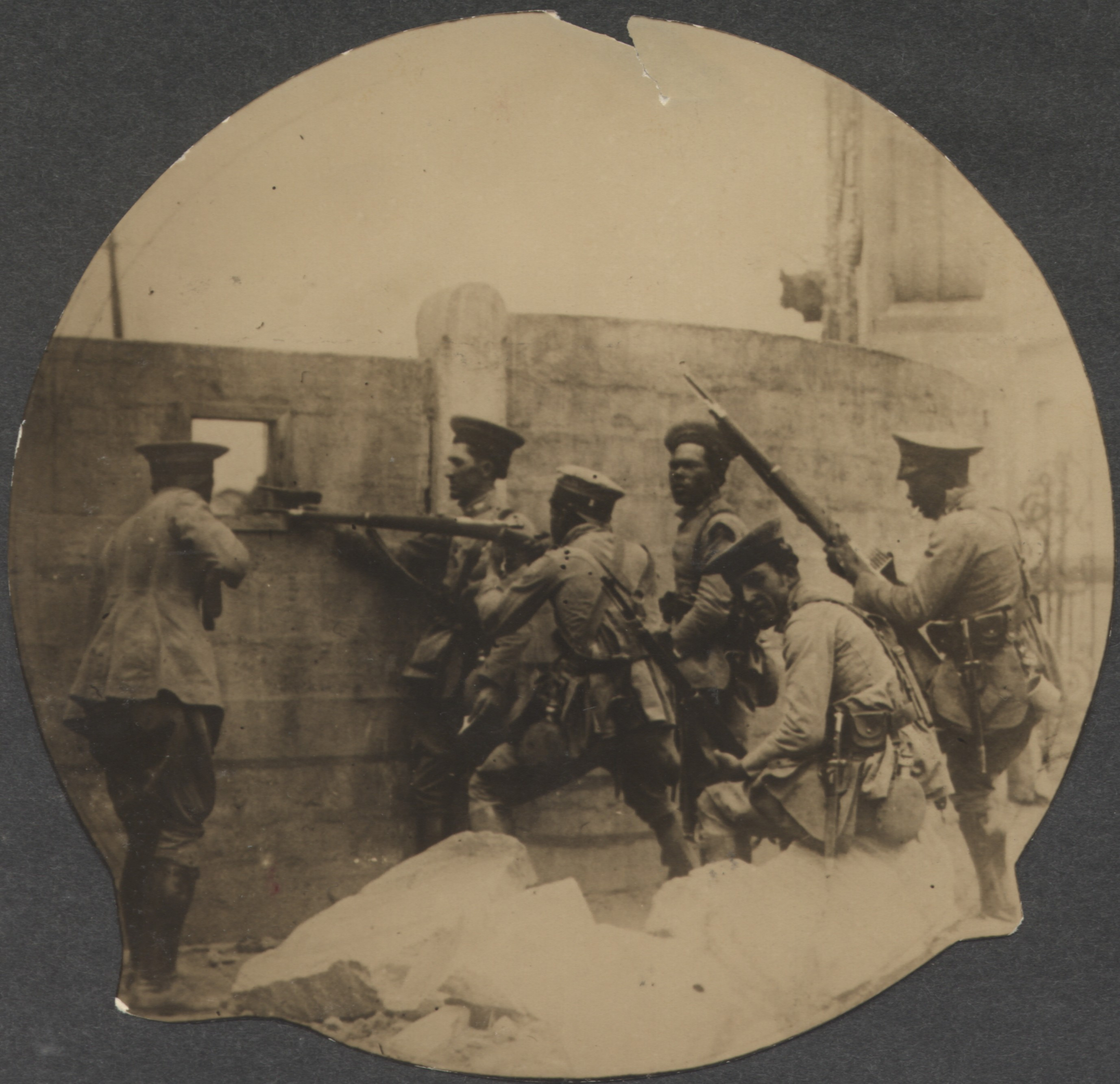
Soldados brasileños en combate a finales de la década de 1920.
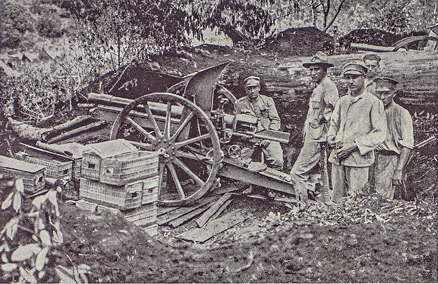
Pieza de artillería del ejército brasileño en 1925.
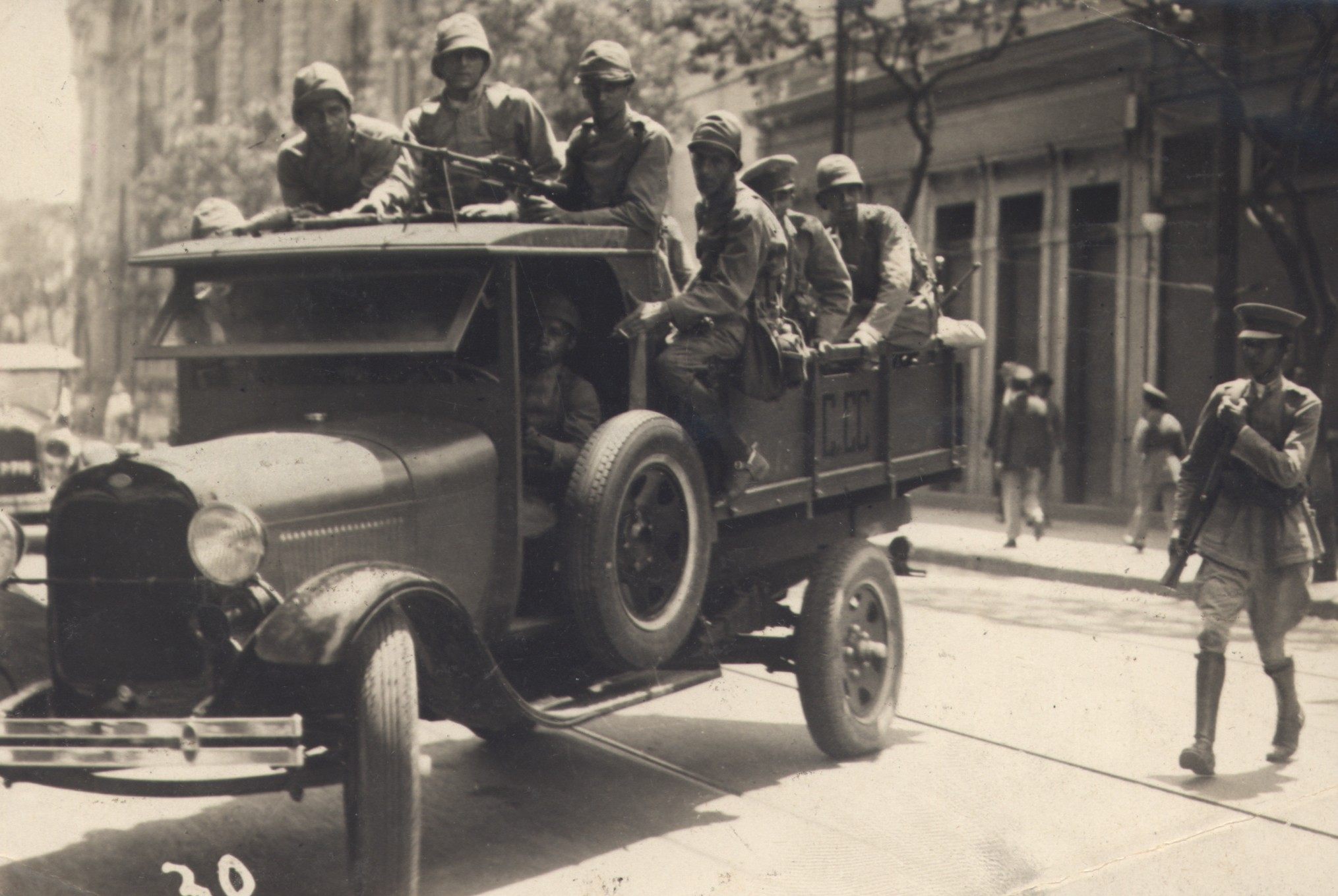
Soldados del Ejército Brasileño durante la revolución de 1930.
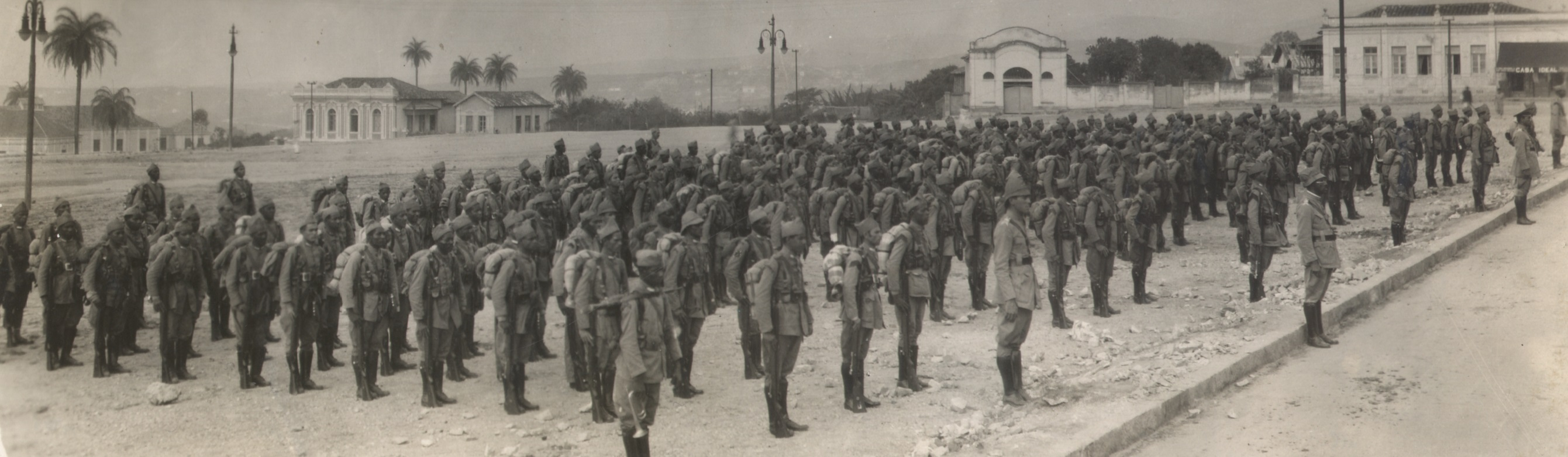
22o batallón de infantería brasileño en formación en 1932.
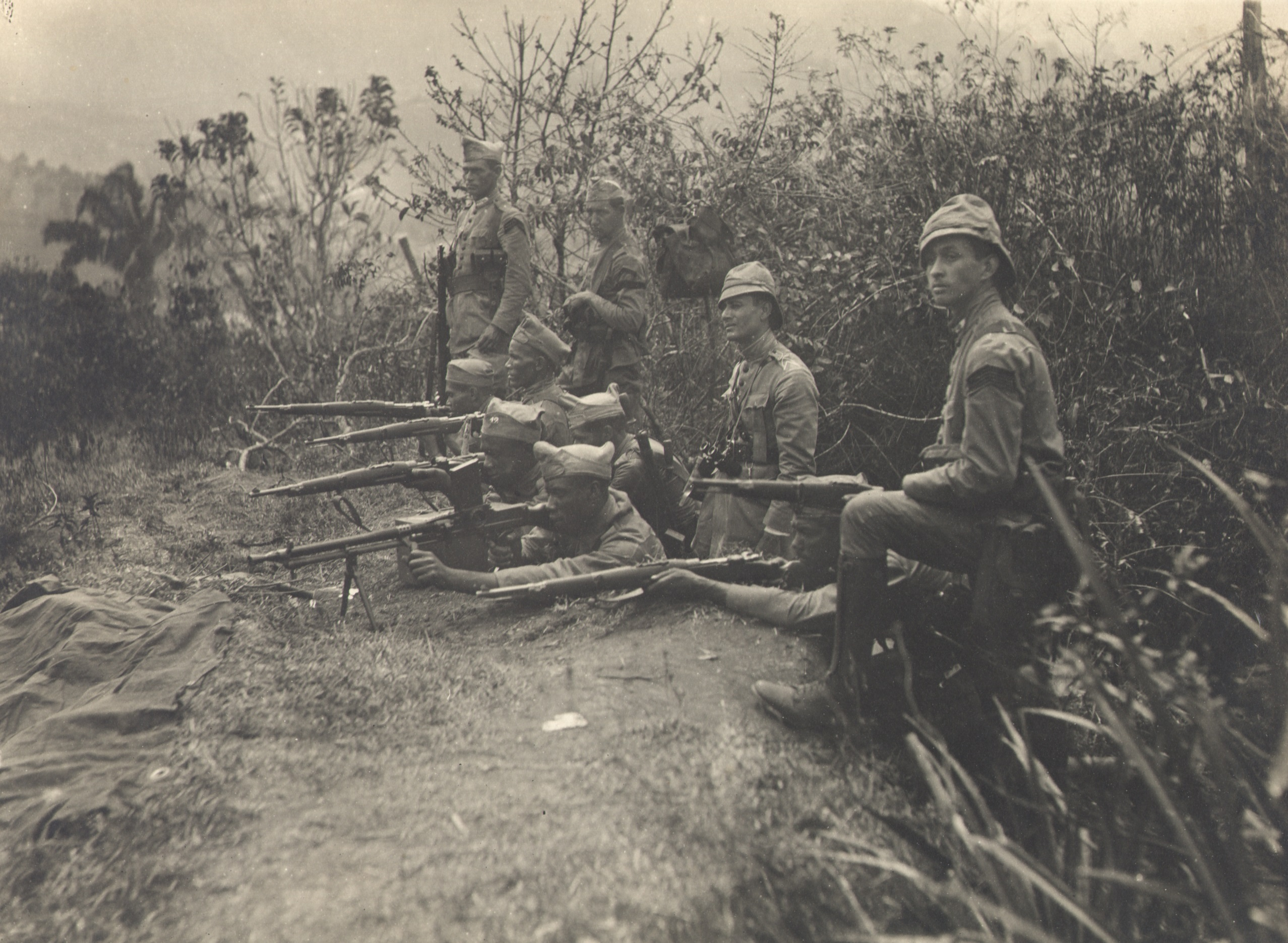
Soldados del Ejército brasileño en el frente durante la Revolución Constitucionalista de 1932.
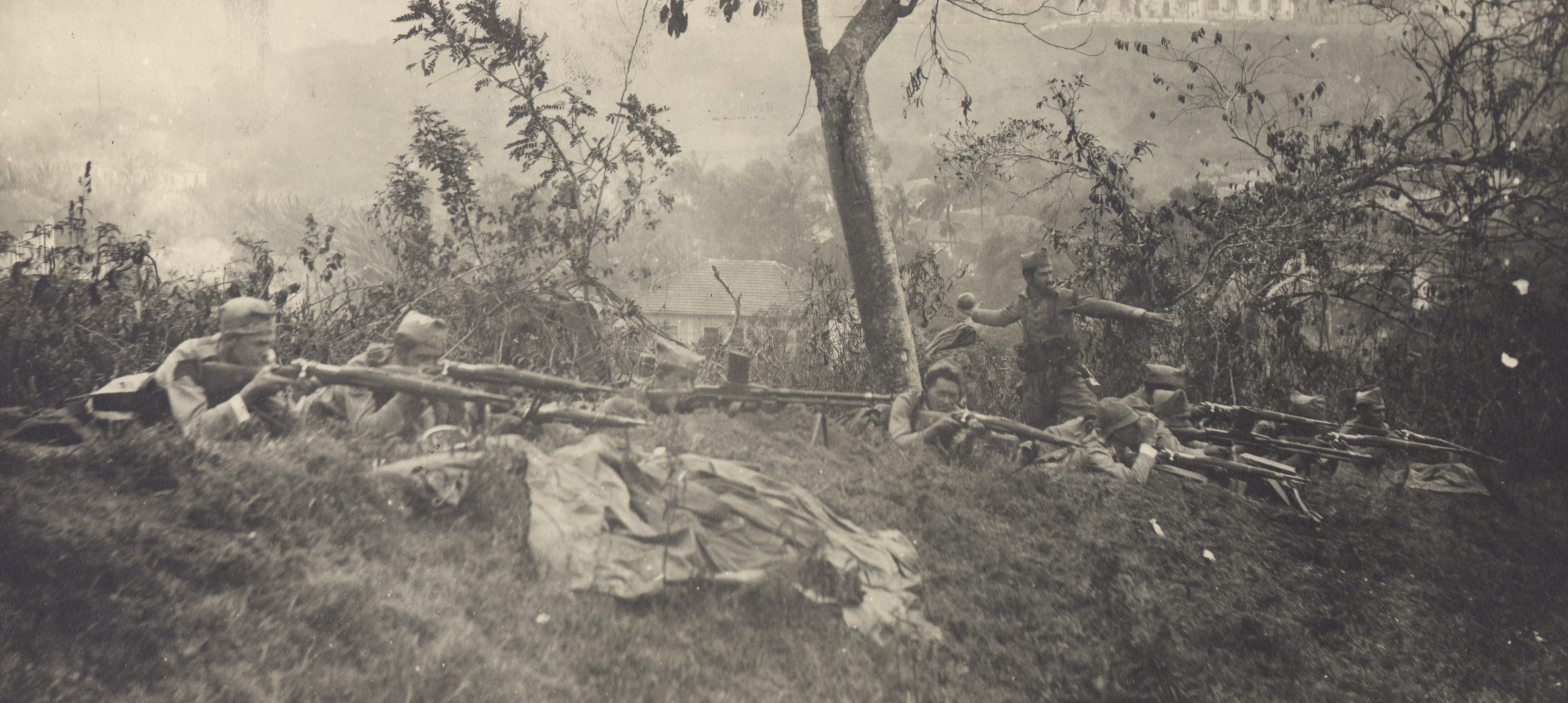
Infantería brasileña en combate durante la revolución constitucional, 1932
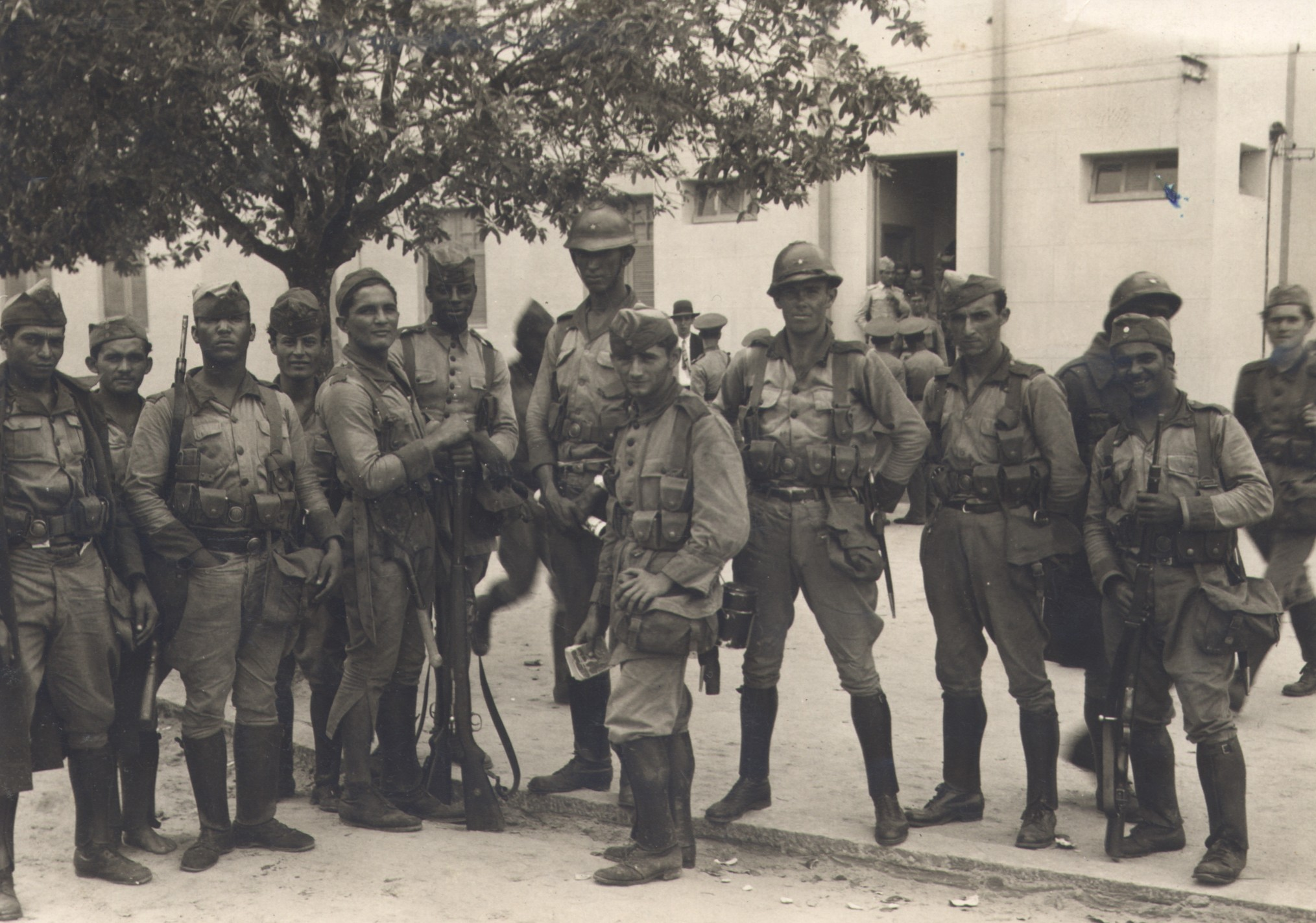
Soldados brasileños en 1935.
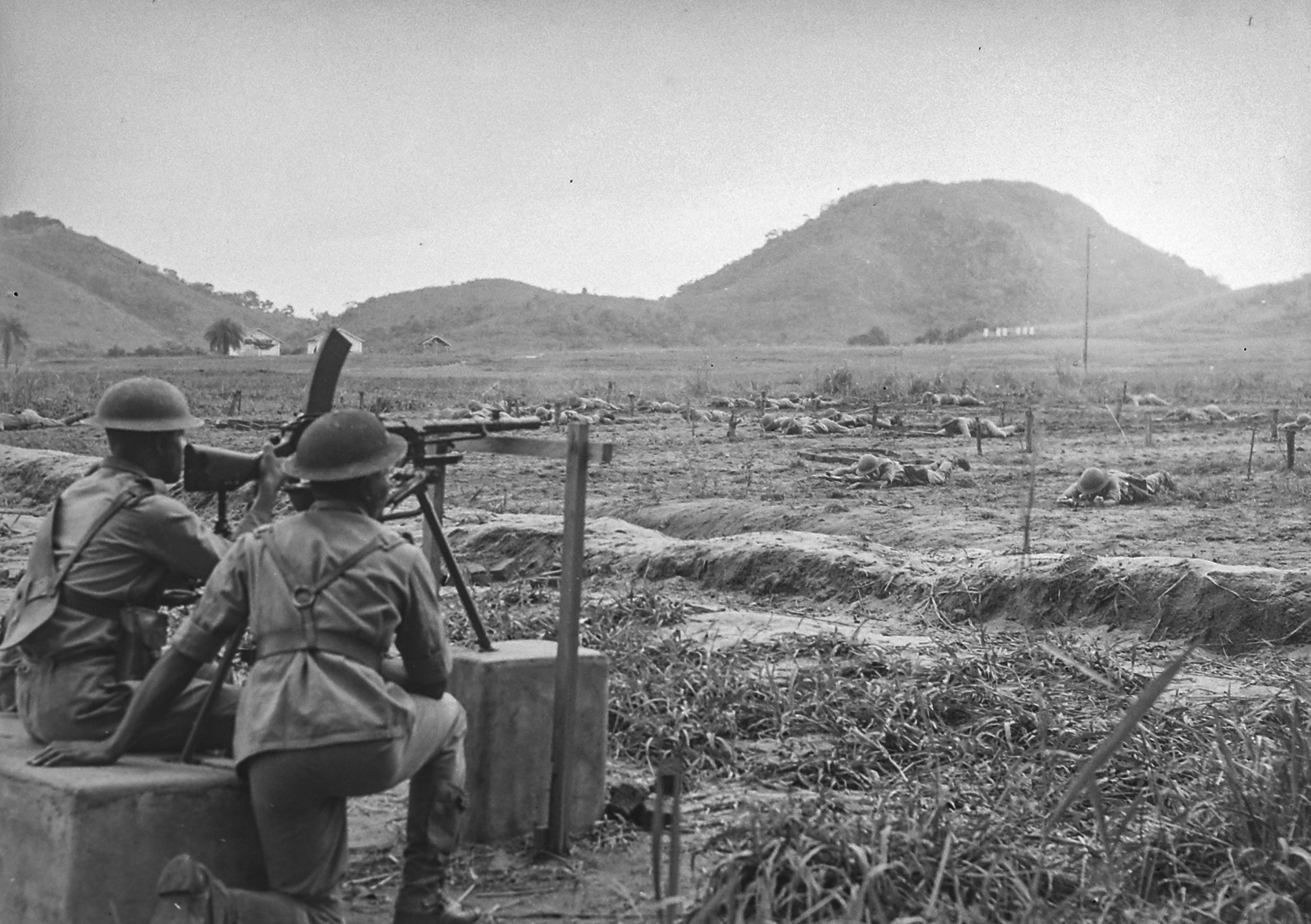
Soldados brasileños en entrenamiento a principios de la década de 1940.
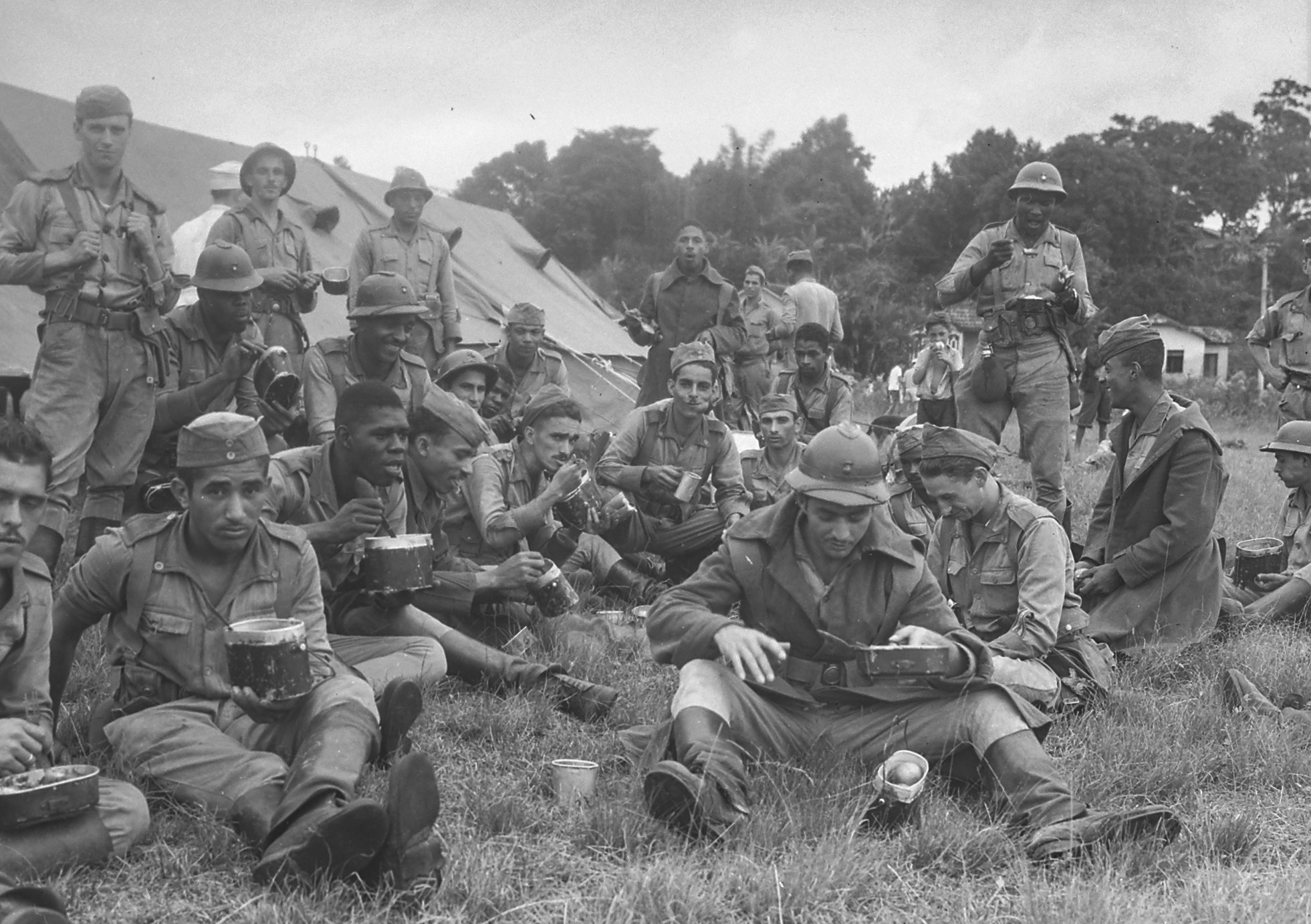
Campamento militar brasileño en 1941.
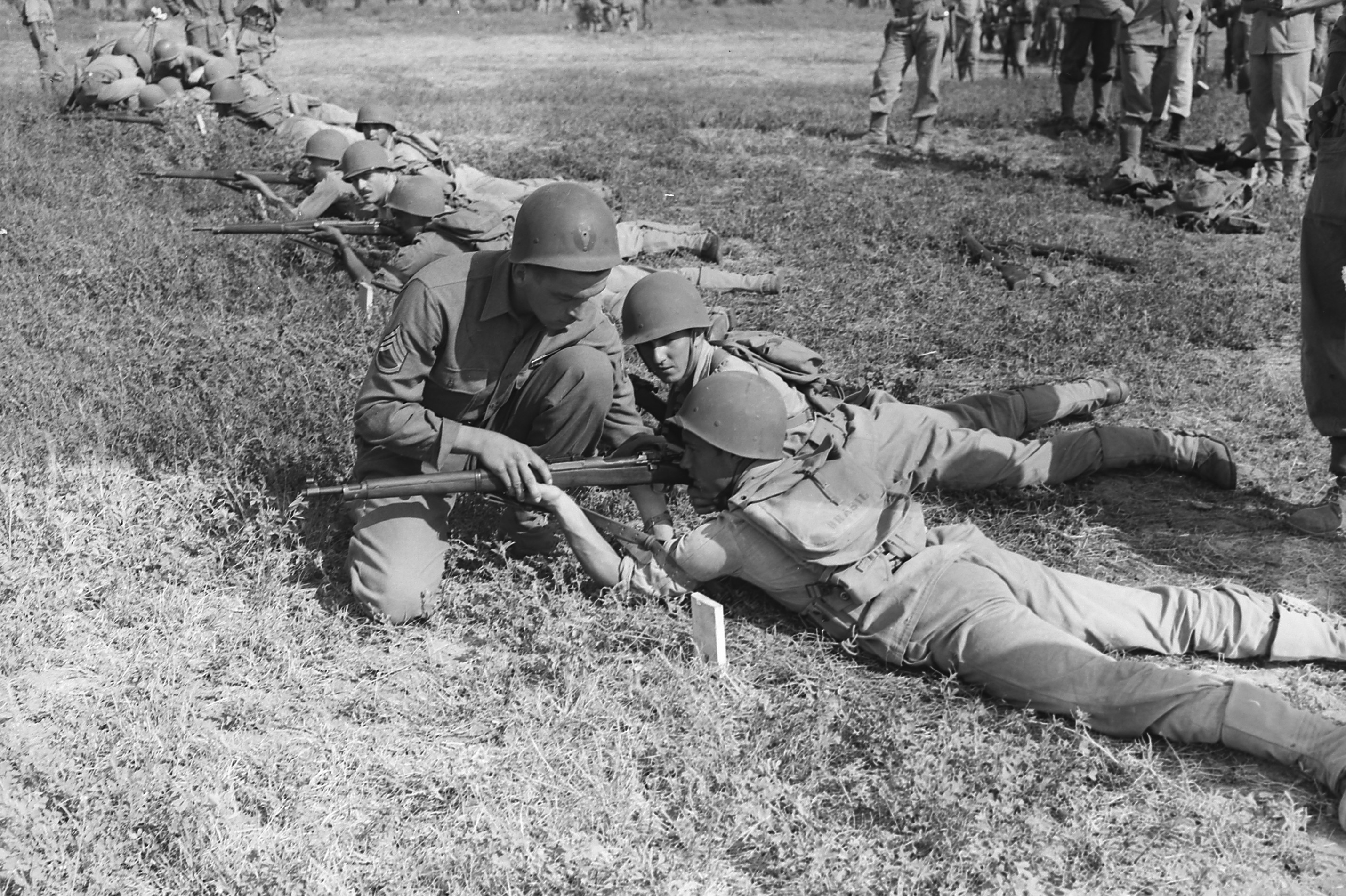
Infantería del Ejército Brasileño en entrenamiento en 1944.
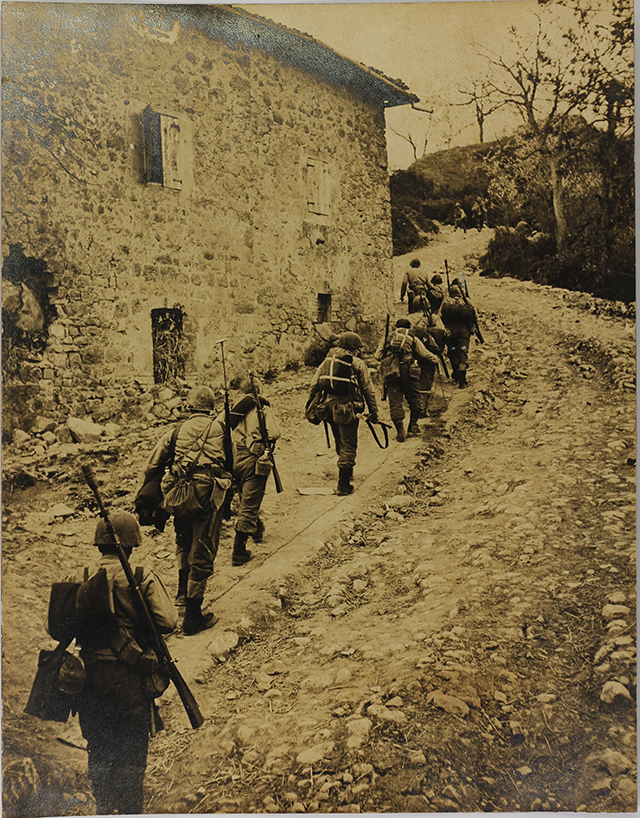
Los soldados brasileños avanzan a las líneas alemanas en Italia, 1944.
Tropas brasileñas tras la captura de Massarosa, Italia, 1944
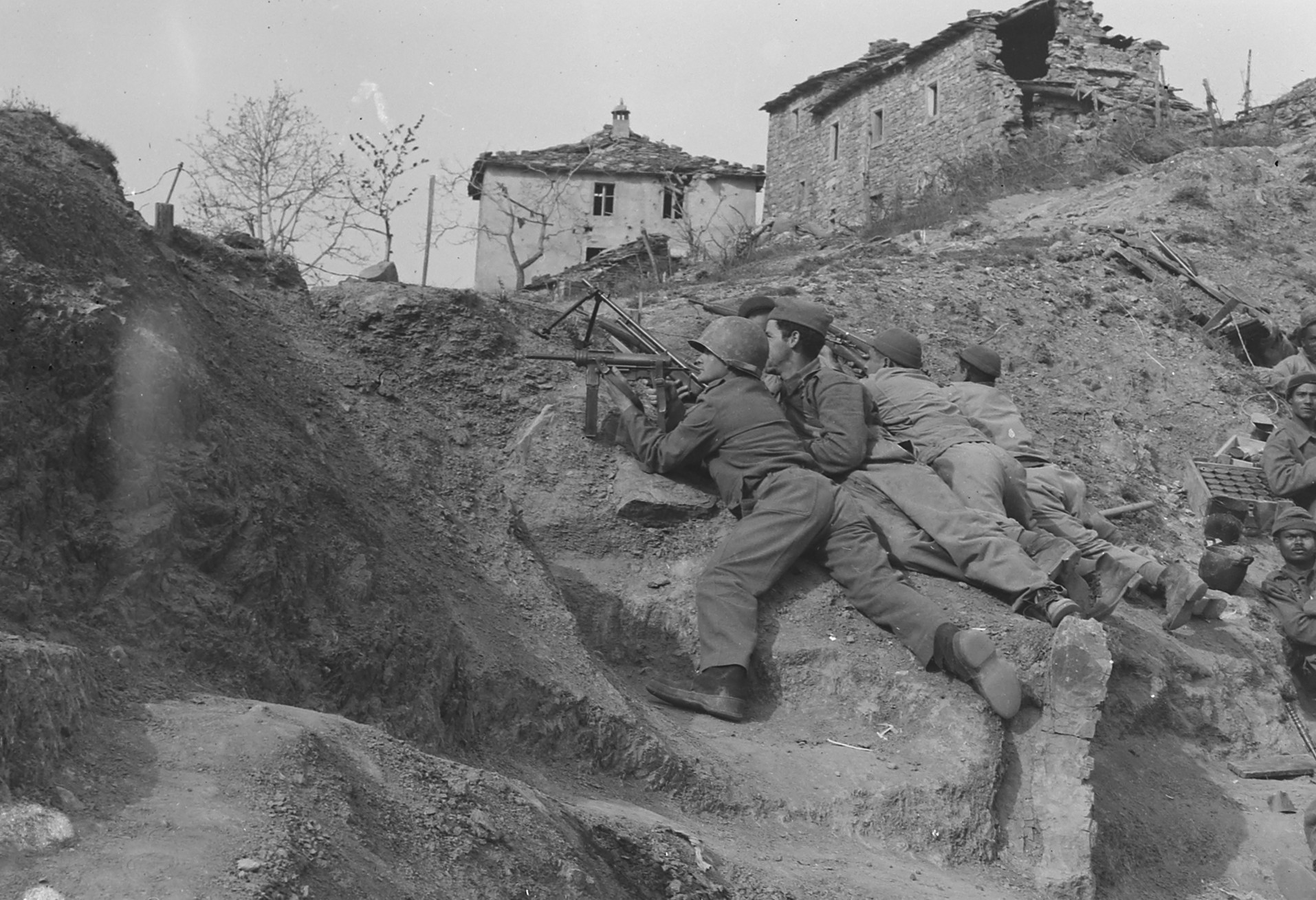
Soldados brasileños en combate con alemanes en la Batalla de Montese, 1945.
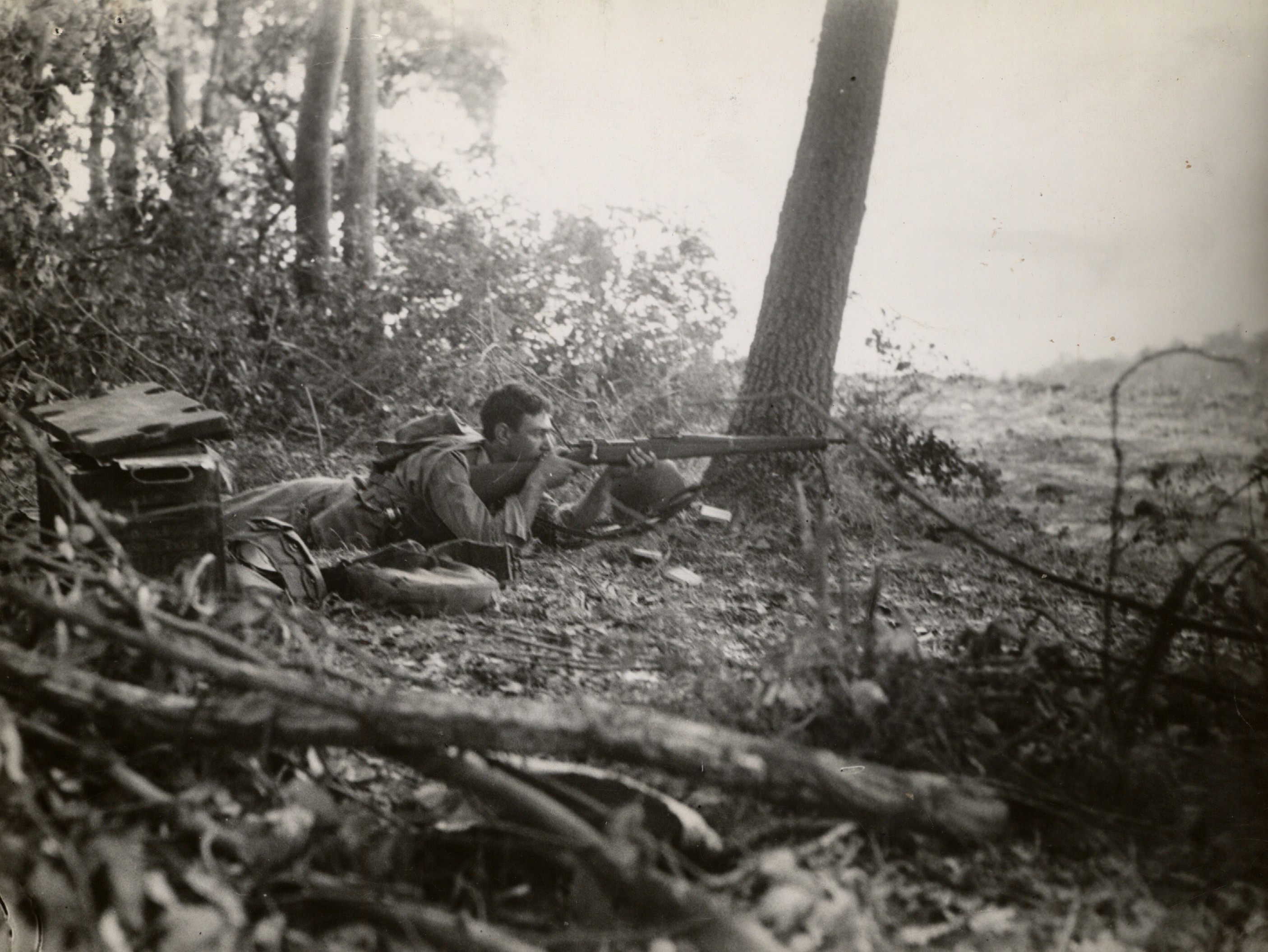
Soldado brasileño en combate en la selva contra la guerrilla en la década de 1960.
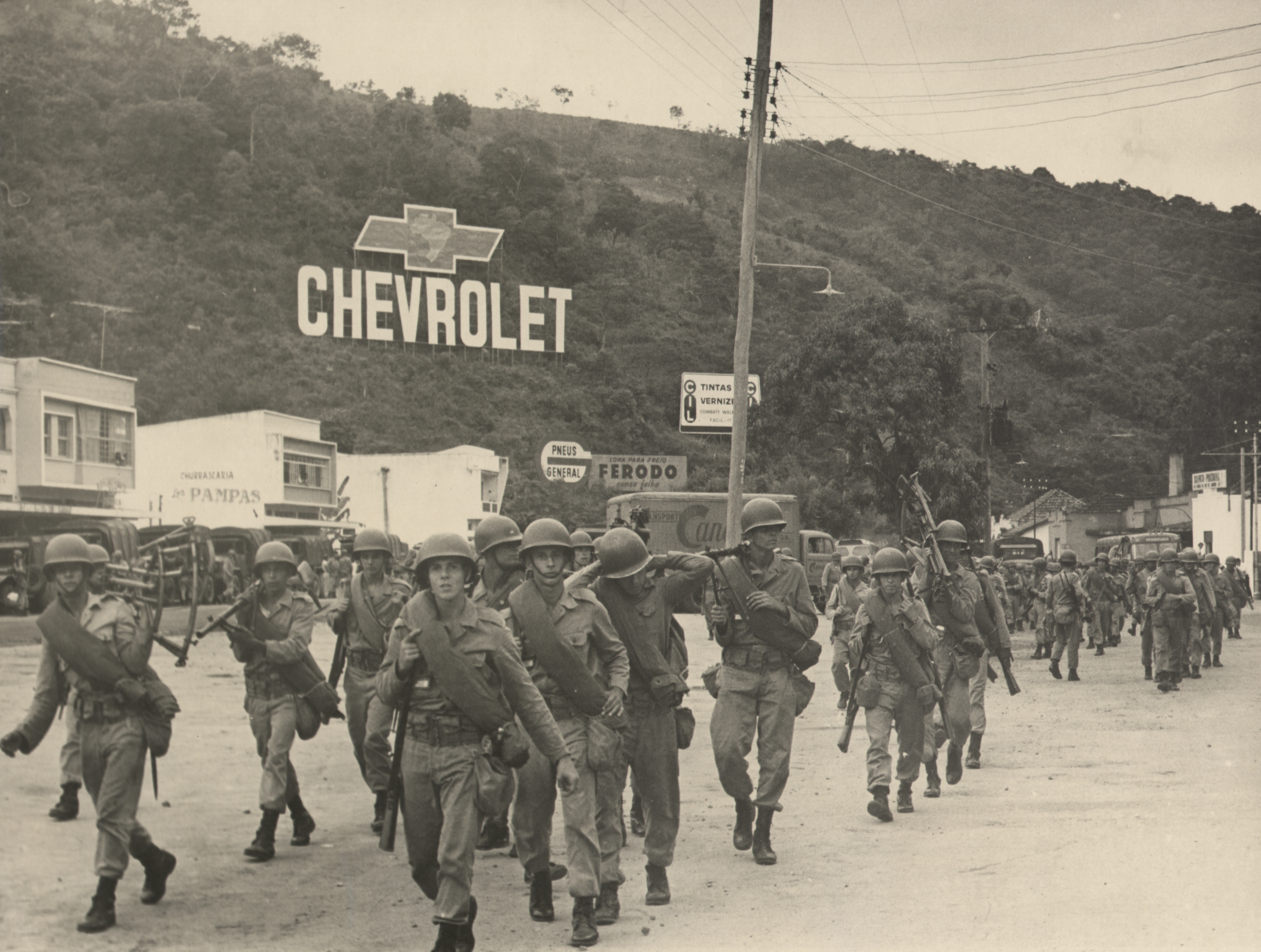
Infantería brasileña en 1964.
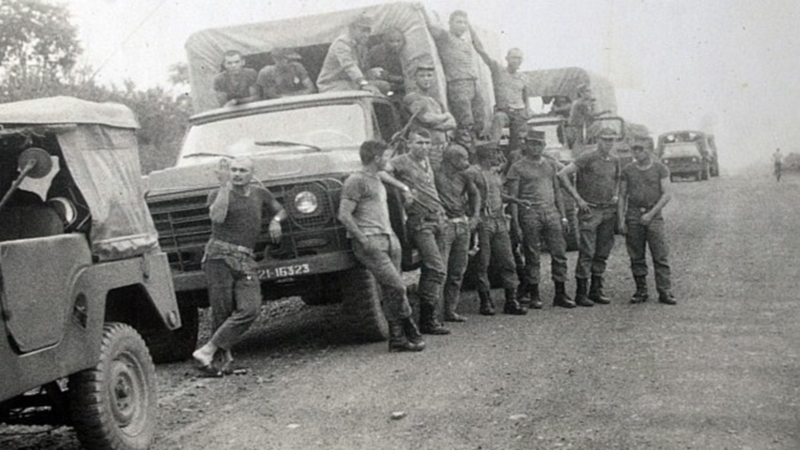
Ejército Brasileño en 1973.

### SigloXXI
Desde el final de la década de 1950, el Ejército participó en algunas misiones de paz de la ONU, como por ejemplo: en Suez (1956-67), Timor Oriental (1999-2004), Mozambique (1992-1994), Angola (1995) Y desde el año 2004, siendo la más reciente intervención externa nacional, así como la operación de mayor duración en la historia del Ejército Brasileño fuera del país. En el año 2001, Jean-Bertrand Aristide venció las elecciones presidenciales de Haití, pero la oposición se negaba a aceptar el resultado, creando un impasse. Después de años de crisis política, la situación resultó en violencia y fuerzas rebeldes ocuparon las principales ciudades del país. Con la renuncia de Aristide, el Consejo de Seguridad de las Naciones Unidas solicitó la creación de una fuerza internacional para asegurar el orden y la paz en Haití. Sin embargo, el expresidente denunció que había sido forzado a renunciar por un grupo de haitianos y civiles estadounidenses, información negada por Estados Unidos. Esta acción también habría tenido el apoyo del gobierno francés. Después de las negociaciones, y por tener el mayor contingente, Brasil asumió el cargo de coordinación de la recién formada Misión de las Naciones Unidas para la estabilización en Haití, o simplemente MINUSTAH. En el gran terremoto de 2010 que ocurrió en Haití el 12 de enero, dieciocho soldados brasileños murieron.

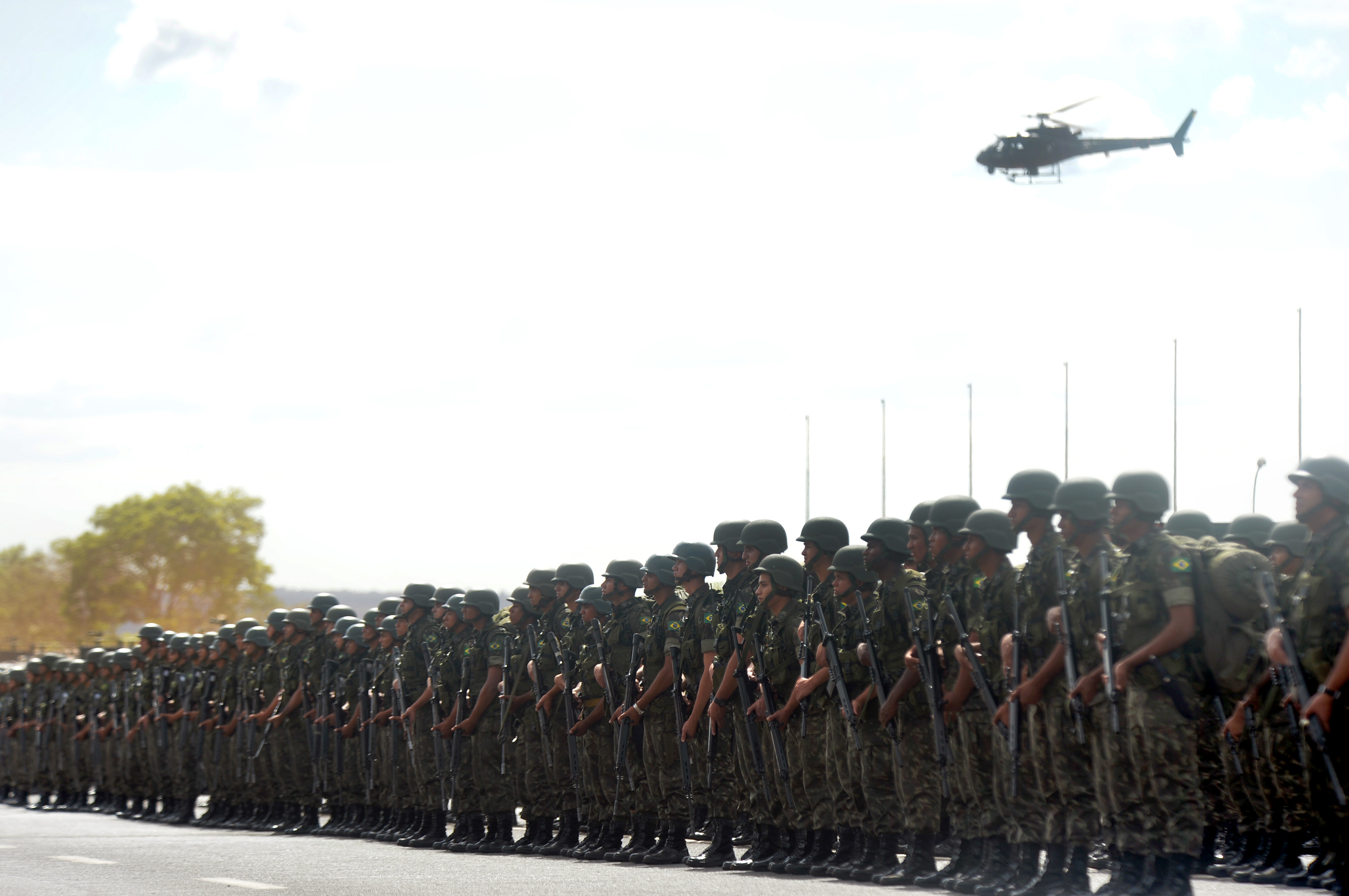
Tropas de infantería brasileñas perfiladas en Brasilia.

El Ejército Brasileño está tratando de renovar sus equipos y hacer una redistribución de sus cuarteles en todas las regiones brasileñas, priorizando la Amazonia. El Ejército, presente en la región amazónica desde el inicio del siglo XVII, viene ampliando su dispositivo por la instalación de diversas unidades de frontera. Tales unidades representan polos de crecimiento, en torno a los cuales, como ocurrió en el pasado, crecen núcleos habitacionales. En la actualidad, la Fuerza dispone de unos 25.000 militares que sirven en la región amazónica, y ya hay planes concretos previstos por la Estrategia Nacional de Defensa, para aumentar a corto plazo el efectivo para 30.000 soldados en la región, fue aprobado por el Ministerio de Defensa, con un presupuesto de 1000 millones de reales para prácticamente doblar el número de unidades en la frontera hasta 2018, con la creación de veintiocho nuevos pelotones especiales de frontera, serán prioritariamente células de vigilancia militar, dejando la preocupación de vivificación de la frontera en segundo plano en el mismo plano, también está previsto la modernización por 140 millones de reales de los pelotones ya existentes.
Después de la promulgación de la Estrategia de Defensa Nacional, en diciembre de 2008, el gobierno brasileño indicó estar interesado en la modernización de las Fuerzas Armadas. En 2010, durante la crisis de seguridad en Río de Janeiro, el Ejército Brasileño envió 800 paracaidistas para combatir el narcotráfico en Río de Janeiro. Después de la invasión, unos 2.000 soldados del Ejército fueron enviados para ocupar el Complejo del Alemán. En 2014, 2 050 soldados del ejército invadieron un complejo de favelas en la ciudad de Río de Janeiro con vehículos blindados de transporte de personal y helicópteros, en un intento de mejorar la seguridad dos meses antes del inicio de la Copa Mundial de la FIFA de 2014. Debido al torneo, el Ejército Brasileño ofreció a más de 50 mil hombres para la seguridad en el evento, la mayor fuerza militar empleada en la seguridad de una Copa Mundial de la FIFA.
En febrero de 2016, el gobierno federal brasileño movilizó el 60% de las Fuerzas Armadas, o cerca de 220 mil soldados (estos más de 140 mil soldados del Ejército Brasileño), para ir "de casa en casa" en la batalla contra el brote del virus zika .
En julio de 2016, el Ejército suministró a más de 21.000 soldados, 28 helicópteros del ejército y 70 vehículos blindados para garantizar la seguridad de la ciudad de Río de Janeiro durante los Juegos Olímpicos de verano de 2016. Otros 20.000 soldados estuvieron de turno en las cinco ciudades que coorganizan el torneo olímpico Río 2016: Belo Horizonte, Brasilia, Manaus, Salvador y São Paulo. 14 800 soldados del Ejército en la ciudad de Río de Janeiro para actuar durante los Juegos Olímpicos.

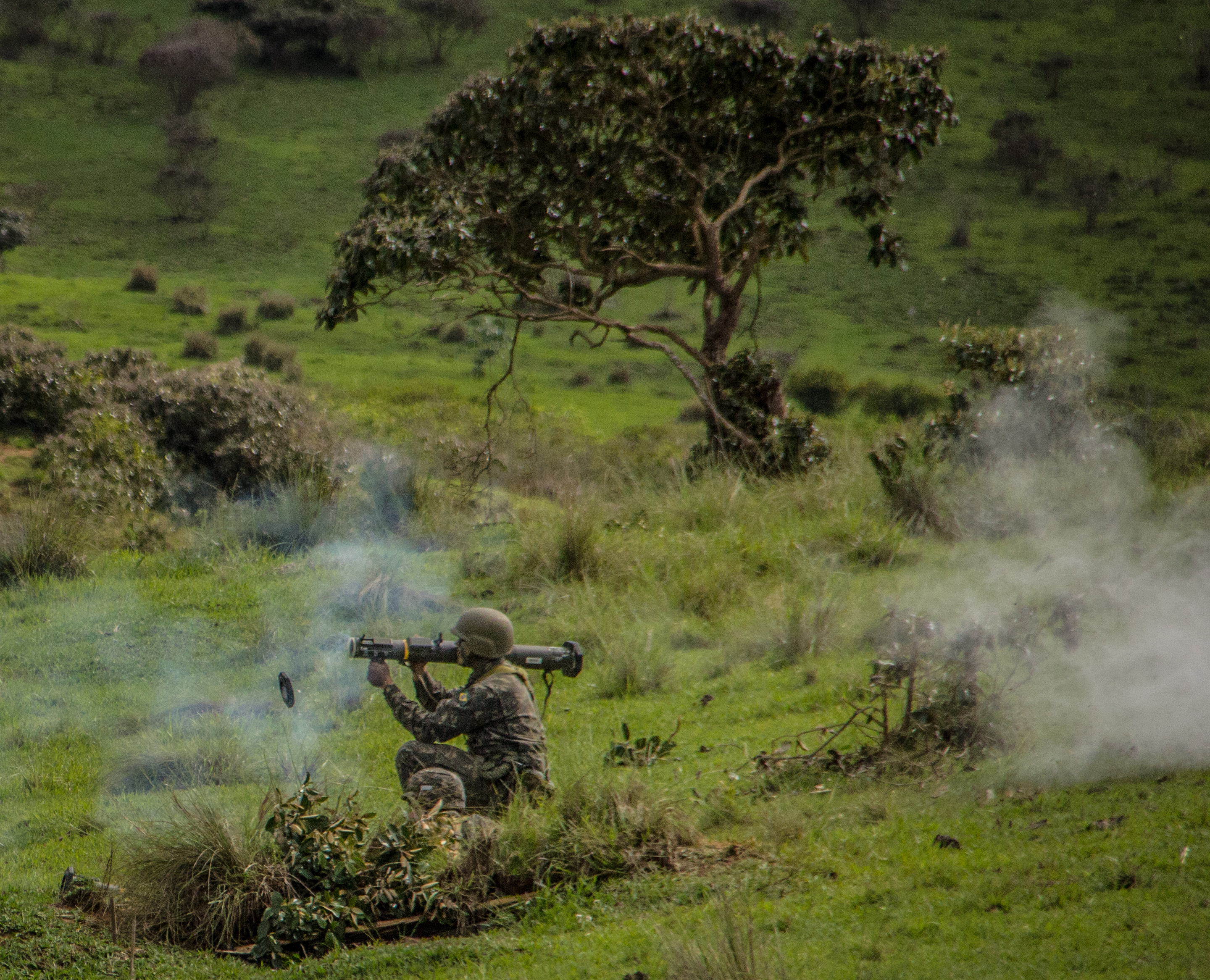
Soldado brasileño disparando con un cañón antitanque AT-4.
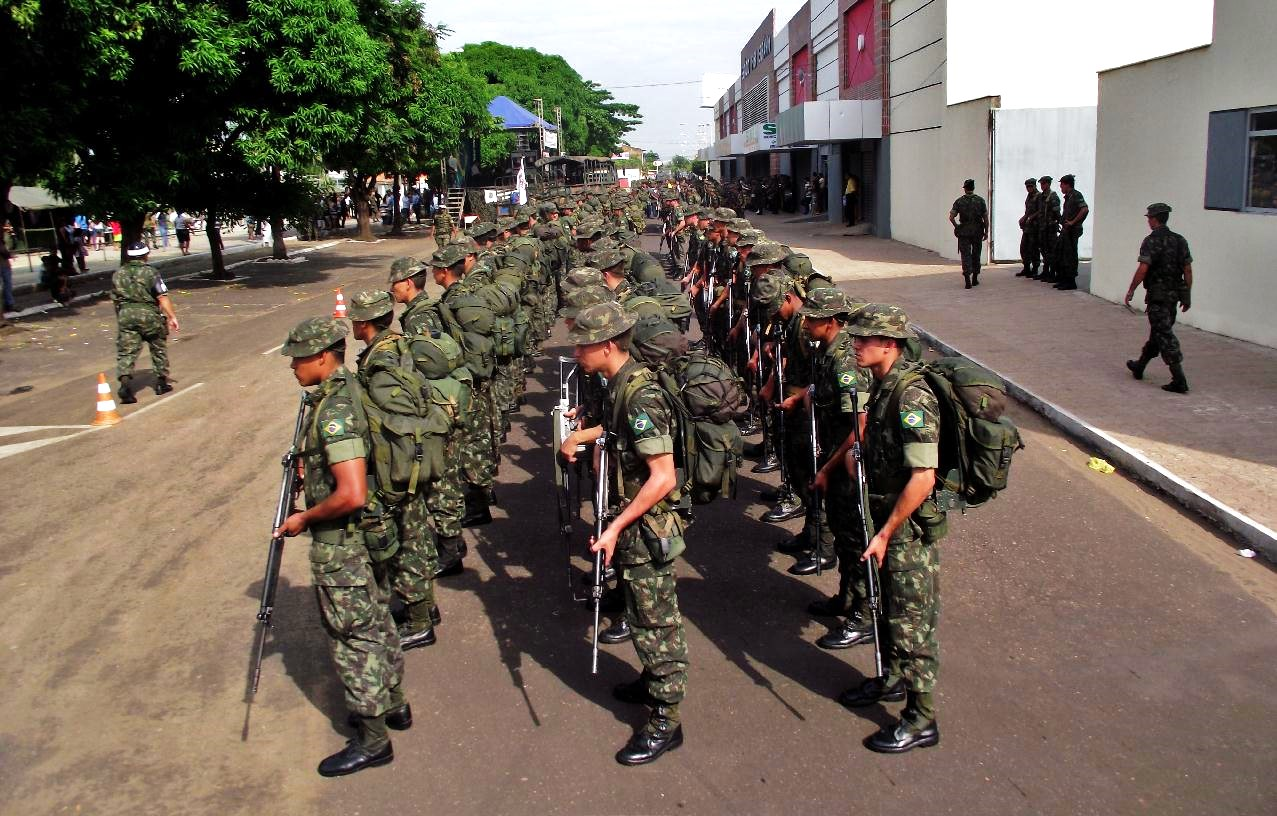
Un batallón de infantería de la selva de Brasil
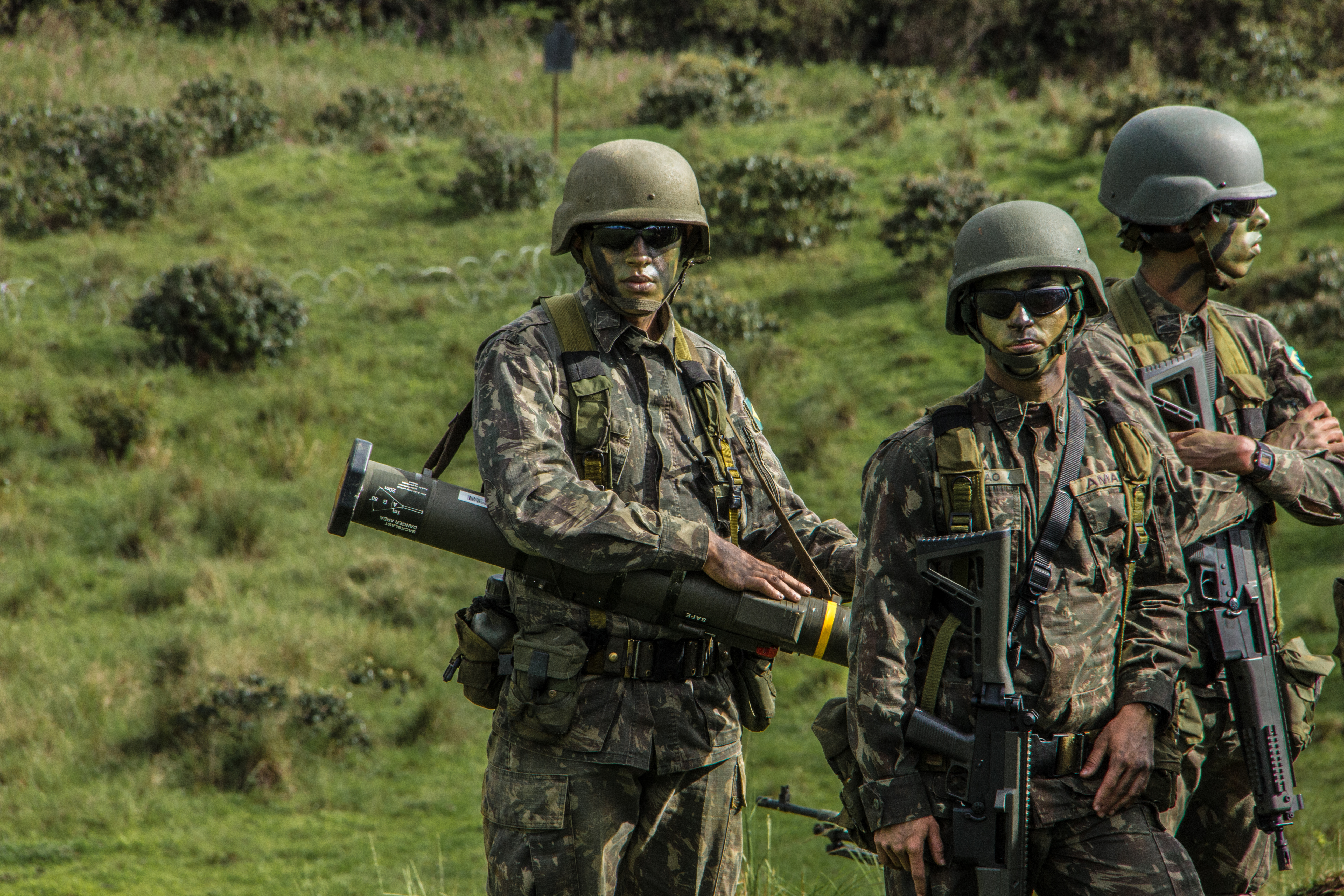
Infantería brasileña.
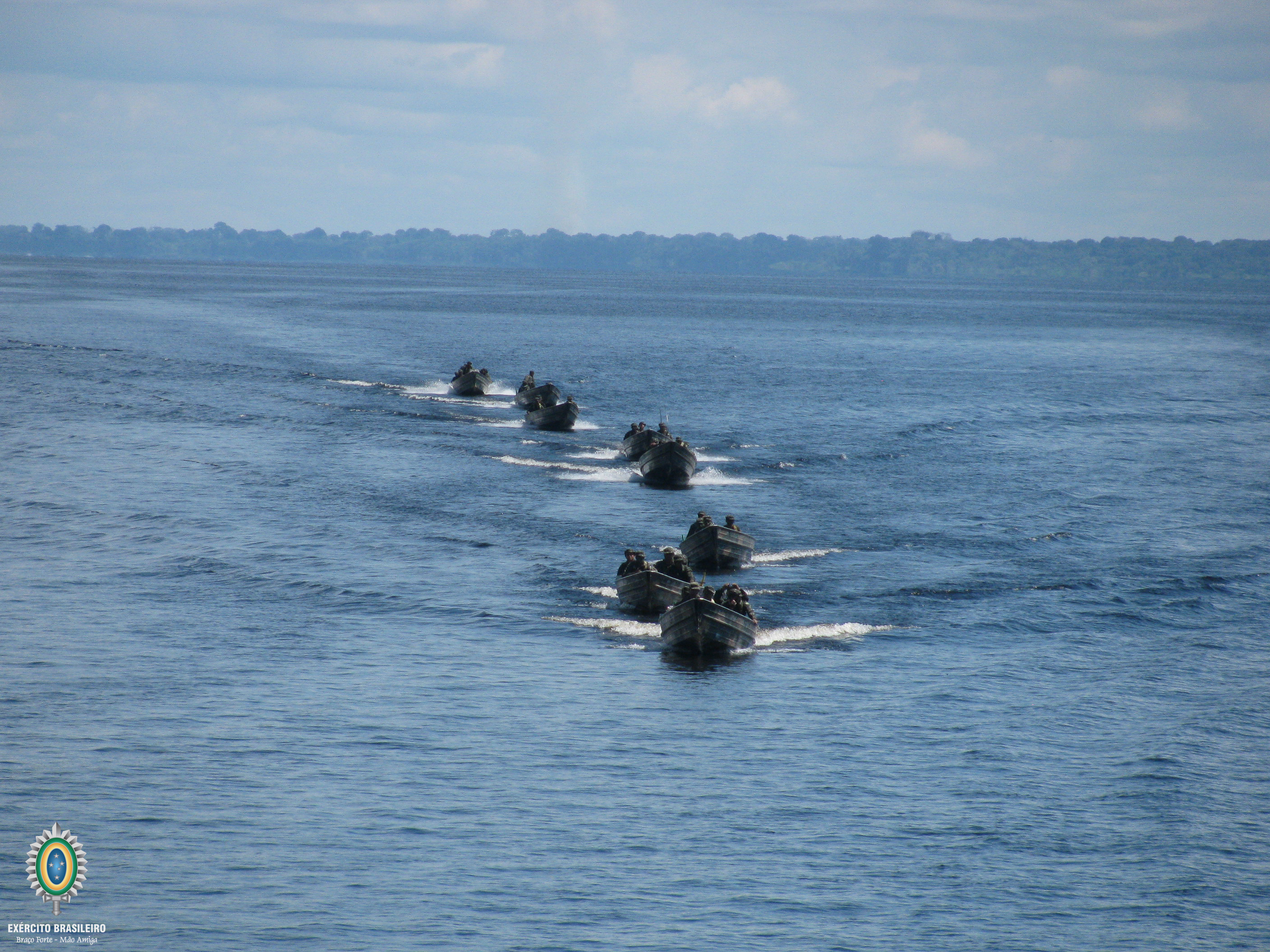
Un pelotón del Ejército Brasileño patrullando el río Amazonas.
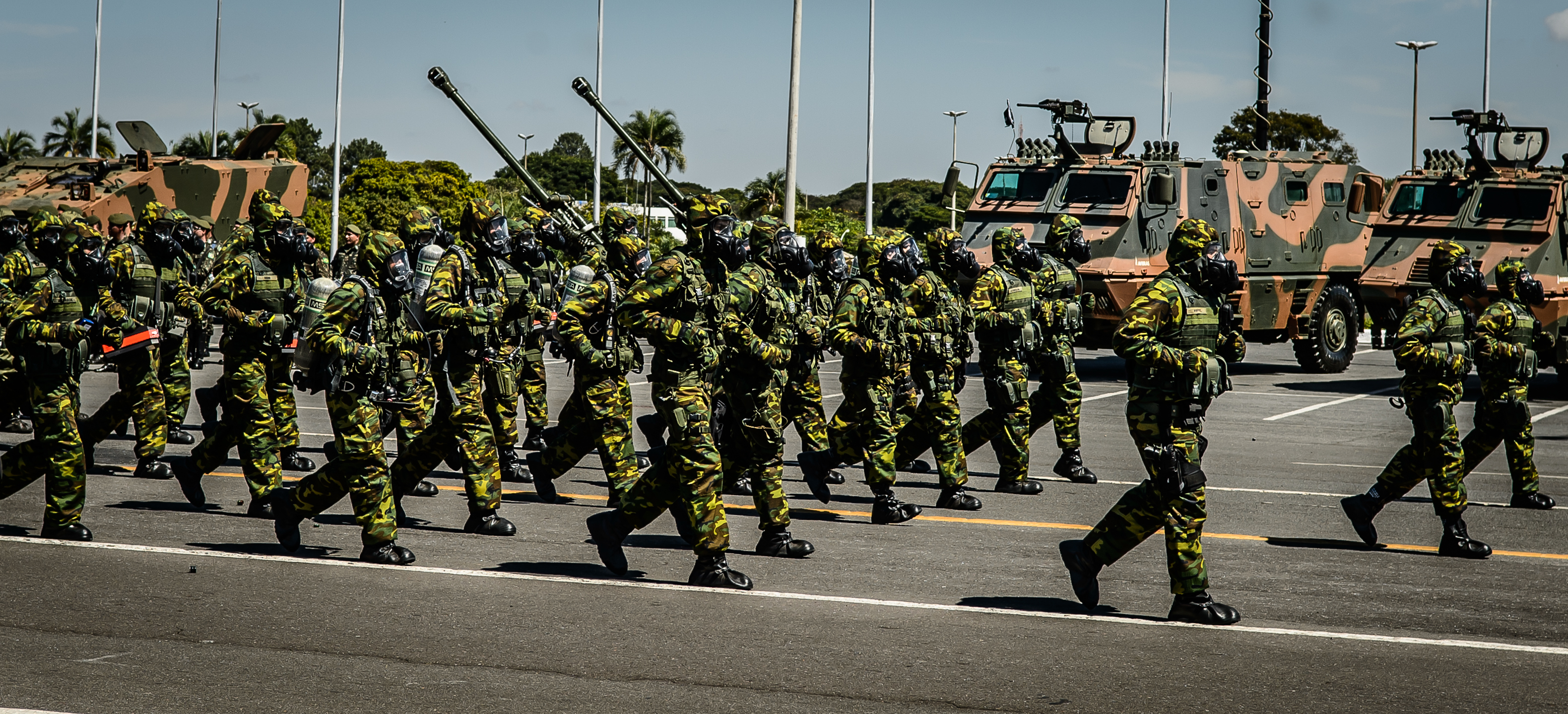
Unidad de Defensa Química y Biológica del Ejército Brasileño.
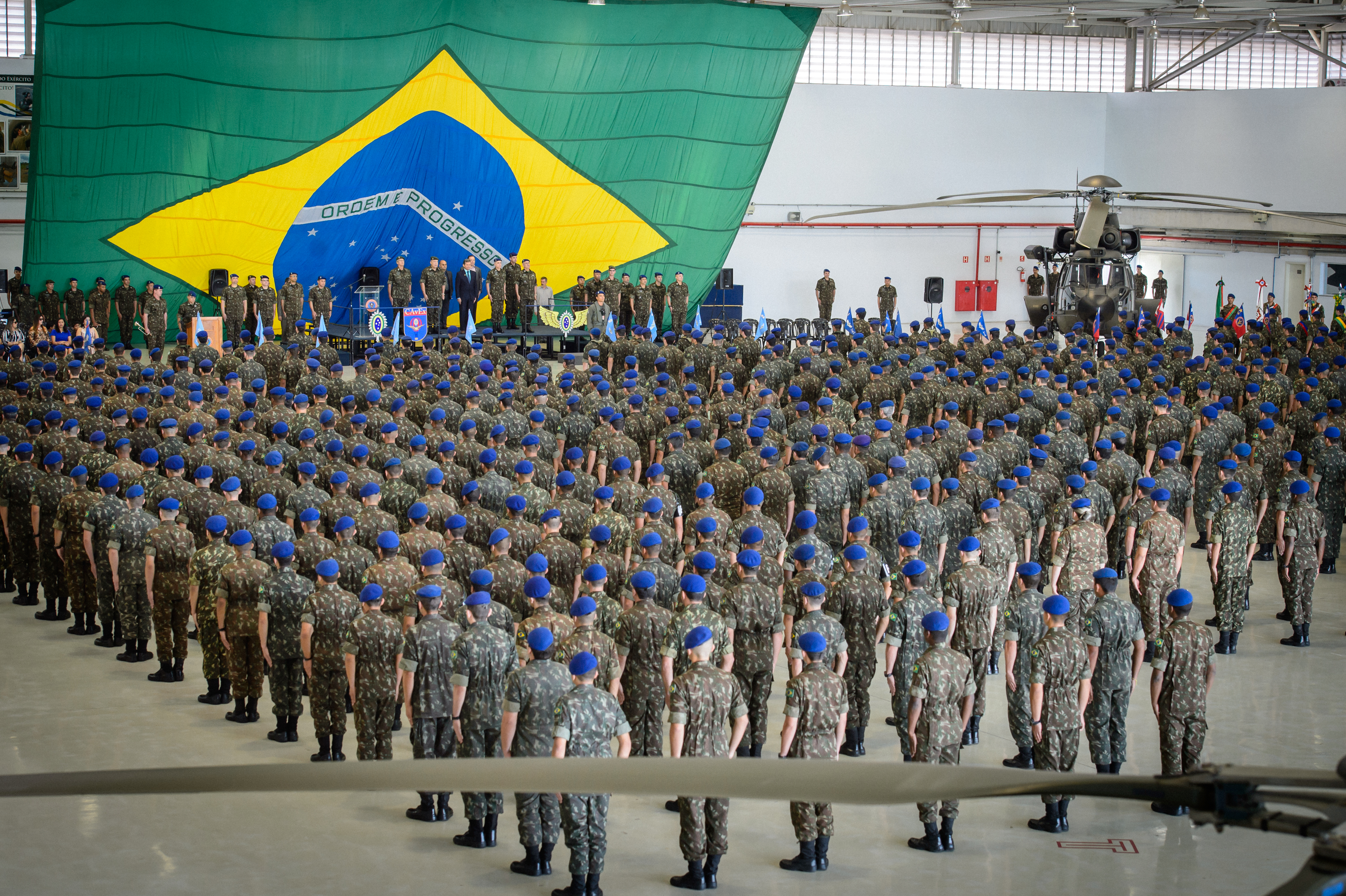
Tropas, del batallón de aviación del ejército, en formación.
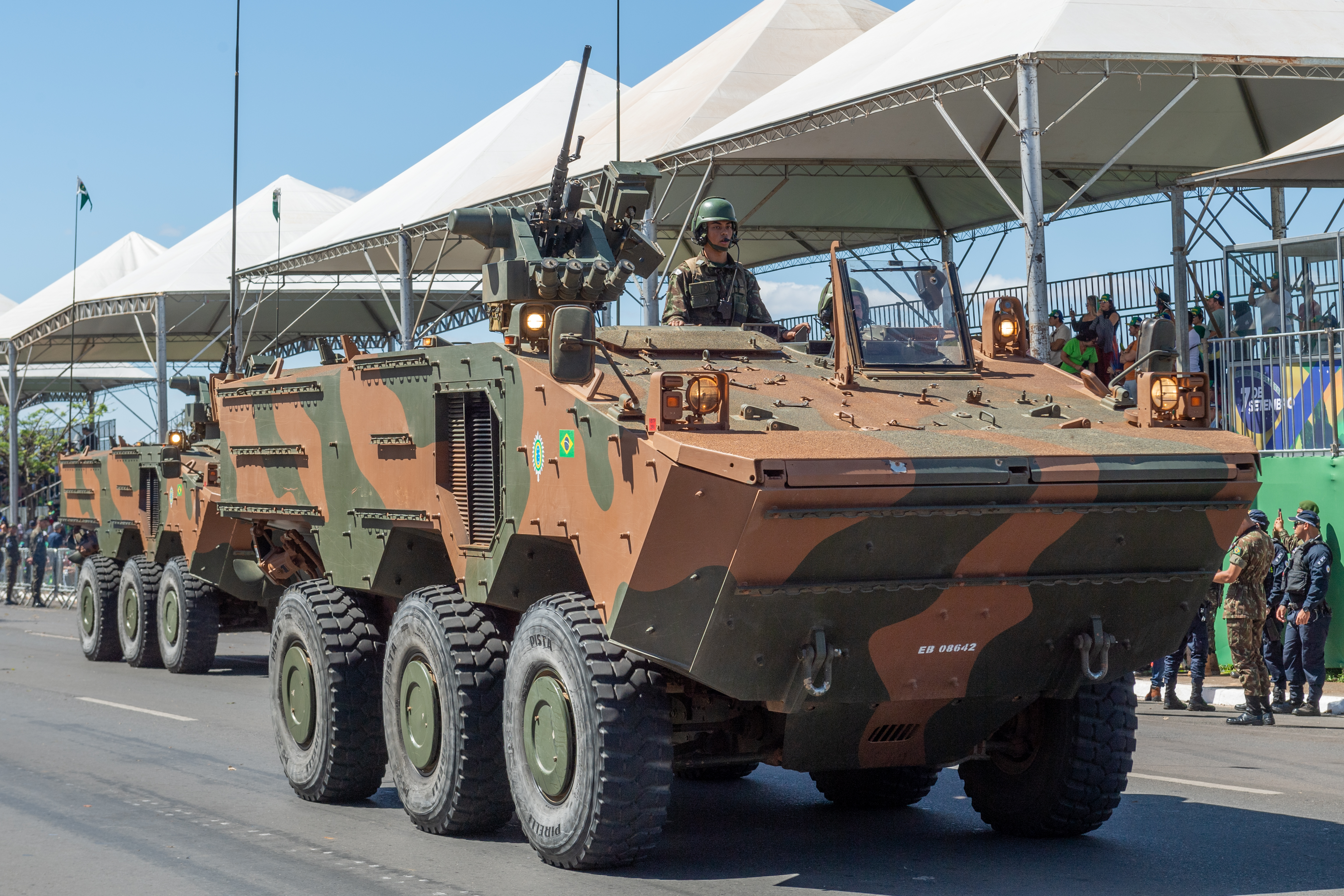
Vehículo blindado Guaraní con torreta automatizada.
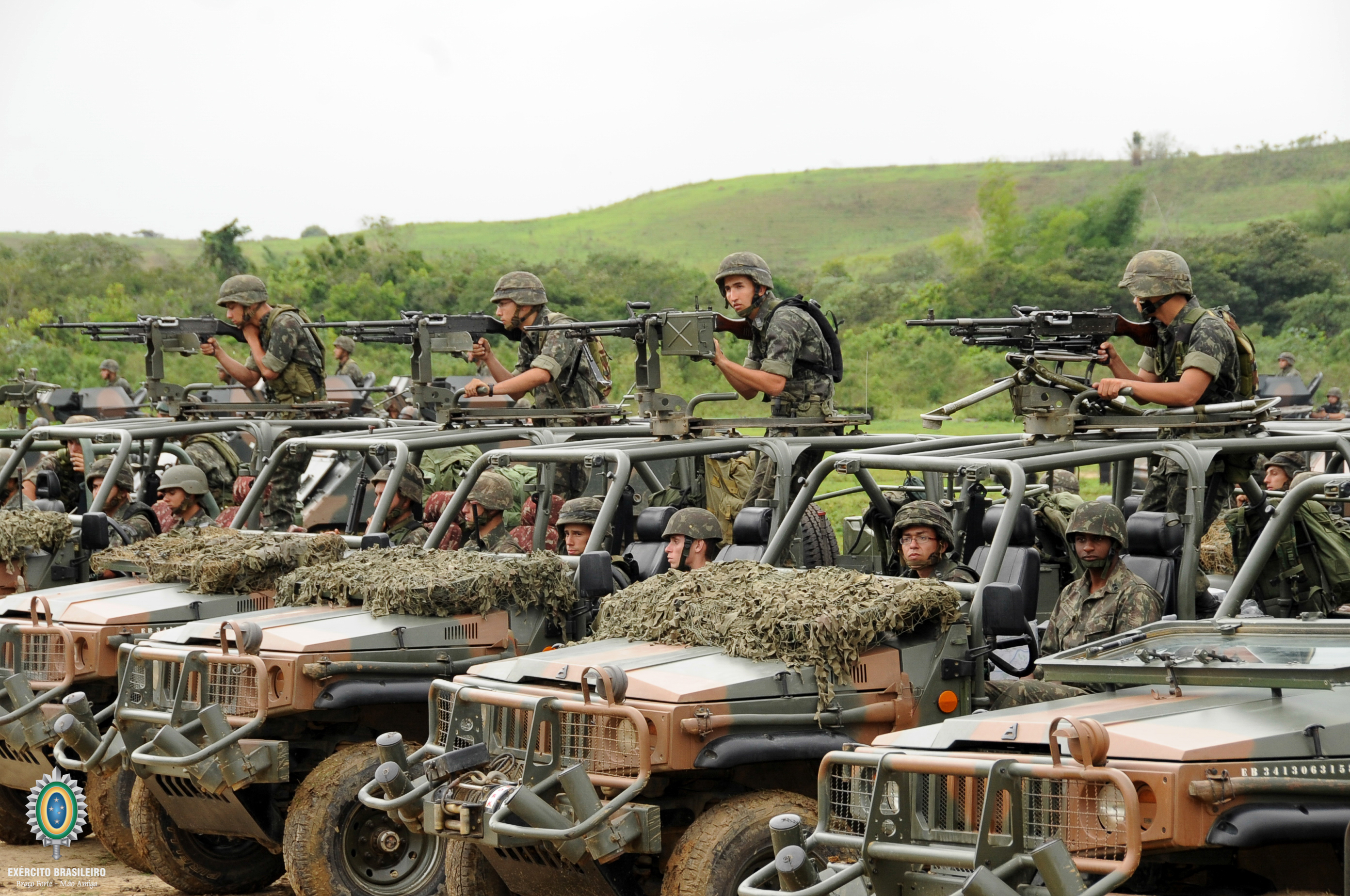
Un pelotón de exploradores del ejército.
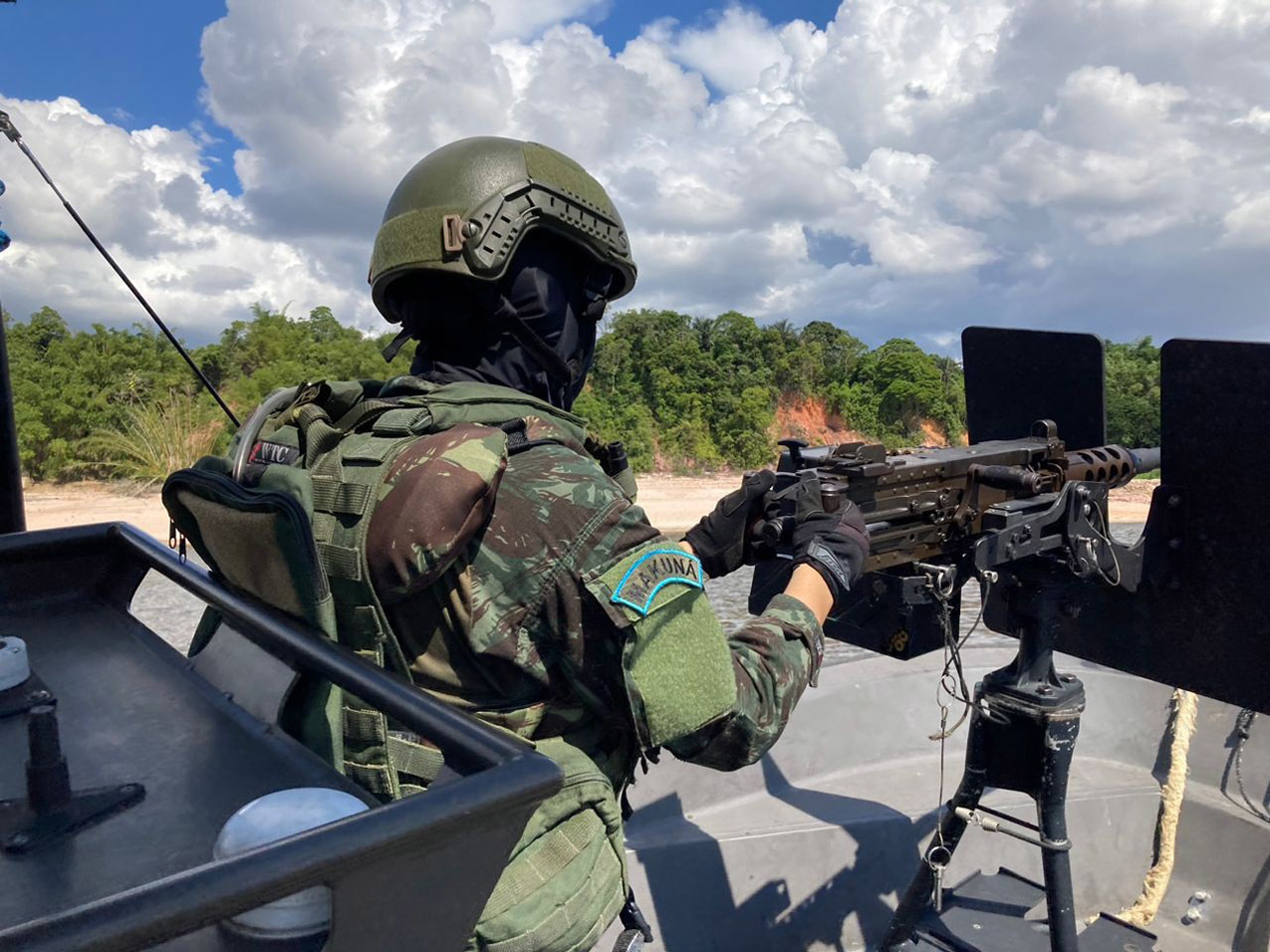
Atirador en un barco del ejército.
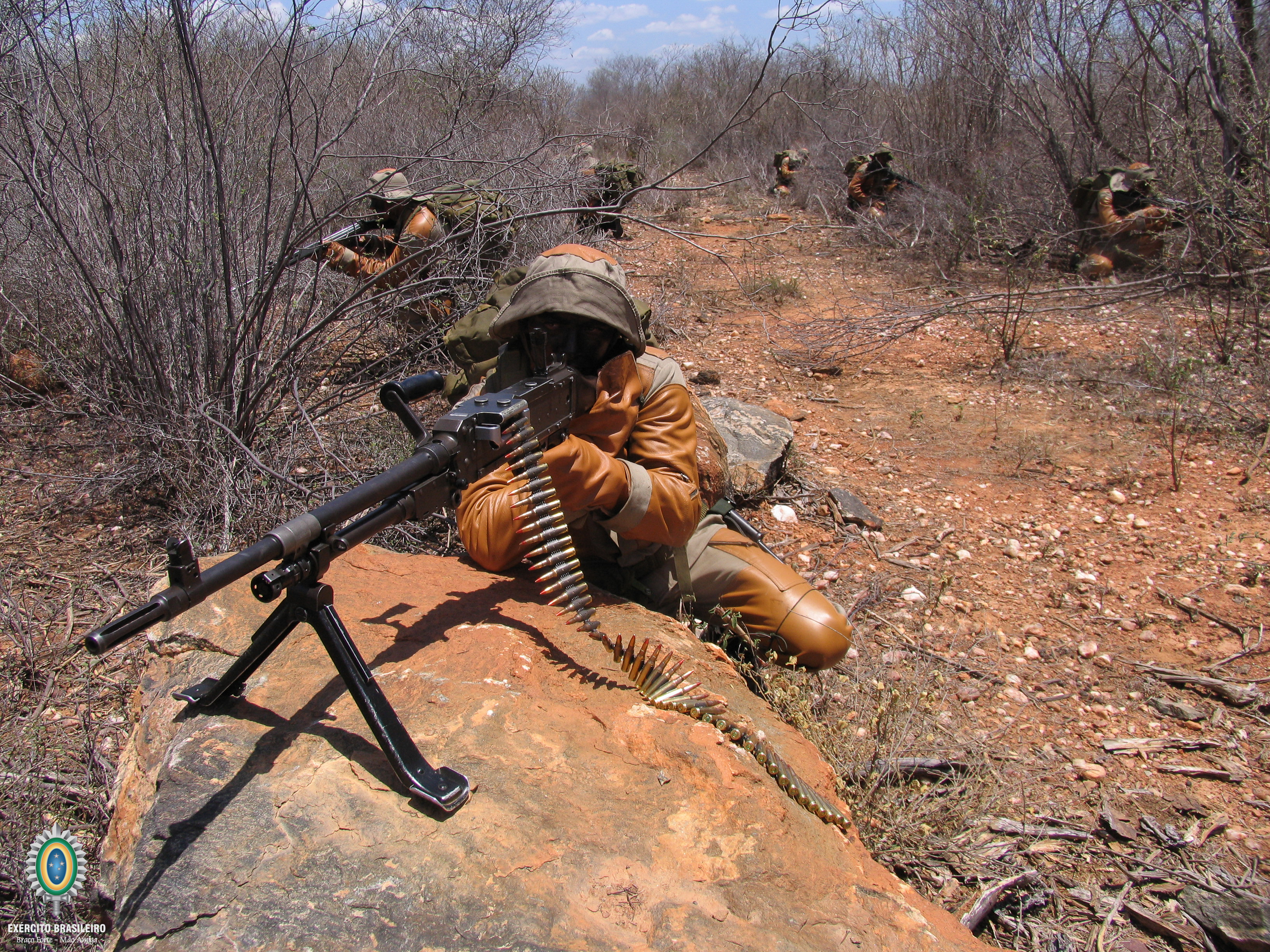
Soldado brasileño en un ambiente desértico.
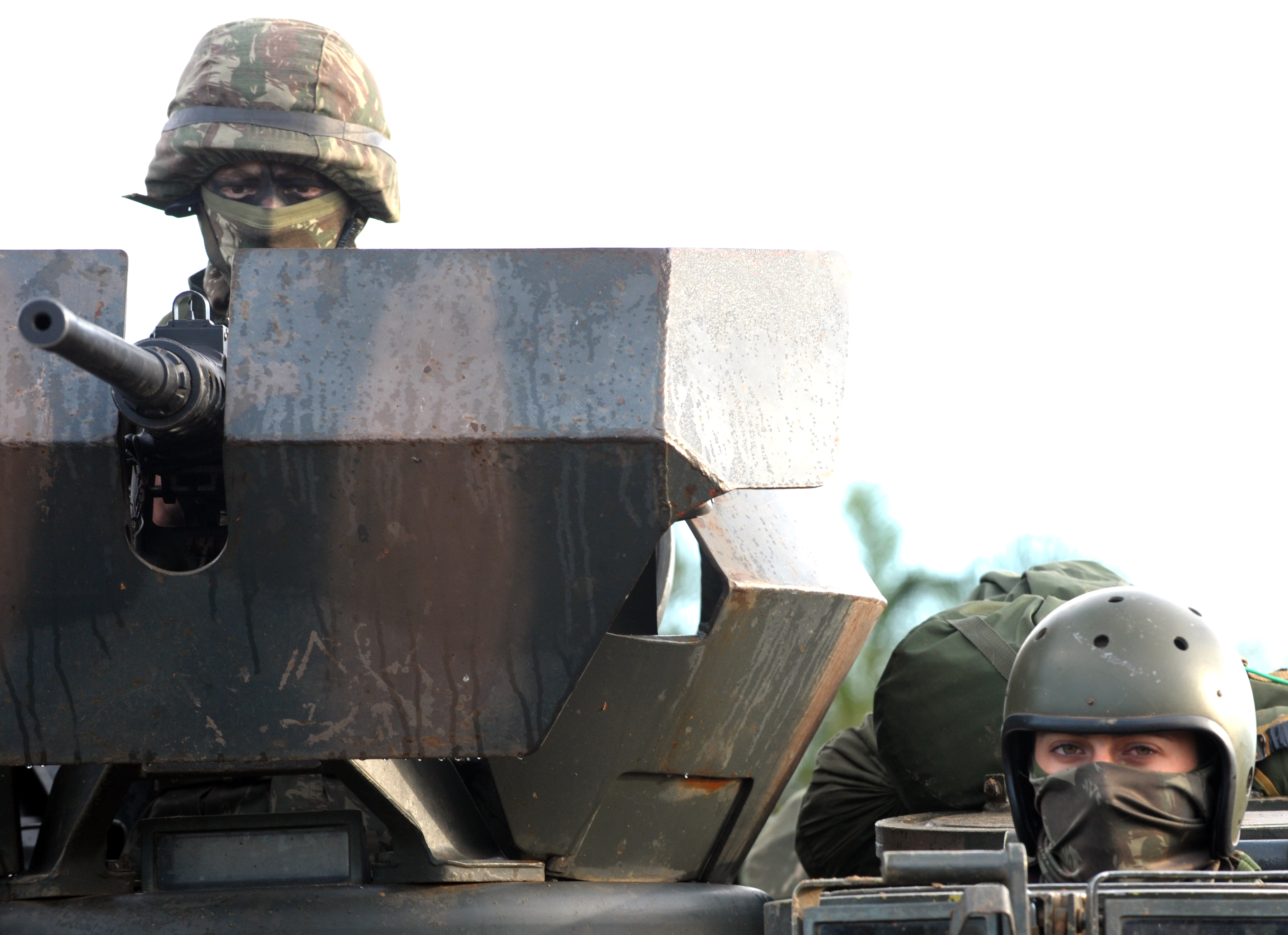
Soldados (piloto y francotirador) de un M-113 brasileño
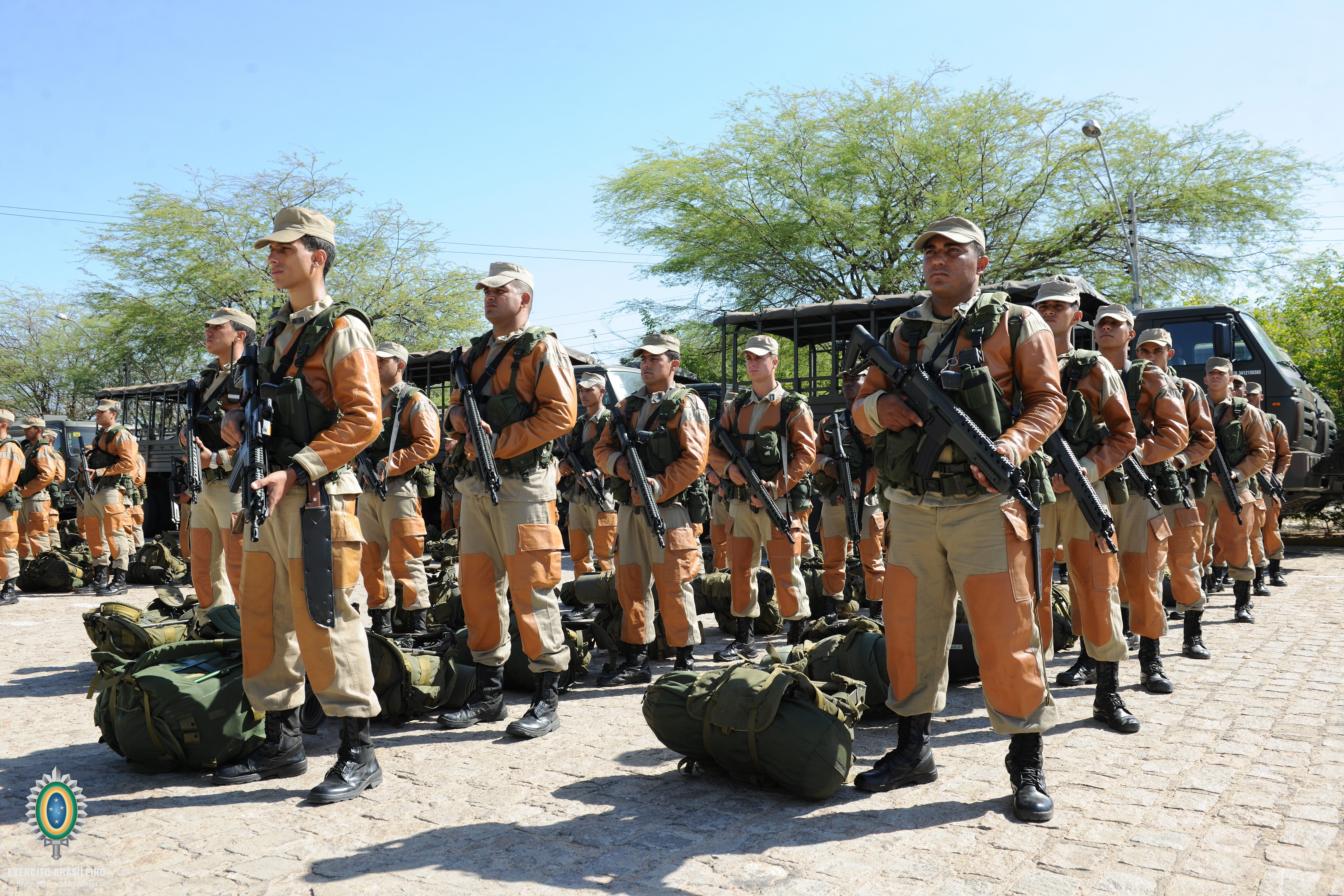
72o Batallón de Infantería Motorizada con uniforme de caatinga.
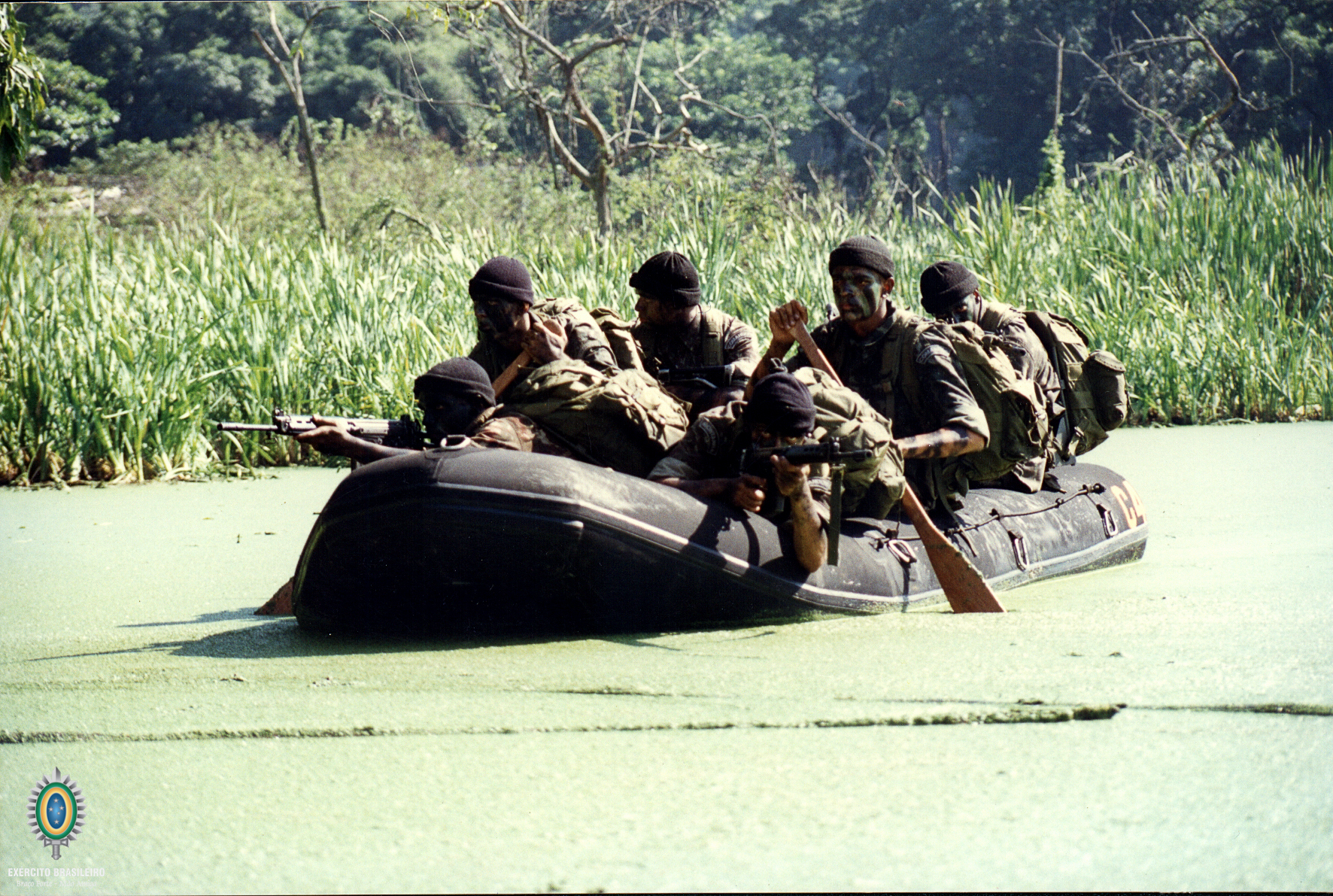
Unidad de fuerzas especiales del ejército.
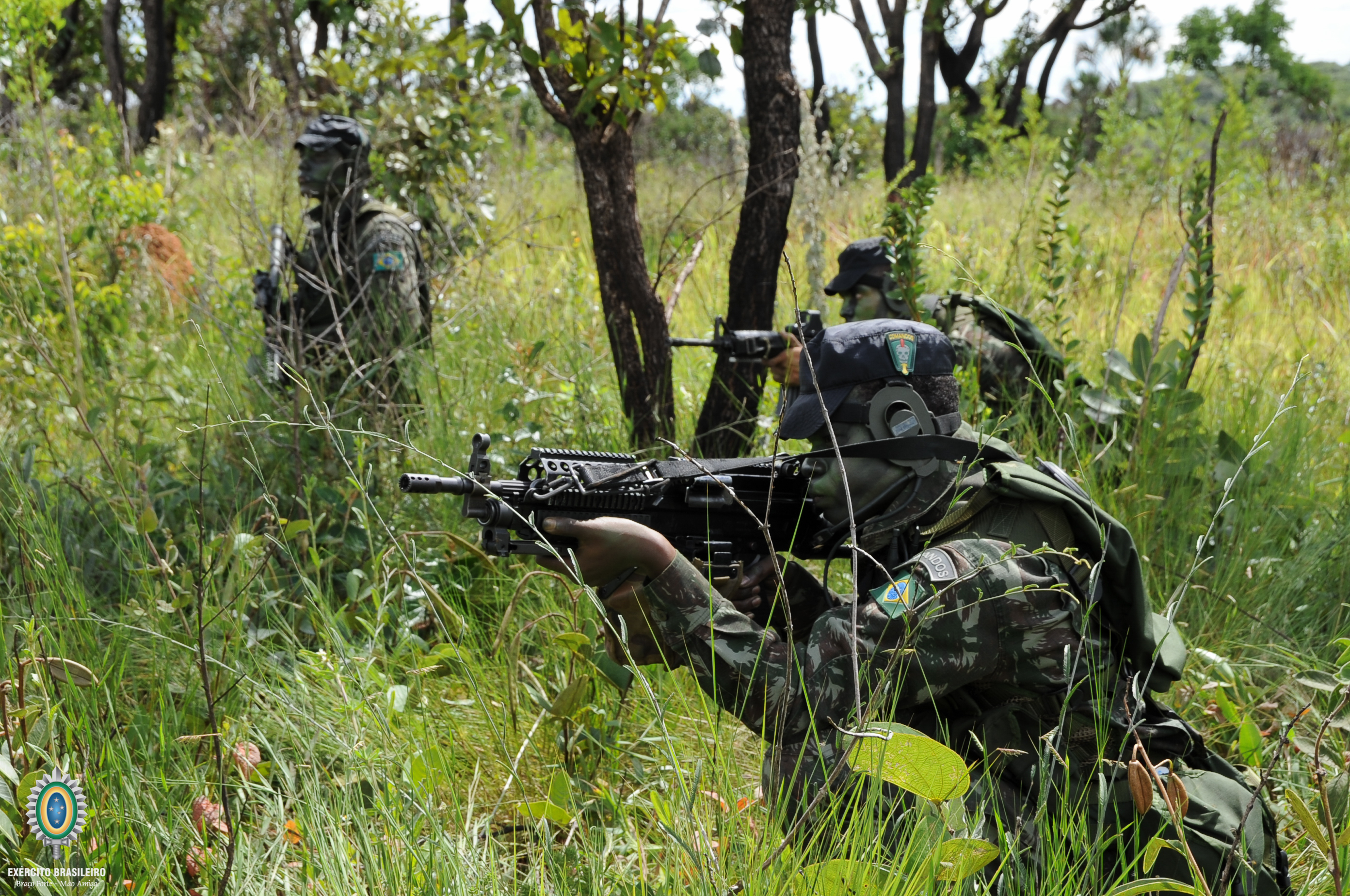
Tropas especiales brasileñas de infracción.
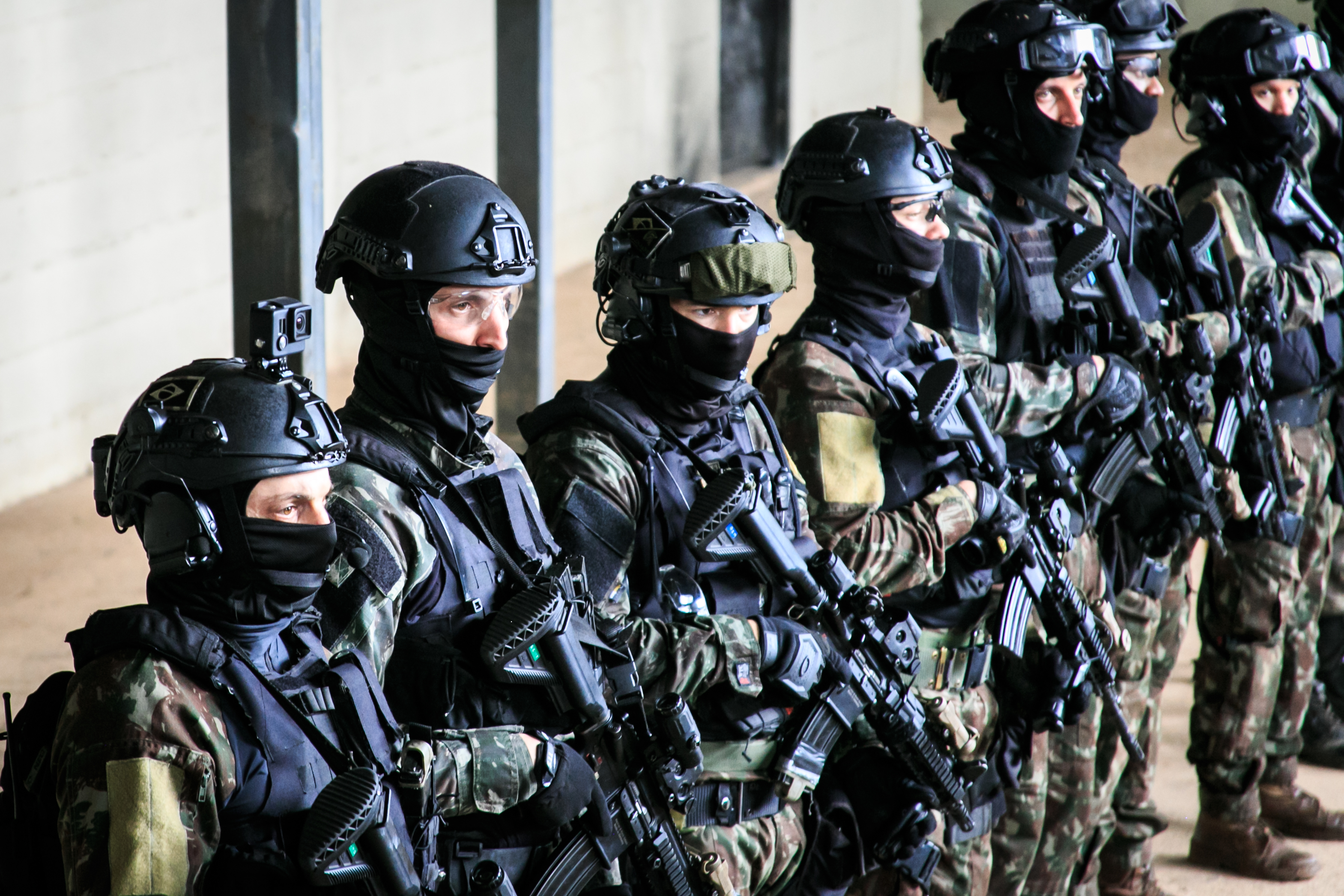
Tropas antiterroristas del Ejército Brasileño.
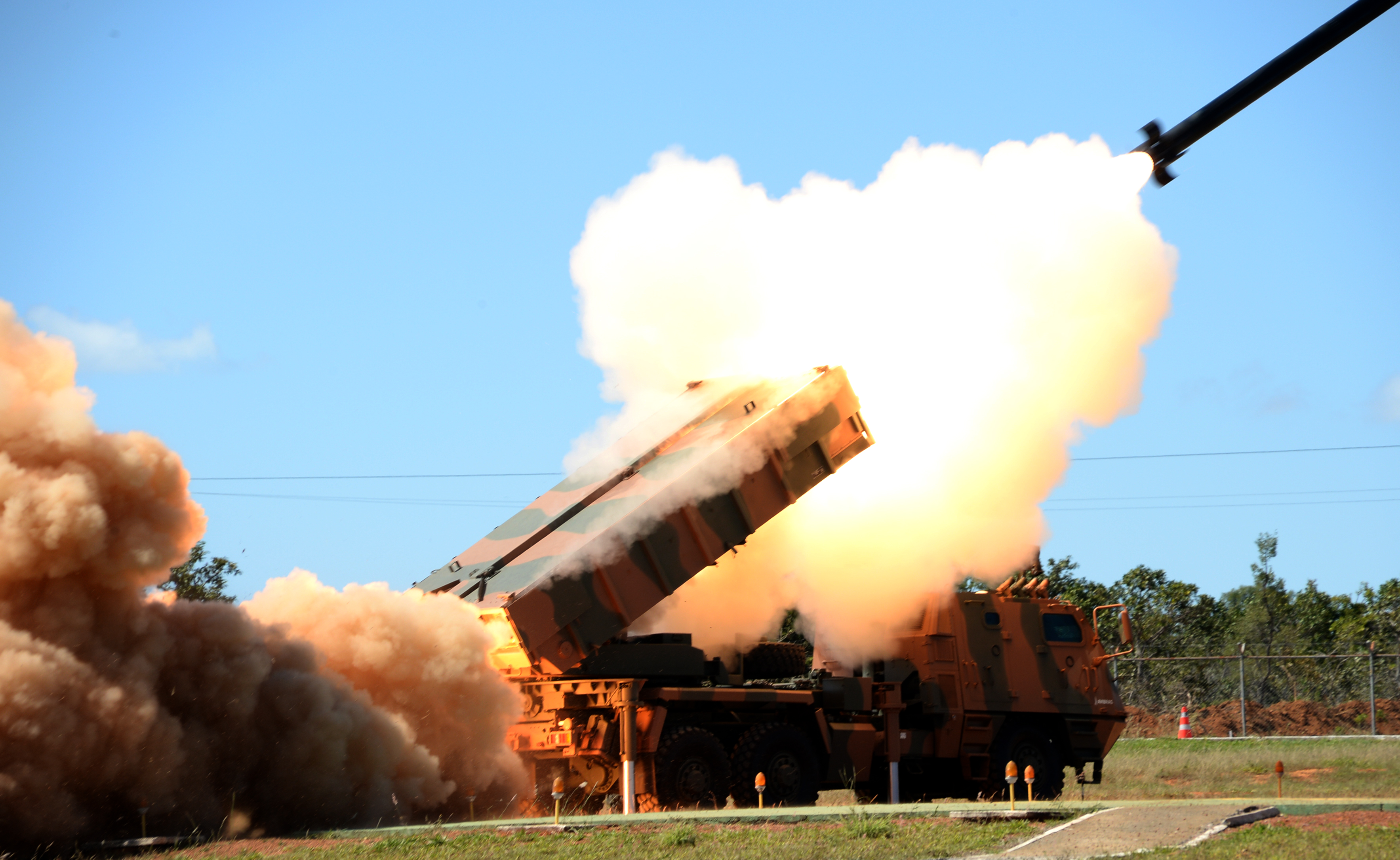
Sistema lanzacohetes ASTROS, columna vertebral de la artillería brasileña.
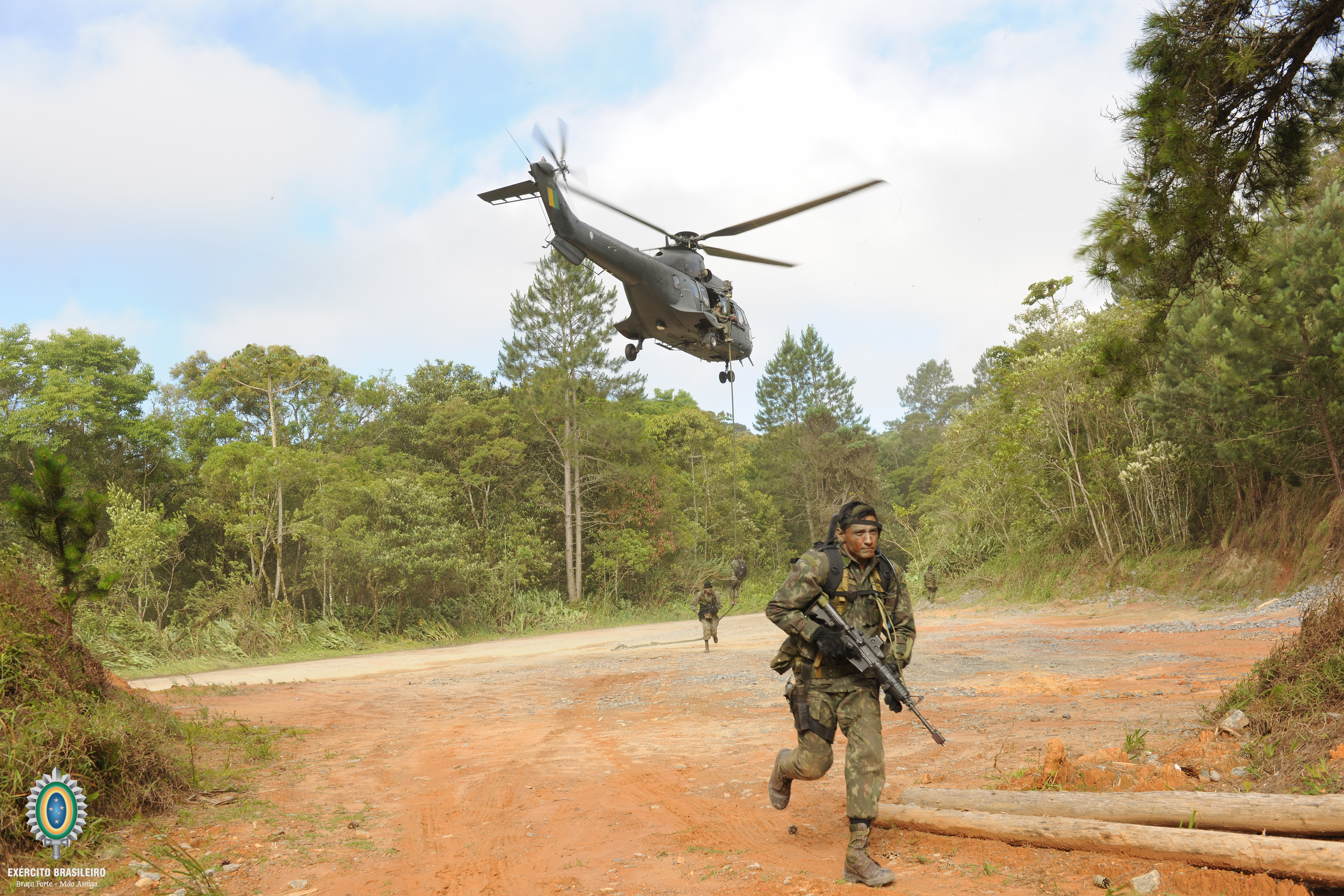
Desembarco de tropas aerotransportadas.
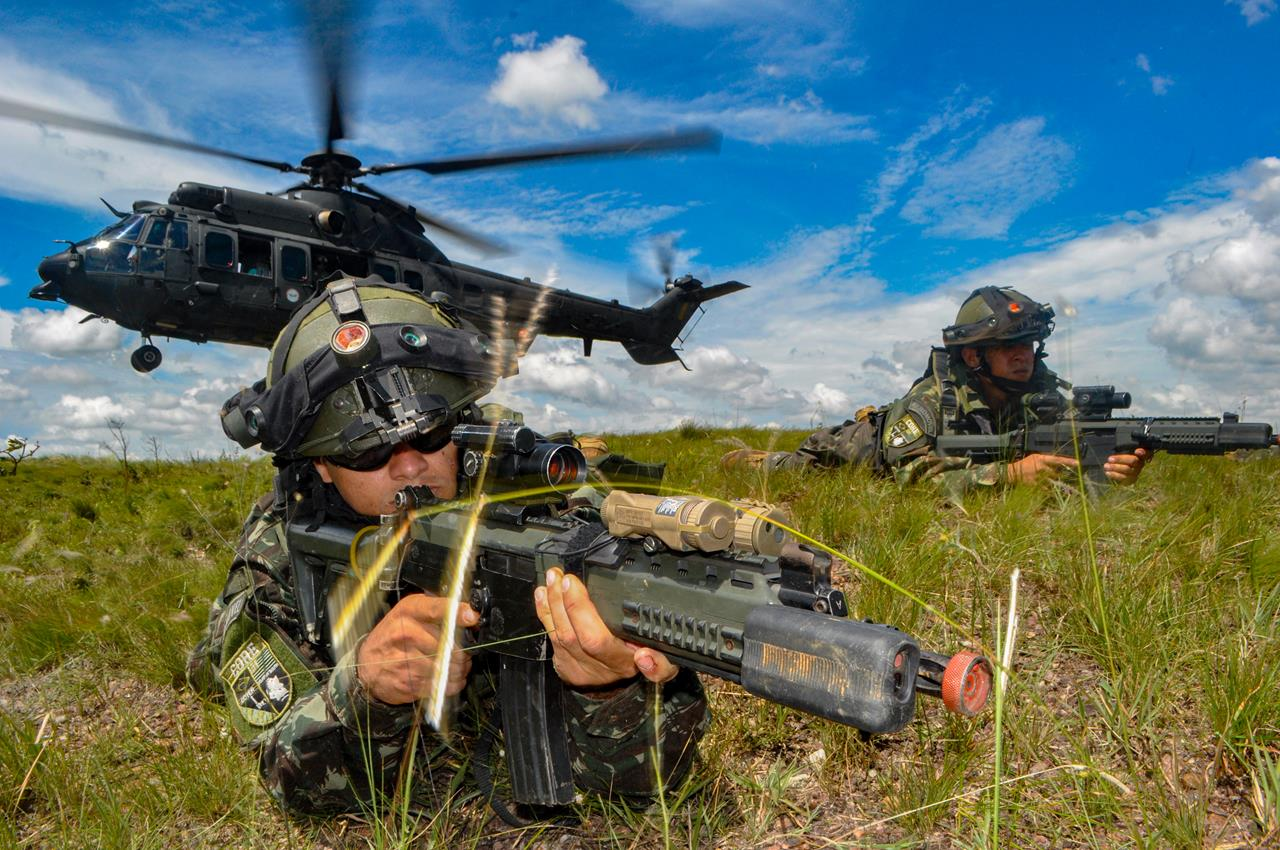
Infantería aeromóvil.
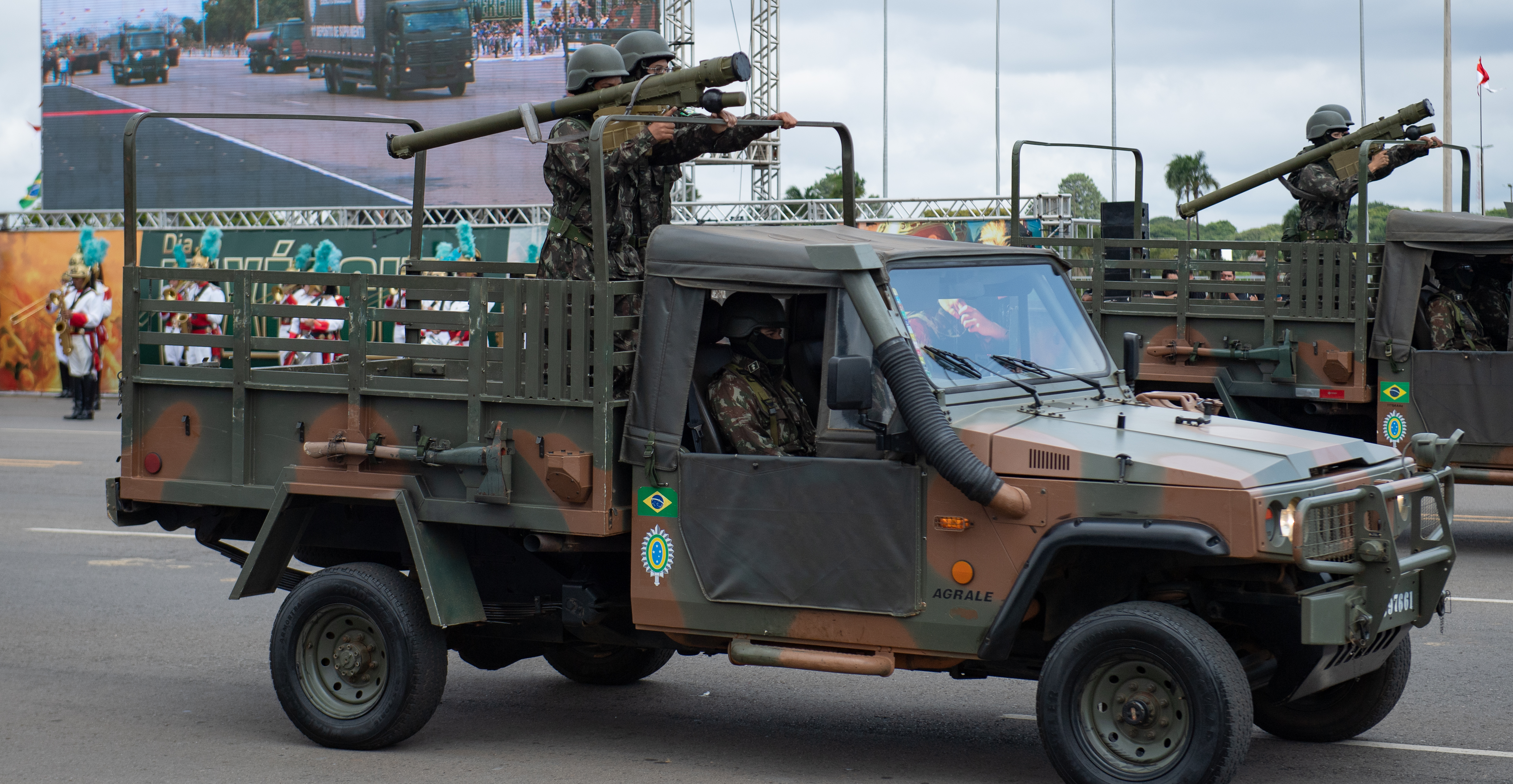
Vehículo Marrua de una brigada de artillería antiaérea.

### Uniformes históricos en campañas
En dos siglos de existencia el Ejército Brasileño trabó varias campañas y utilizó diversos uniformes distintos en cada una de ellas:

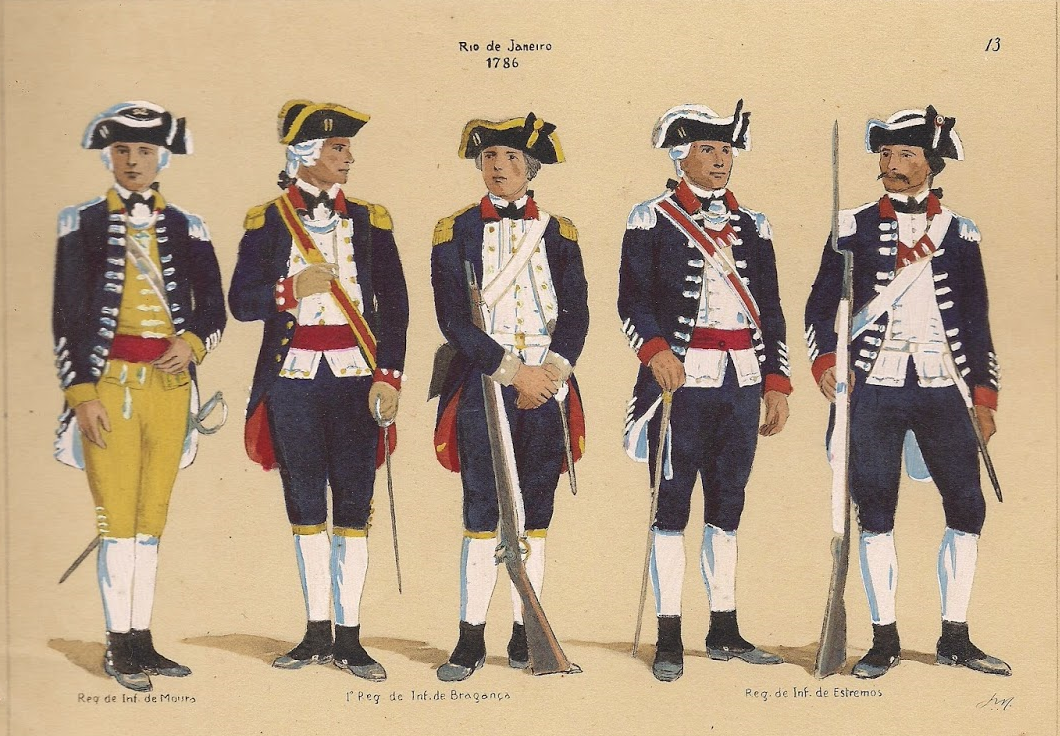
Ejército colonial brasileño (al servicio del rey de Portugal) en 1786.
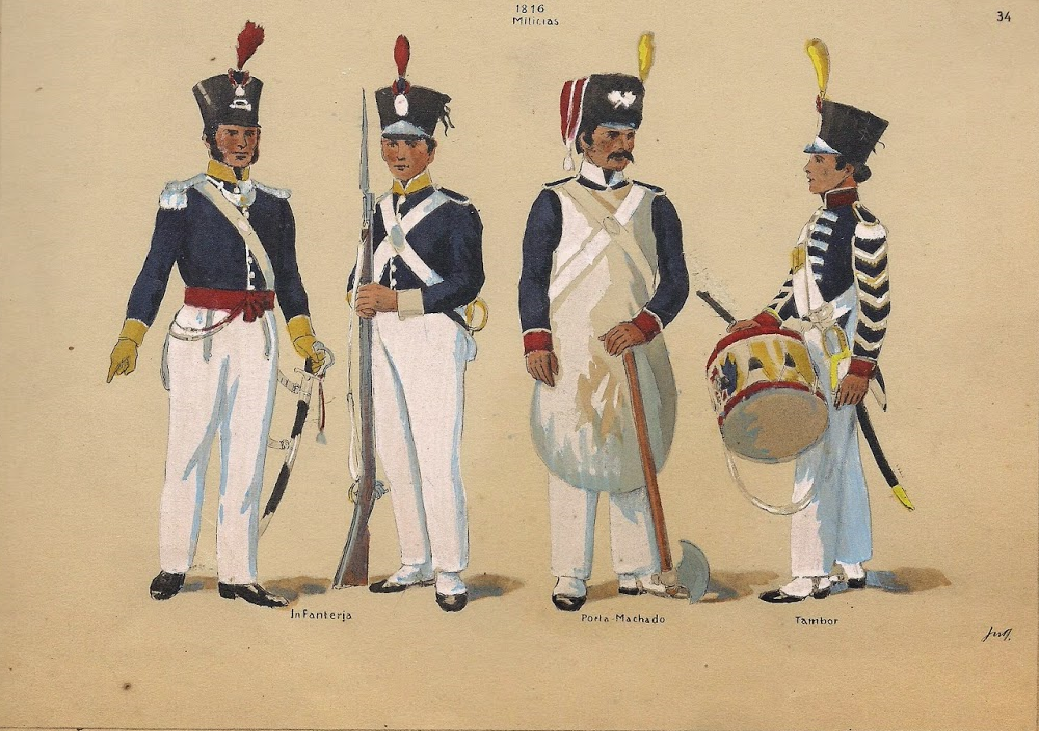
Infantería del Ejército colonial brasileño en 1816 durante la Invasión de la Guayana Francesa.
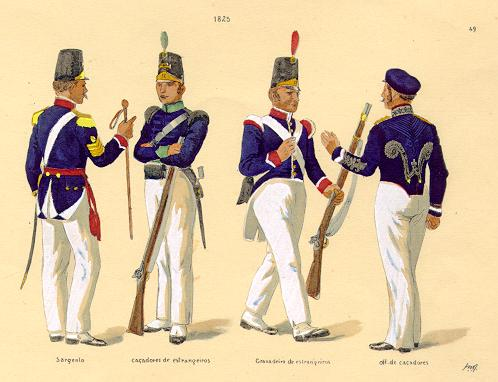
Tropas de infantería del Ejército Imperial Brasileño en 1825 durante la Guerra del Brasil.
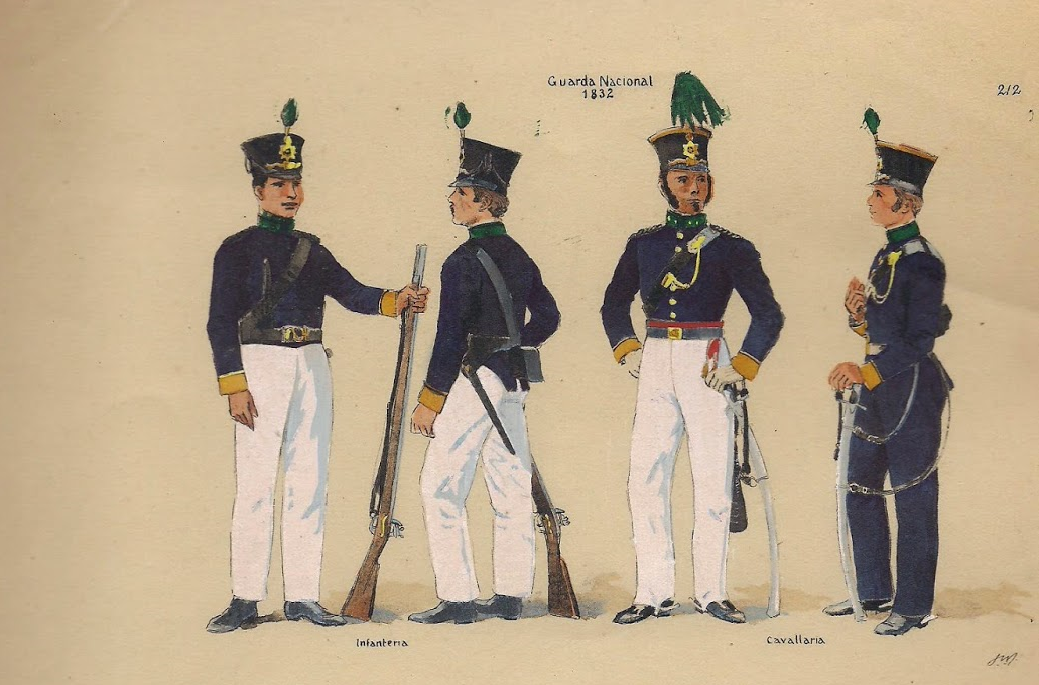
Uniforme de la Guardia Nacional brasileña en 1832.
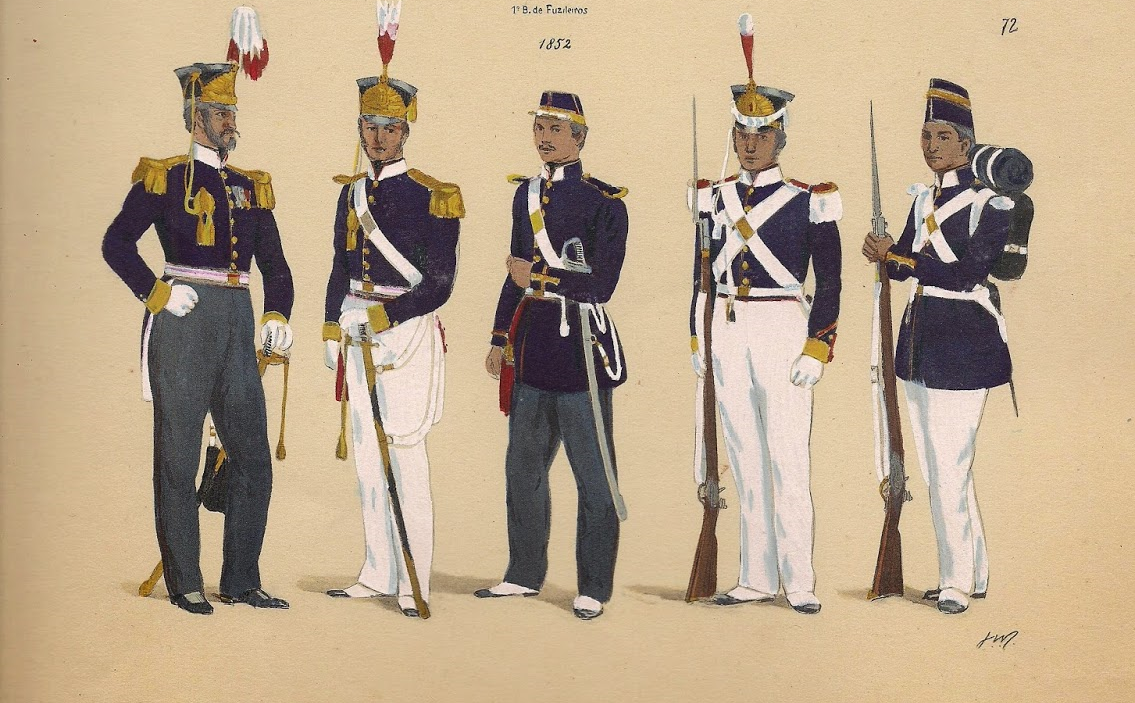
Infantería Imperial, uniforme del soldado imperial brasileño en 1852.
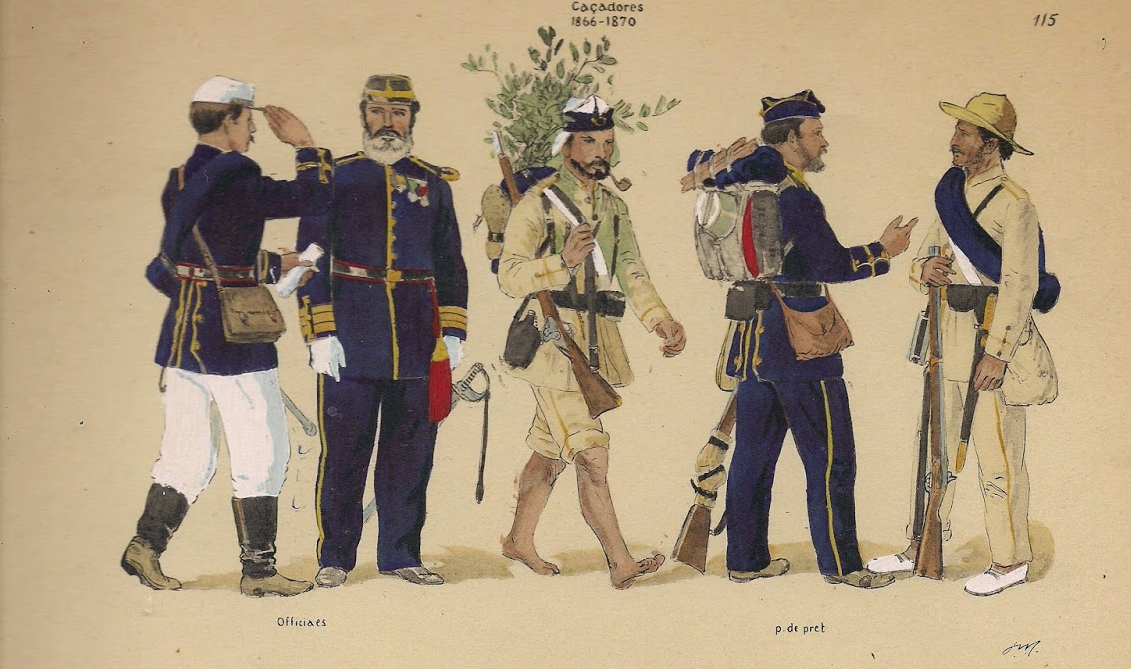
Infantería de cazadores Ejército Brasileño durante la Guerra de la Triple Alianza.
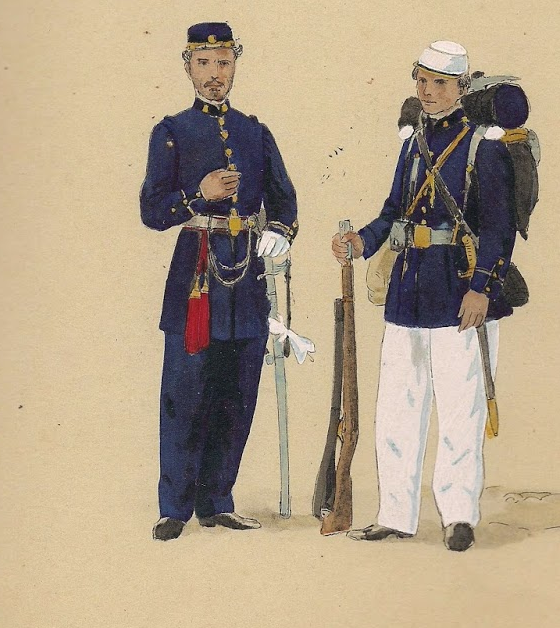
Comandante y soldado de la infantería imperial brasileña en la Guerra de la Triple Alianza.
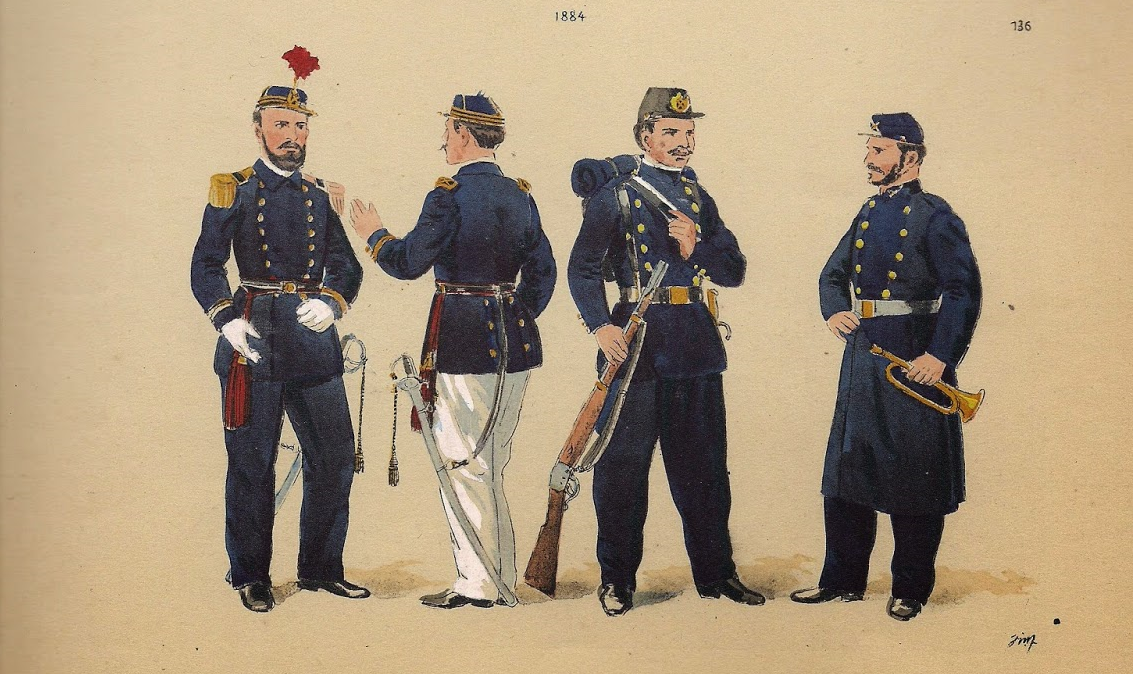
Ejército Imperial Brasileño en 1884.
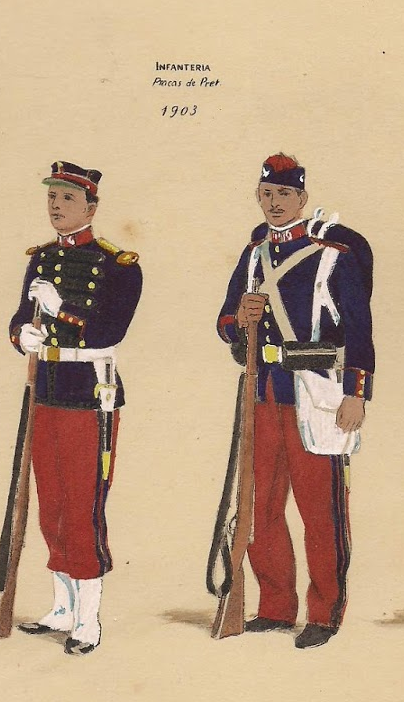
Infantería del Ejército brasileño (República) en el período de la Revuelta de la Armada 1894-1895.
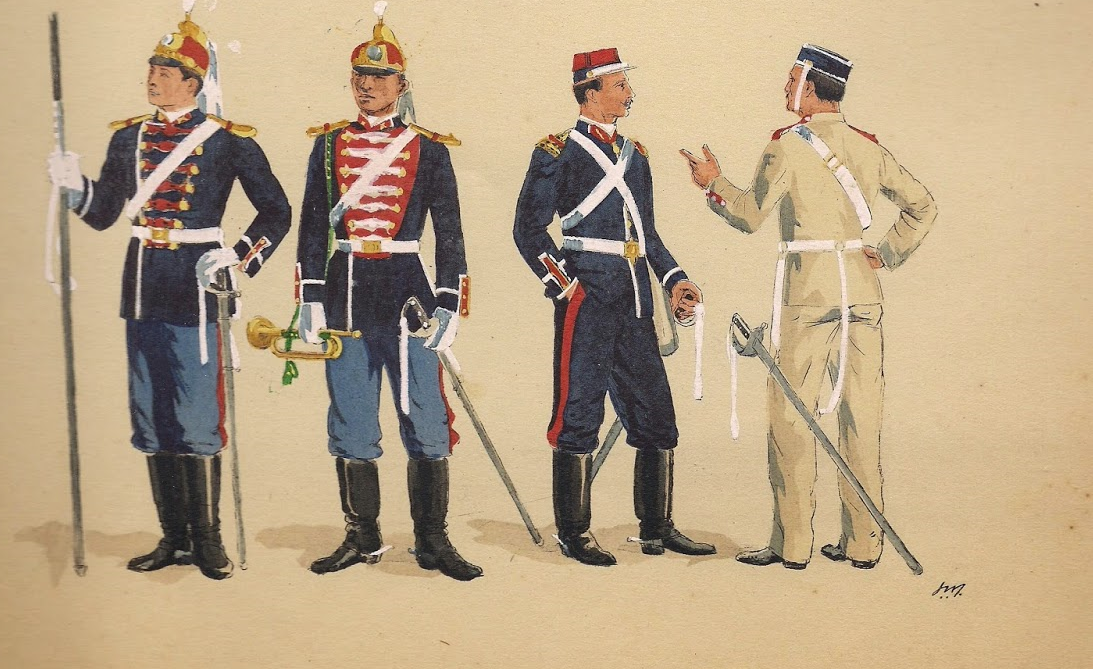
Coracero del Ejército brasileño en 1897.
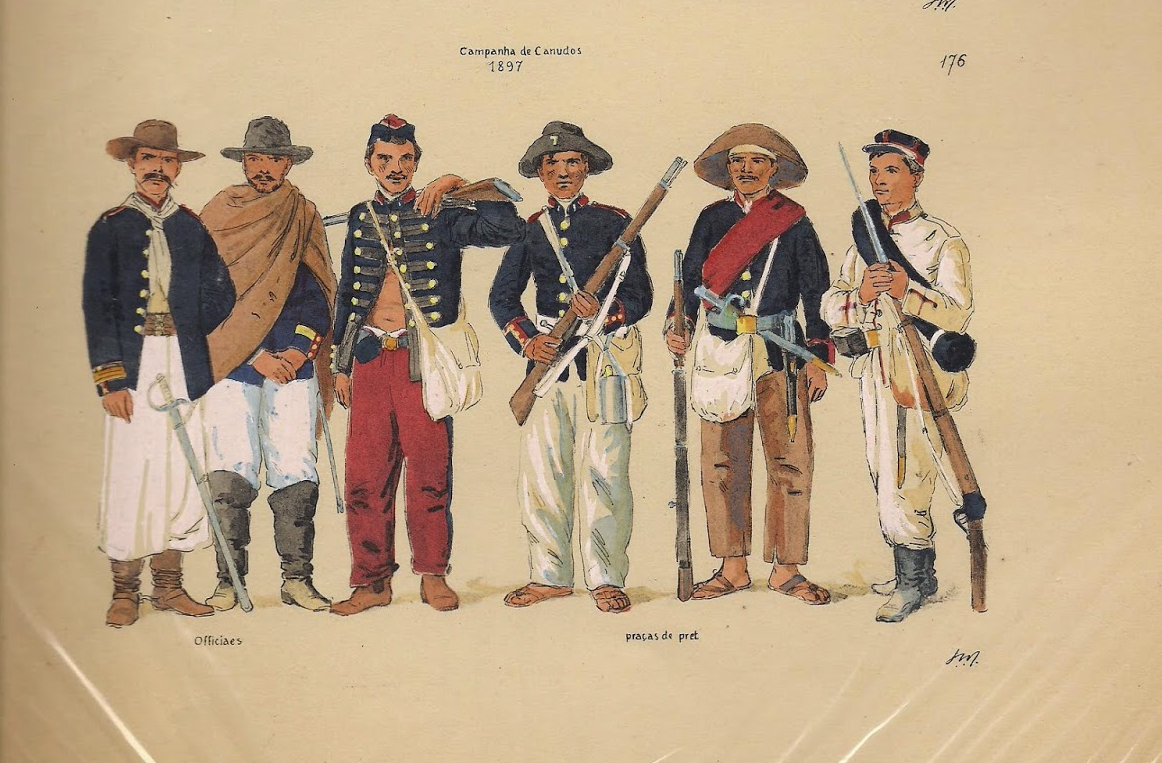
Ejército brasileño en la Guerra de Canudos en 1897.
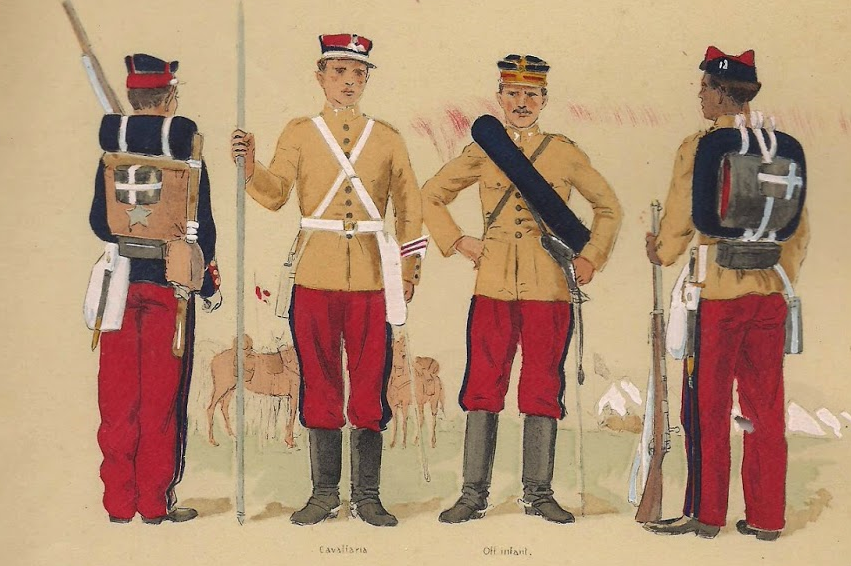
Soldados brasileños con uniforme de campo en 1900-1908.
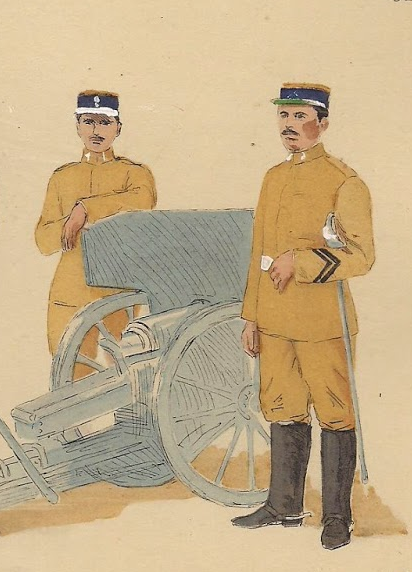
Artillería brasileña en 1908.
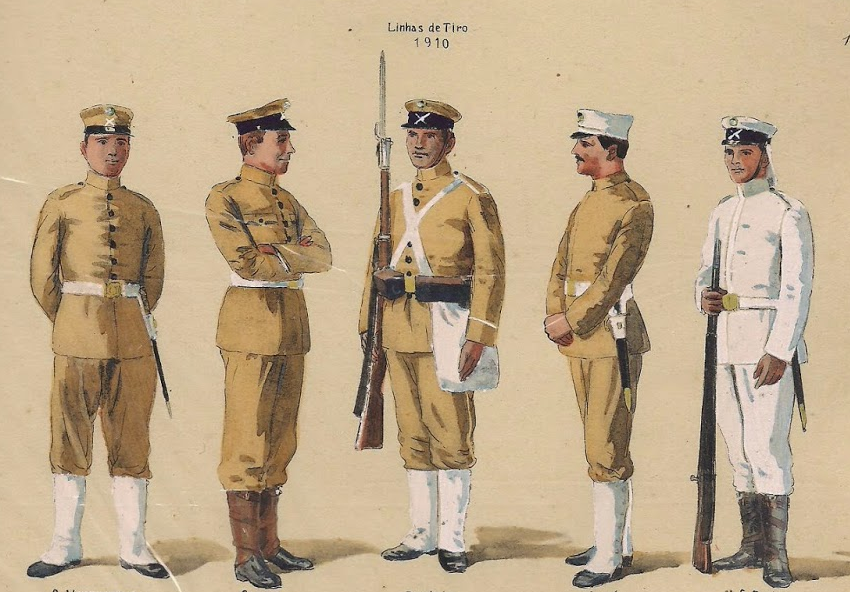
Ejército brasileño en 1910.
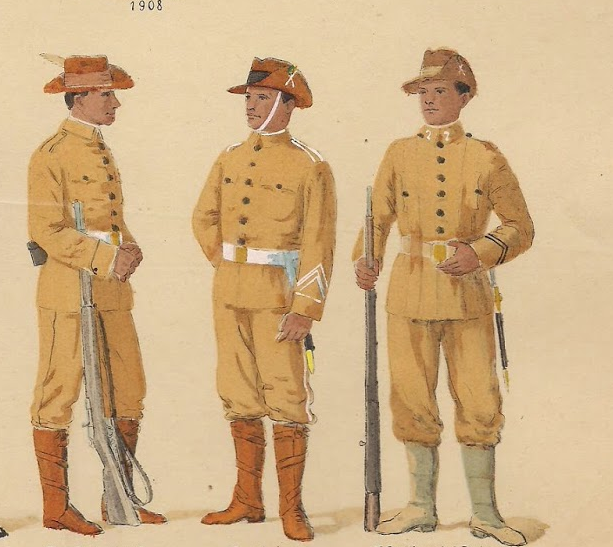
Regimiento de cazadores en 1908-1910.
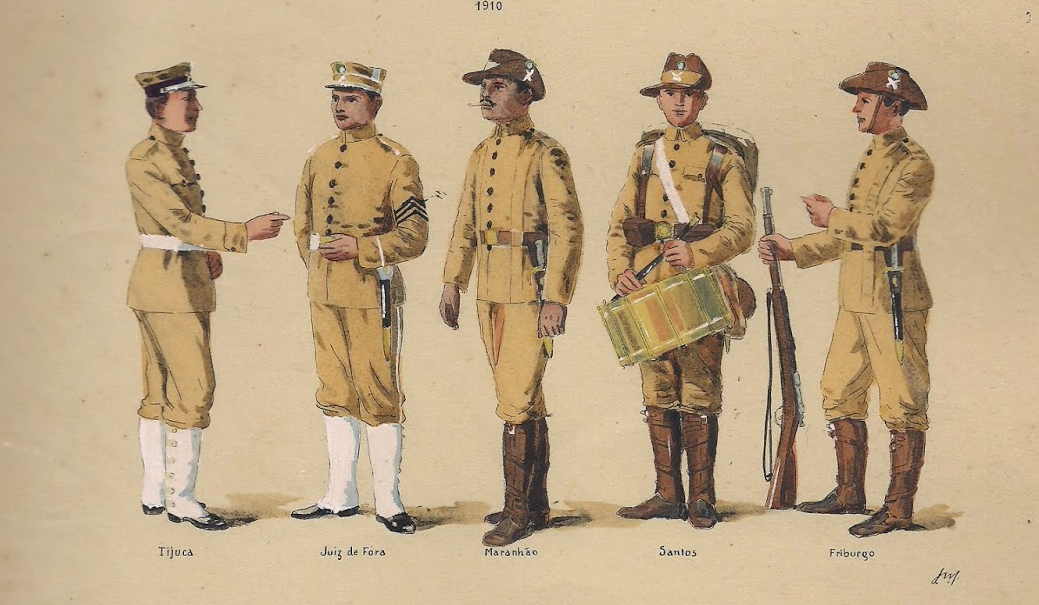
Soldados brasileños en la Guerra del Contestado en 1912.
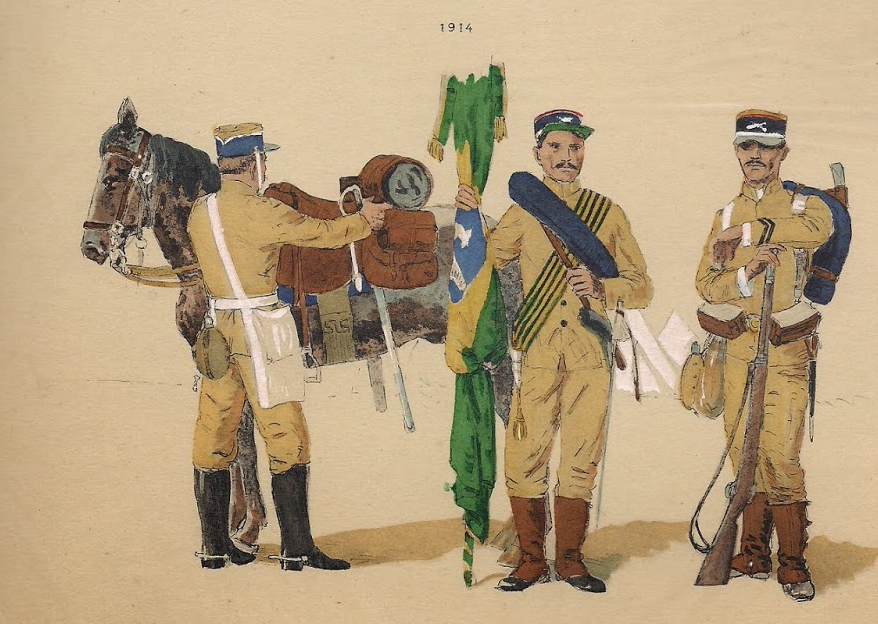
Tropas brasileñas montadas en 1914.
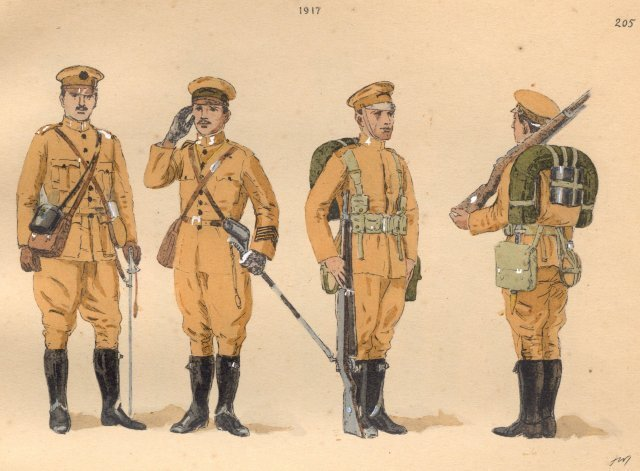
Ejército Brasileño en 1914-1917.
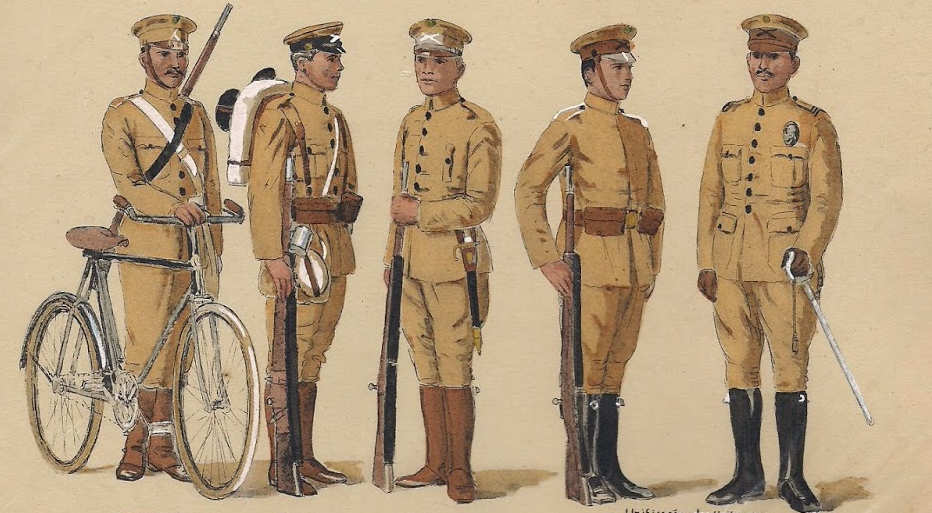
Infantería ligera del Ejército Brasileño en 1920.
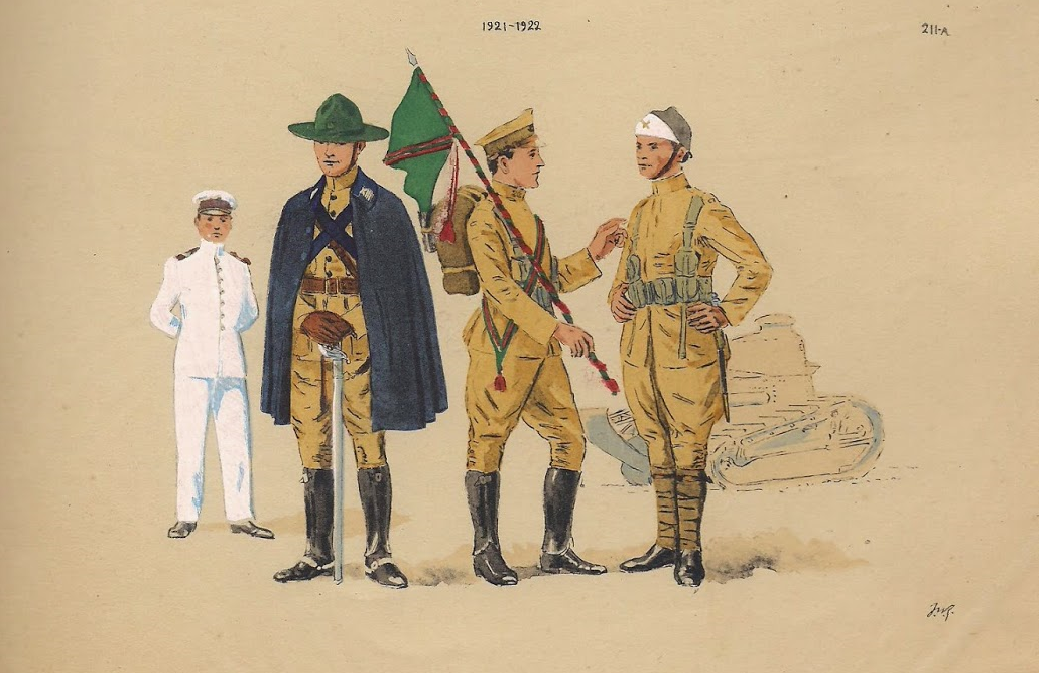
Caballero y tanquista brasileños en 1922.
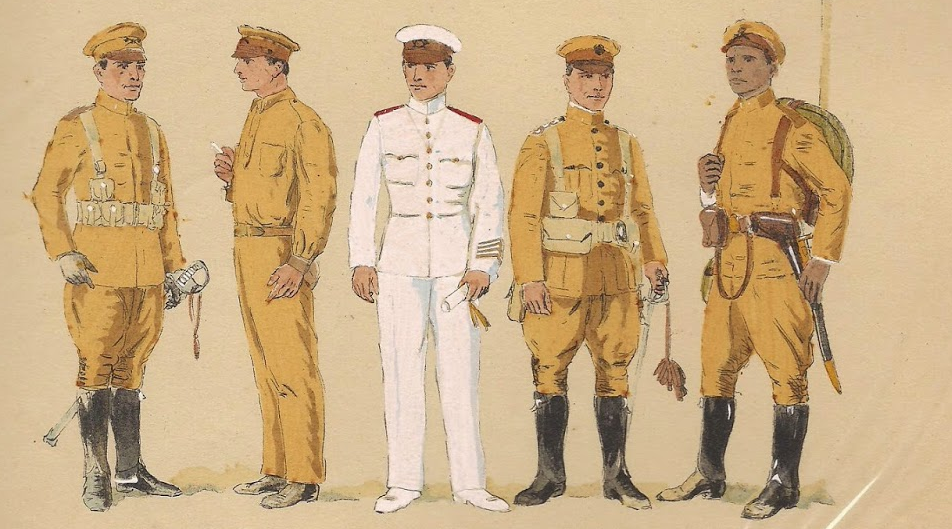
Ejército Brasileño en 1922-1925.

## Organización
El Ejército está encuadrado en el Ministerio de Defensa, al lado de la Marina y de la Fuerza Aérea, desde 1999 en la estructura del Gobierno de Brasil. En la cima de la organización está el Comandante Supremo, puesto civil ejercido por el presidente de la República. Bajo él está el Comandante del Ejército. En seguida están los mayores escalones organizacionales en las jefaturas de los órganos de dirección general, sectorial y operacional. La dirección general se atribuye al Estado Mayor del Ejército y los órganos de dirección sectorial y operativa.
El Ejército está organizado en varios comandos militares de área, unidades y subunidades esparcidas por todo el Brasil. El territorio nacional se divide, según el área de actuación de cada una.
- Comando Militar de la Amazonia.[3]
  - 12.ª Región Militar.
  - 1.ª Brigada de Infantería de Selva.
  - 2.ª Brigada de Infantería de Selva.
  - 16.ª Brigada de Infantería de Selva.
  - 17.ª Brigada de Infantería de Selva.
  - 2.º Agrupamiento de Ingeniería.
- Comando Militar del Norte.[4]
  - 8.ª Región Militar.
  - 22.ª Brigada de Infantería de Selva.
  - 23.ª Brigada de Infantería de Selva.
  - Base de Apoyo de Administración de Apoyo del Comando Militar del Norte.
  - 15.ª Compañía de Policía de Ejército.
  - 8.ª Compañía de Inteligencia.
- Comando Militar del Nordeste.[5]
  - 6.ª Región Militar.
  - 7.ª Región Militar.
  - 10.ª Región Militar.
  - 7.ª Brigada de Infantería Motorizada.
  - 10.ª Brigada de Infantería Motorizada.
  - 1.º Agrupamiento de Ingeniería.
- Comando Militar del Oeste.[6]
  - 9.ª Región Militar.
  - 13.ª Brigada de Infantería Motorizada.
  - 18.ª Brigada de Infantería de Frontera.
  - 4.ª Brigada de Caballería Mecanizada.
  - 3.º Agrupamiento de Ingeniería.
  - 9.º Agrupamiento Logístico.
- Comando Militar de Planalto.[7]
  - 11.ª Región Militar.
  - 3.ª Brigada de Infantería Motorizada.
  - Comando de Operaciones Especiales.
- Comando Militar del Este.[8]
  - 1.ª Región Militar.
  - 4.ª Región Militar.
  - 1.ª División de Ejército.
  - 5.º Agrupamiento de Ingeniería.
- Comando Militar del Sudeste.[9]
  - 2.ª Región Militar.
  - 2.ª División de Ejército.
  - 1.ª Brigada de Artillería Antiaérea.
  - Comando de Aviación de Ejército.
- Comando Militar del Sur.[10]
  - 3.ª Región Militar.
  - 5.ª Región Militar.
  - 3.ª División de Ejército.
  - 5.ª División de Ejército.
  - 6.ª División de Ejército.
  - 4.ª Agrupamiento de Ingeniería.

### Divisiones y Brigadas

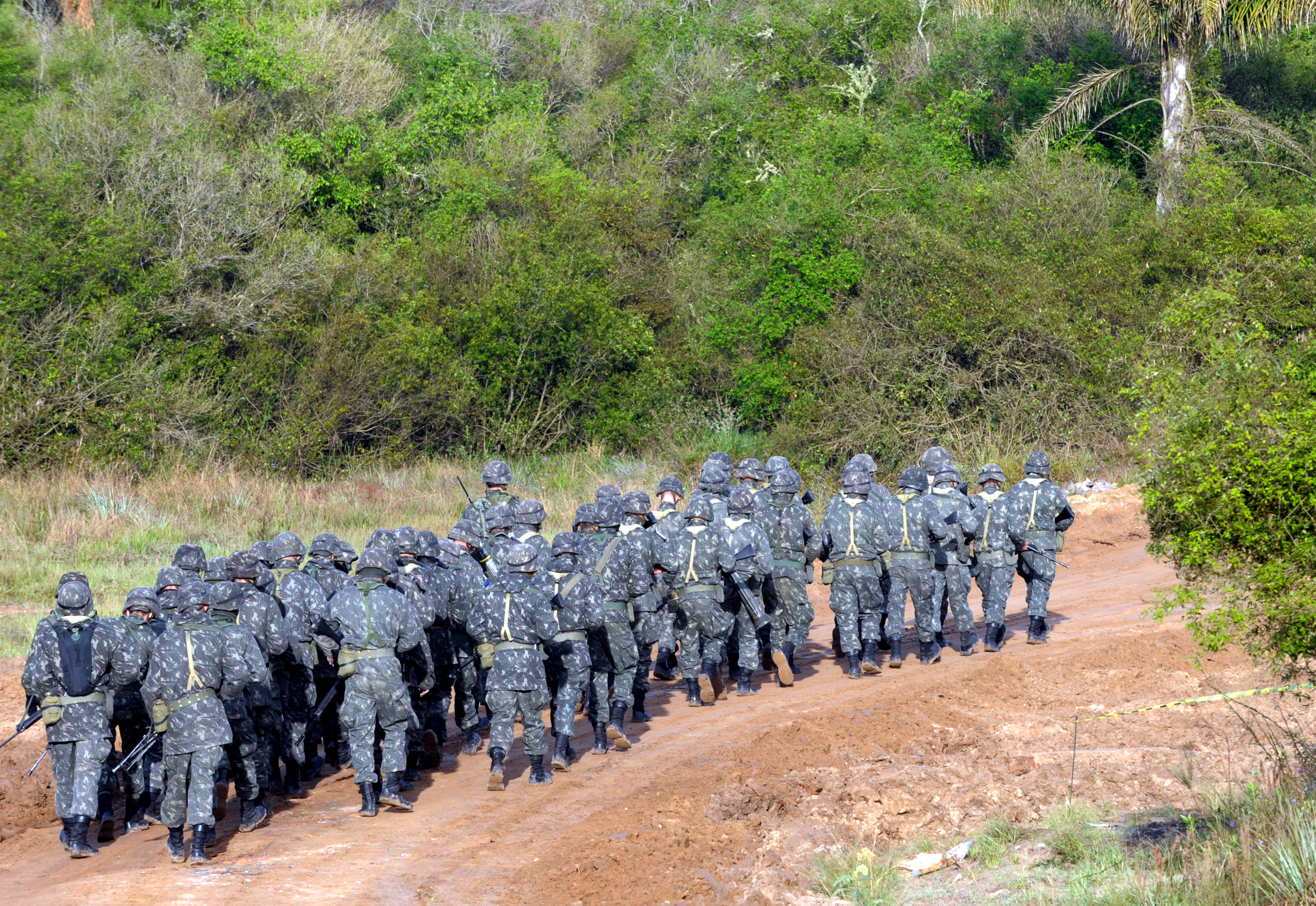
Tropas en marcha.

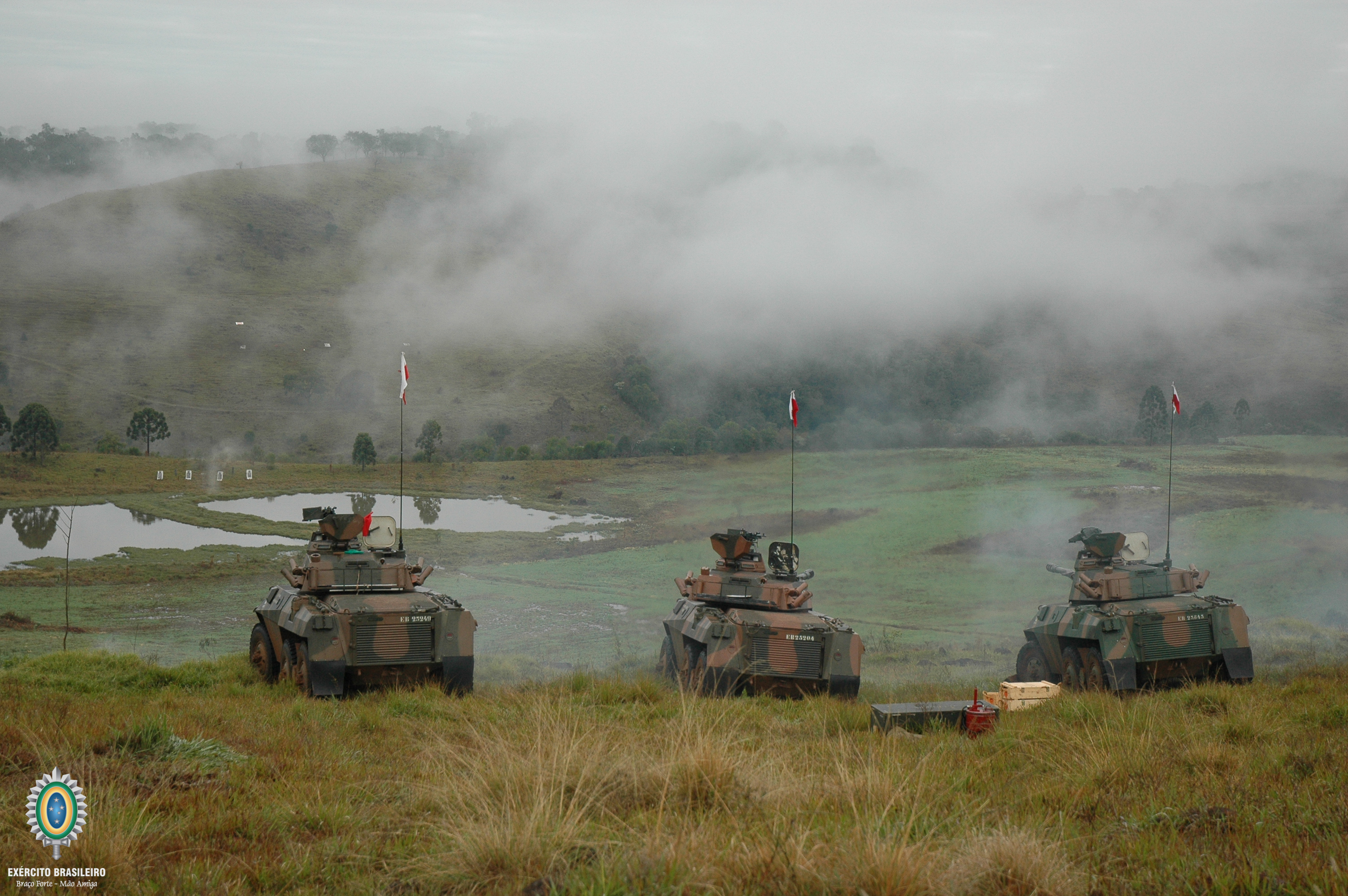
Coches de combate en el ejercicio de tiro.

El Ejército Brasileño posee 12 Divisiones de Ejército distribuidas y subordinadas a los comandos militares de cada una de las regiones.
Las Brigadas:
- Una Brigada Paracaidistas, con:

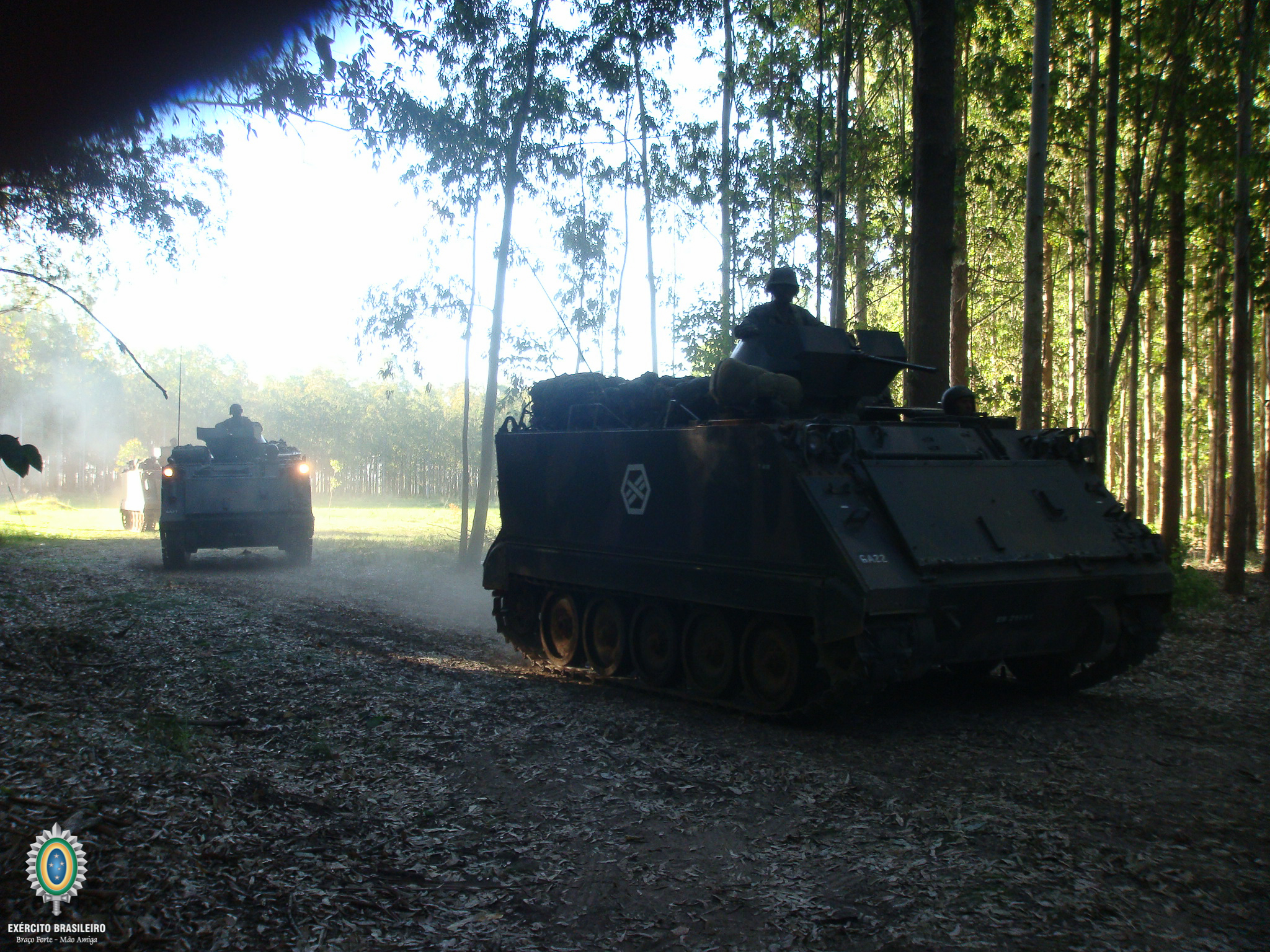
Columna de blindados brasileños M-113.

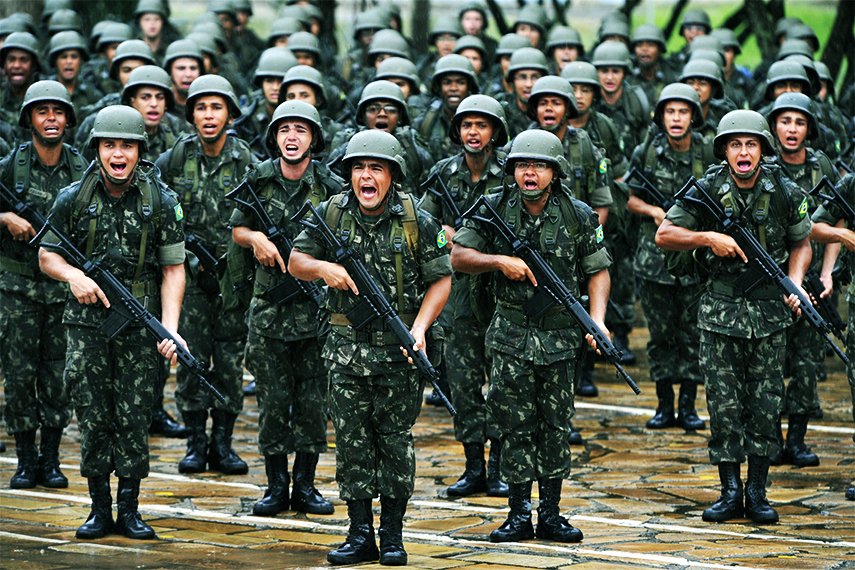
Tropas brasileñas perfiladas.

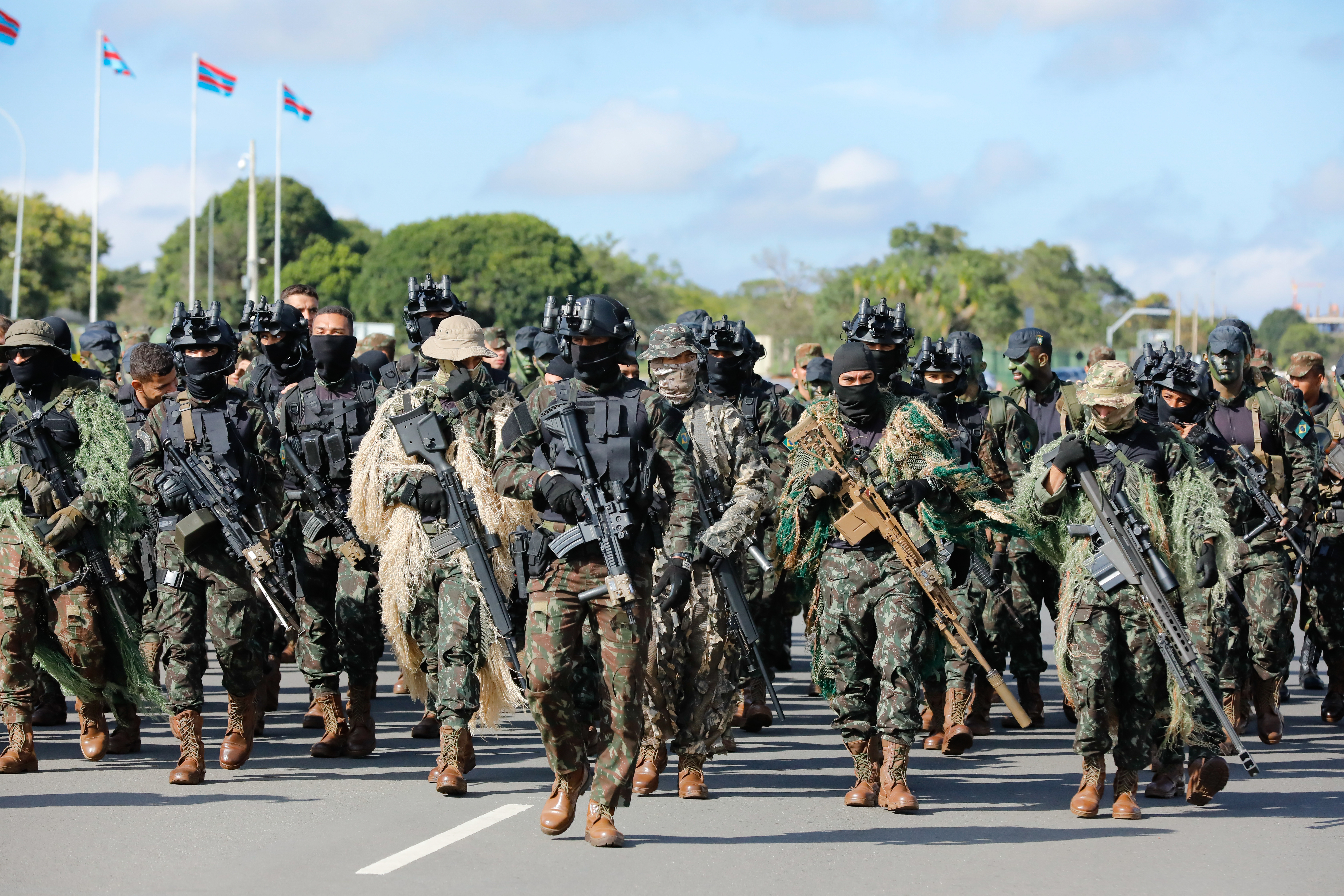
Fuerzas especiales.

  - 3x batallones de infantería de paracaidistas
  - 1x Escuadrón de Caballería Paracaidista.
- Una Brigada de Fuerzas especiales, con:
  - 1x Batallón de Fuerzas Especiales, con 12 destacamentos de SFOs
  - 1x Batallón Commando
  - 1x Batallón Operaciones psicológicas
  - 1x Batallón de Defensa Química, Biológica, Radiológica y Nuclear
- Una Brigada Aeromóvil, con:
  - 3x Batallones Aerotransportados de Infantería Ligera
  - 1x Regimiento aerotransportado de caballería ligera (tamaño del batallón).
- Una Brigada Infantería Ligera, con:
  - 3x batallones de infantería ligera
  - 1x Regimiento de caballería mecanizada (con ruedas) (tamaño de batallón).
- Una Brigada de infantería de frontera (infantería de humedales), con:
  - 3x batallones de infantería de frontera.
- Dos Brigadas Caballería Acorazada, cada una con:
  - 2x  Regimientos Caballería Acorazada (tamaño de Batallones)
  - 2x Batallones de Infantería Acorazada
  - 1x Escuadrón de caballería mecanizada (con ruedas).
- Cuatro Brigadas de caballería mecanizada (con ruedas), cada una con:
  - 3x regimientos de caballería mecanizada (tamaño de batallones)
  - 1x Regimiento de Caballería Acorazada (tamaño de Batallón).
- Seis Brigadas de infantería de la selva, cada una con:
  - 4 batallones de infantería de la selva
  - 1x escuadrón de caballería mecanizada o selva.
- Cinco Brigadas Infantería Motorizadas, cada una con:
  - 3x batallones de infantería motorizados
  - 1x Escuadrón de caballería mecanizada.
- Cuatro Brigadas Infantería Mecanizada (Ruedas), cada una con:
  - 3x Batallones de Infantería Mecanizados
  - 1x Escuadrón de caballería mecanizada.
- Una Brigada Infantería de Montaña, cada una con:
  - 3x batallones de infantería de montaña
  - 1x Escuadrón de caballería mecanizada.
- Cuatro Brigadas de Artillería Divisional, cada una con:
  - 5 Batallones de artillería de campo o cohete (Agrupements, en el ejército brasileño).
- Cuatro Brigadas de ingenieros de construcción, cada una con:
  - 4x batallones de ingenieros de construcción
  - 1x Escuadrón de caballería mecanizada.
- Dos Brigada Defensa Aérea, con:
  - 5x batallón de artillería antiaérea
- Un Comando (Brigada) Ejército de Aviación de Brasil, con:
  - 4x batallones de aviación del ejército (antitanque, reconocimiento, multiusos, transporte, utilidad).

## Proyectos y modernización
El Ejército Brasileño por intermedio de FORPRON (Força de Prontidão) formadas por comandos y brigadas mantiene tropas de operaciones especiales, guerra electrónica, ciberdefensa, artillería y otras certificadas en ciclos anuales para dar apoyo permanente a la participación del país en misiones extranjeras. Tales fuerzas son capaces de empleo inmediato, solas o en cooperación con las fuerzas de seguridad de otros países socios, para salvaguardar los intereses nacionales y realizar un amplio espectro de operaciones, como acciones humanitarias y misiones de paz. Cumplirán las disposiciones del Capítulo 1 del Libro Blanco sobre la Defensa Nacional, publicado en 2012 y que cubre las funciones y acciones de las fuerzas de defensa del país. 
Para adecuar la Estrategia Nacional de Defensa, lanzada por el Ministerio de Defensa, el ejército presentó la "Estrategia Brazo Fuerte", un plan de reequipamiento y modernización que invertir 150 mil millones de reales. En el ejército, el proyecto del sistema Combate Brasileiro del Futuro (COBRA), que pretende equipar a los soldados de infantería del Ejército Brasileño con sistemas de armas, comunicaciones, localización, y visión nocturna, todo integrado, lo que permitiría a los militares del mismo pelotón se comunicara a distancia, percibieran la presencia del enemigo a través de infrarrojos, y varias otras funciones, todo integrado al equipo y armamento, este proyecto se basará en el sistema FELIN del Ejército Francés.
La Estrategia Brazo Fuerte también prevé la sustitución de los fusiles utilizados por el ejército, adoptando un nuevo modelo de calibres 5,56 mm y 7,62 mm, siendo el moderno fusil de asalto brasileño IMBEL IA2 el utilizado para la sustitución, ya que el fabricante es la marca la empresa IMBEL, estatal administrada por el propio Ejército Brasileño. La previsión inicial sería la adquisición de 200 mil unidades de los cuales ya se están entregados algunas decenas de millares. Con una tecnología completamente nacional, el ejército desarrolló y produce el Arma Leve Anticarro (ALAC), también llamado en el EB de Cañón sin Rechazo Desechable 84 mm, armamento creado para proteger a los soldados de infantería brasileños contra blindados enemigos, es capaz de perforar blindajes de acero con un espesor de hasta 250 mm. Alcanza un objetivo con precisión hasta 300 metros de distancia en sólo un segundo y medio. Otro armamento con tecnología desarrollada por el Centro Tecnológico del Ejército es el misil MSS 1.2 AC, que tiene un alcance útil de hasta 2 000 metros de distancia y puede ser usado contra casamatas, barcos, pequeñas edificaciones y helicópteros. También se ha comprado sistemas ATGM israelense Spike y Javelins de EEUU.
Entre algunos proyectos en marcha de la estrategia, ya se firmó contrato con la empresa italiana Iveco, para la construcción con proyecto nacional de propiedad del EB, de dos mil blindados VBTP-MR Guaraní, para transporte de tropas. También han sido entregados por Alemania, encargo de doscientos cincuenta carros de combate Leopard 1A5 que compondrán las unidades de caballería. Es utilizado un pequeño número del vehículo de reconocimiento Gaúcho, que es aerotransportable y fue desarrollado en asociación entre el Ejército Brasileño y el Ejército Argentino, buscando el empleo de fuerzas especiales. También ya se encargaron alrededor de 3 000 unidades del vehículo de reconocimiento Marruá junto a la empresa brasileña Agrale.
El ejército determinó la elaboración del Proyecto Estratégico ASTROS 2020, para dotar a la Fuerza Terrenal de medios capaces de prestar un apoyo de fuego de largo alcance, con elevada precisión y letalidad, proyecto contiene en su ámbito y estructura las siguientes etapas: creación e implantación de la Unidad de misiles y cohetes (Forte Sta. Bárbara); un Centro de Instrucción de Artillería de misiles y cohetes; un Centro de Logística de misiles y cohetes; una batería de búsqueda de blancos; de las municiones; una Base de Administración y un Campo de Instrucción de Formosa (CIF). 
El plan también prevé la modernización del actual 6.º Grupo de Lanzadores Múltiples de Cohetes, transformándolo en el 6.º Grupo de misiles y cohetes, además del desarrollo de dos nuevos armamentos: el cohete guiado (a través de la concepción del actual cohete SS 40, de la familia de cohetes del sistema ASTROS II, en uso por el Ejército Brasileño) y el misil táctico de crucero AV-TM 300 con alcance superior a 300 kilómetros. Por último, el proyecto integra la construcción de Propios Nacionales Residenciales (PNR) y otras instalaciones necesarias para el bienestar de la familia militar en la Guarnición de Formosa (GO). Las dos unidades de misiles y cohetes estarán estructuradas con un mando y estado mayor, una batería de comando y tres baterías de misiles y cohetes con vehículos y equipos en fase de desarrollo basados.
Fue elegido al 2022 el blindado italiano Centauro en el Proyecto VBC-Cav que contempló la adquisición de un lote inicial de 98 de 220 blindados 8x8 con cañón 105/120 mm con las primeras entregas para 2024.   
El ATMOS 2000 fue seleccionado por el Ejército Brasileño en el programa VBCOAP 155mm SR para la adquisición de 36 Obús Autopropulsados sobre ruedas.

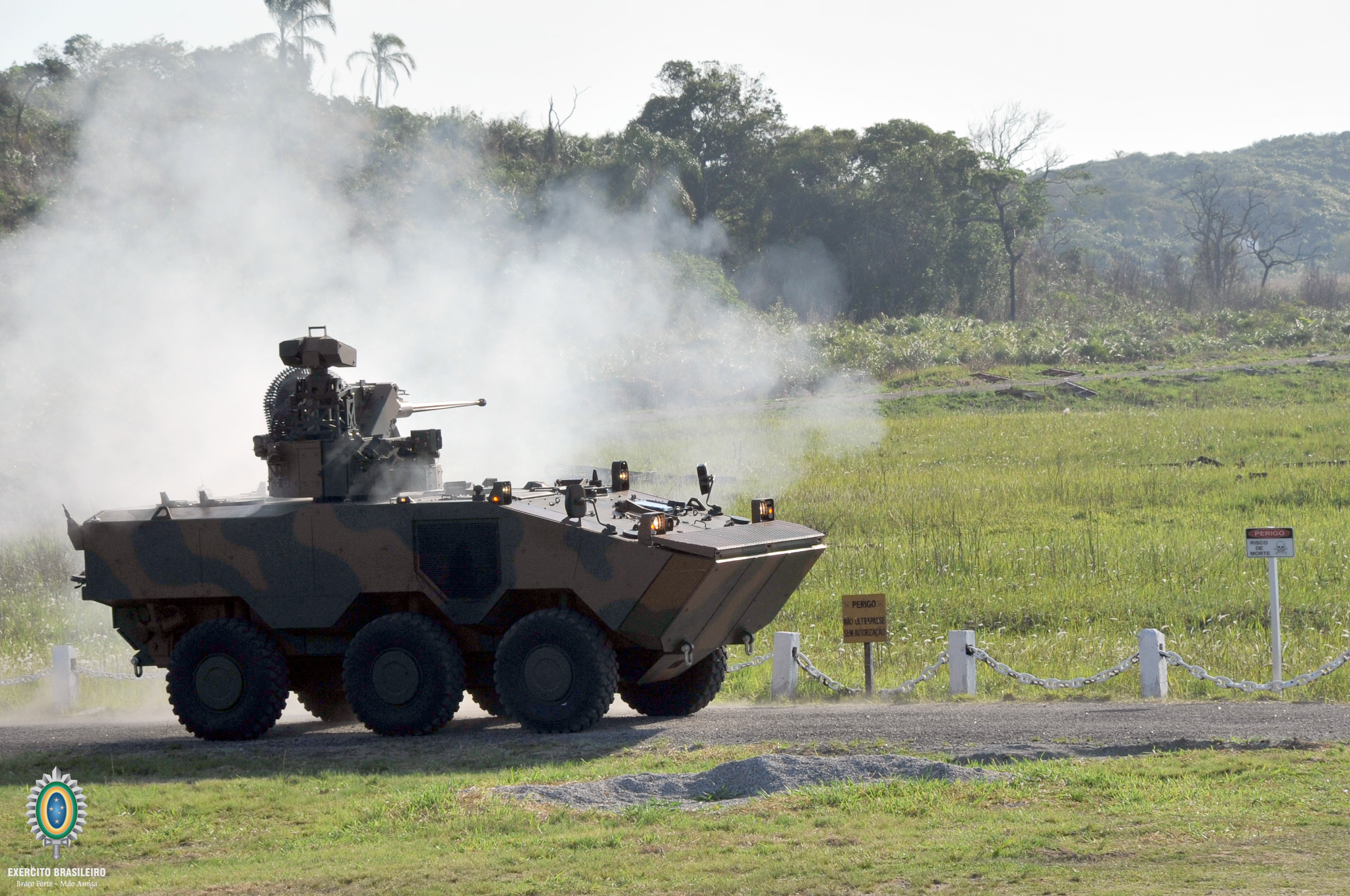
VBTP-MR Guarani equipado con cañón de 30mm.
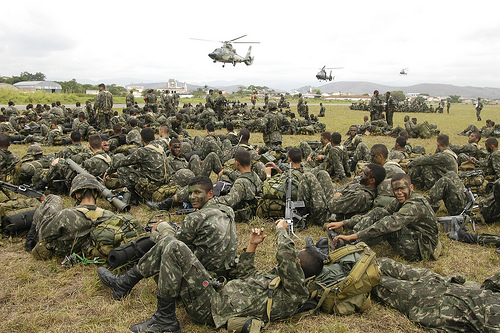
Infantería aeromóvil.
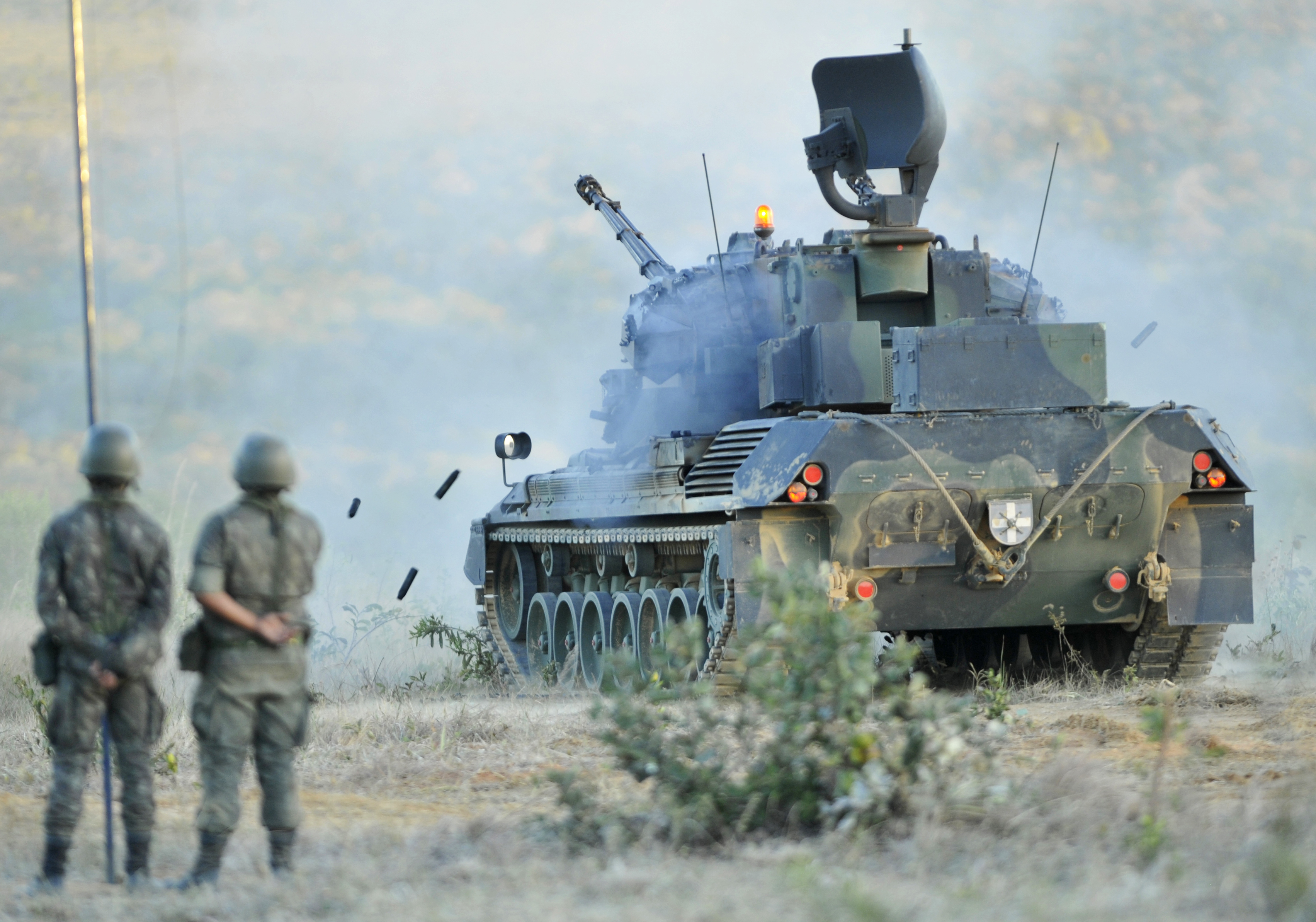
Artillería antiaérea
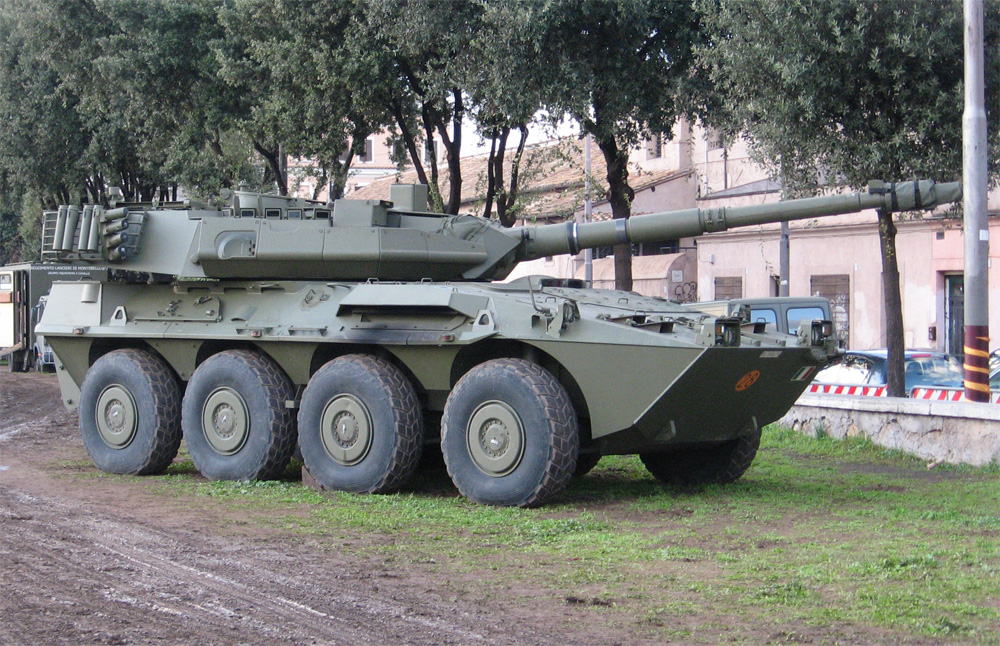
Centauro II, Vehículo blindado de Caballería.
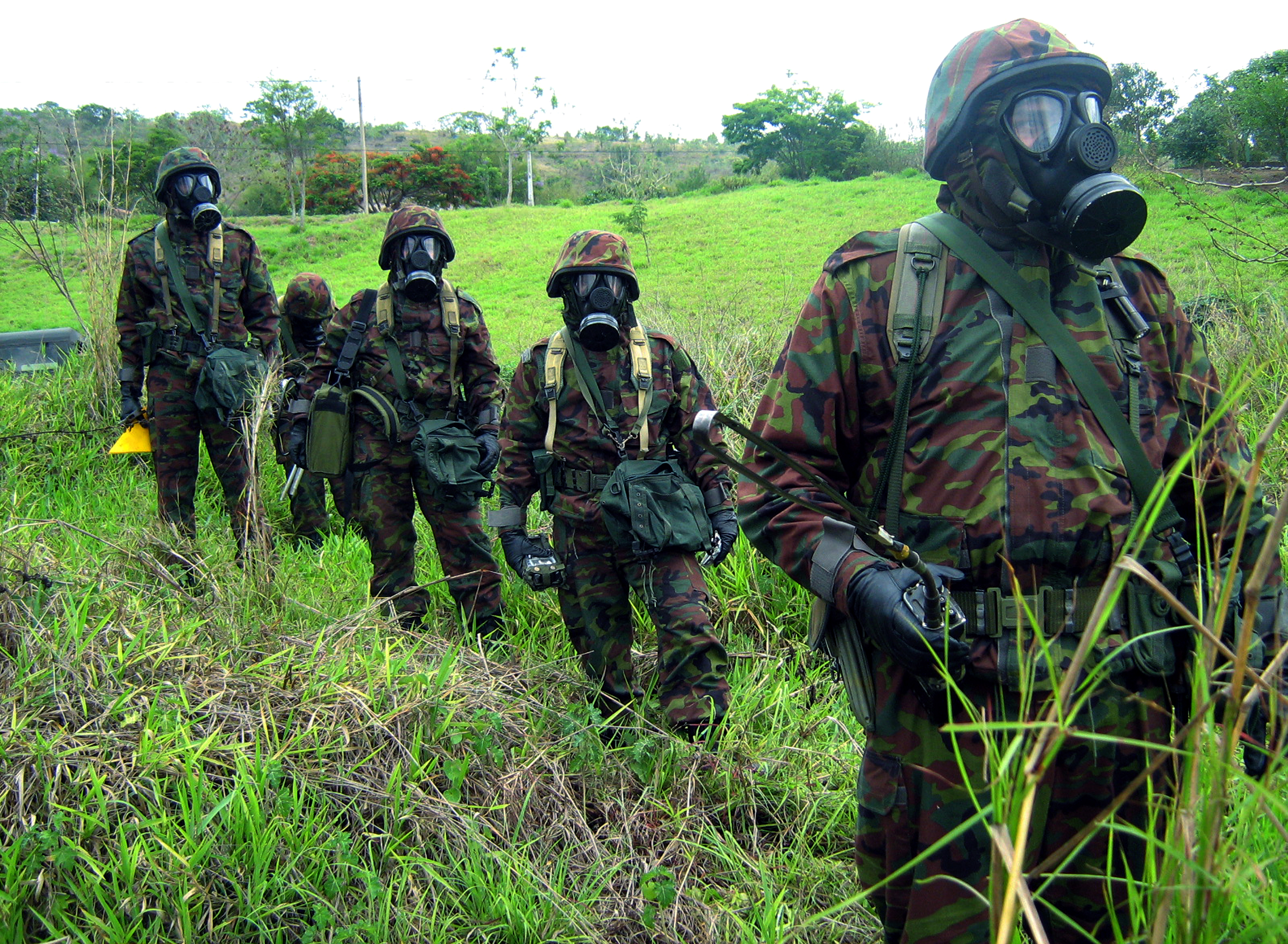
Tropas NBQ.
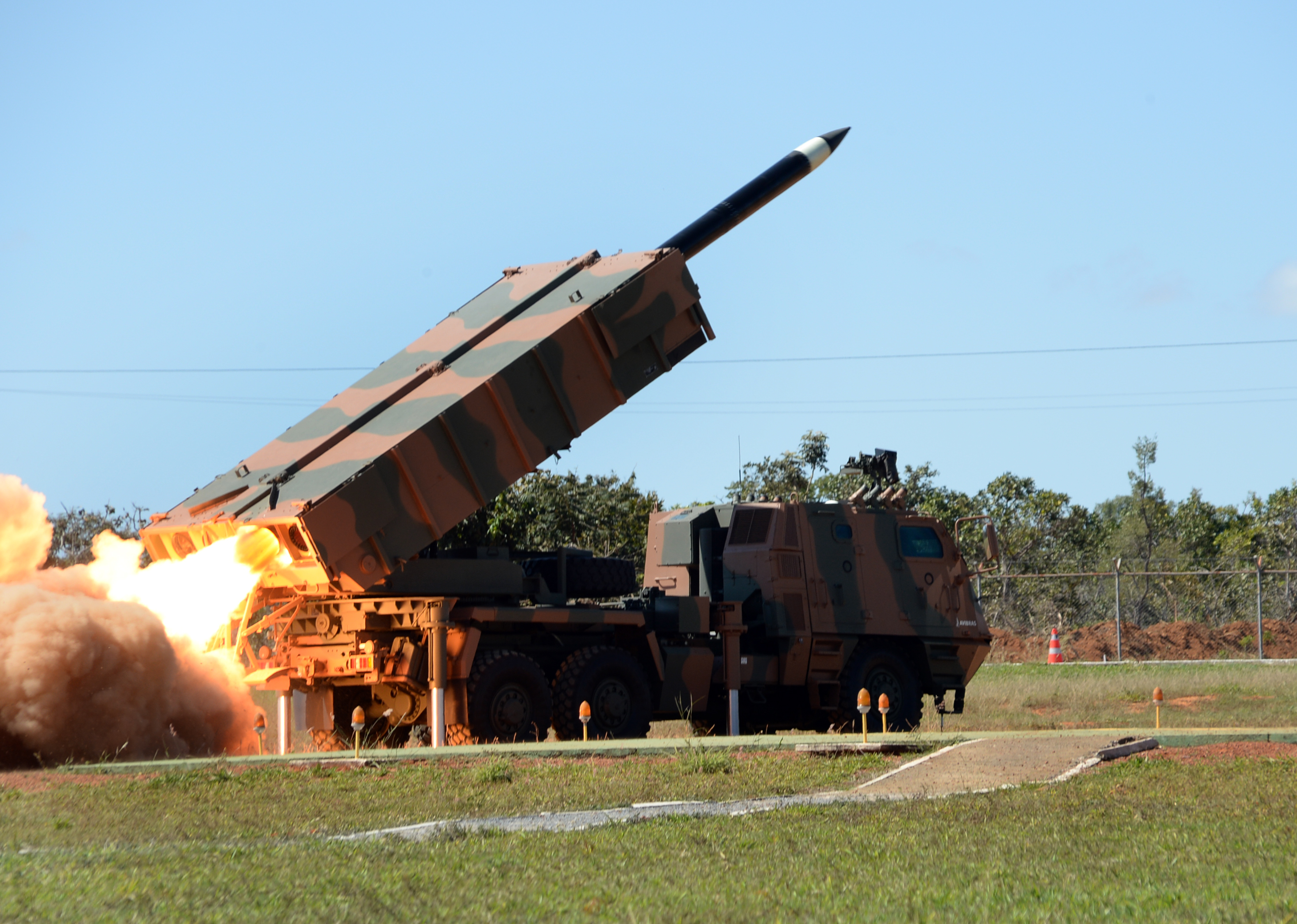
Astros 2020, se añadirá la capacidad de ataque en profundidad con el misil AV-TM

## Equipamiento

### Armas de infantería

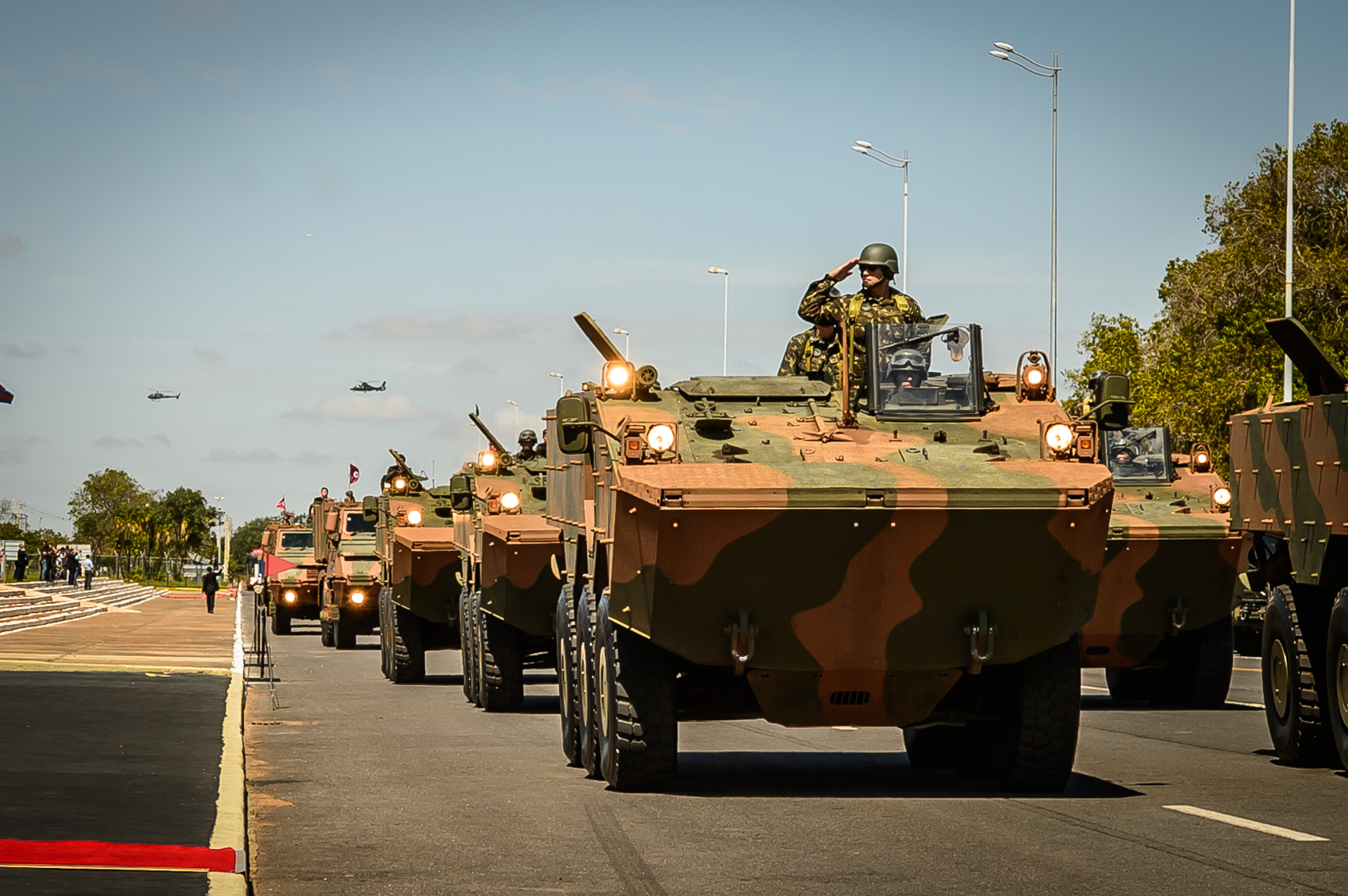
Infantería mecanizada del ejército brasileño.

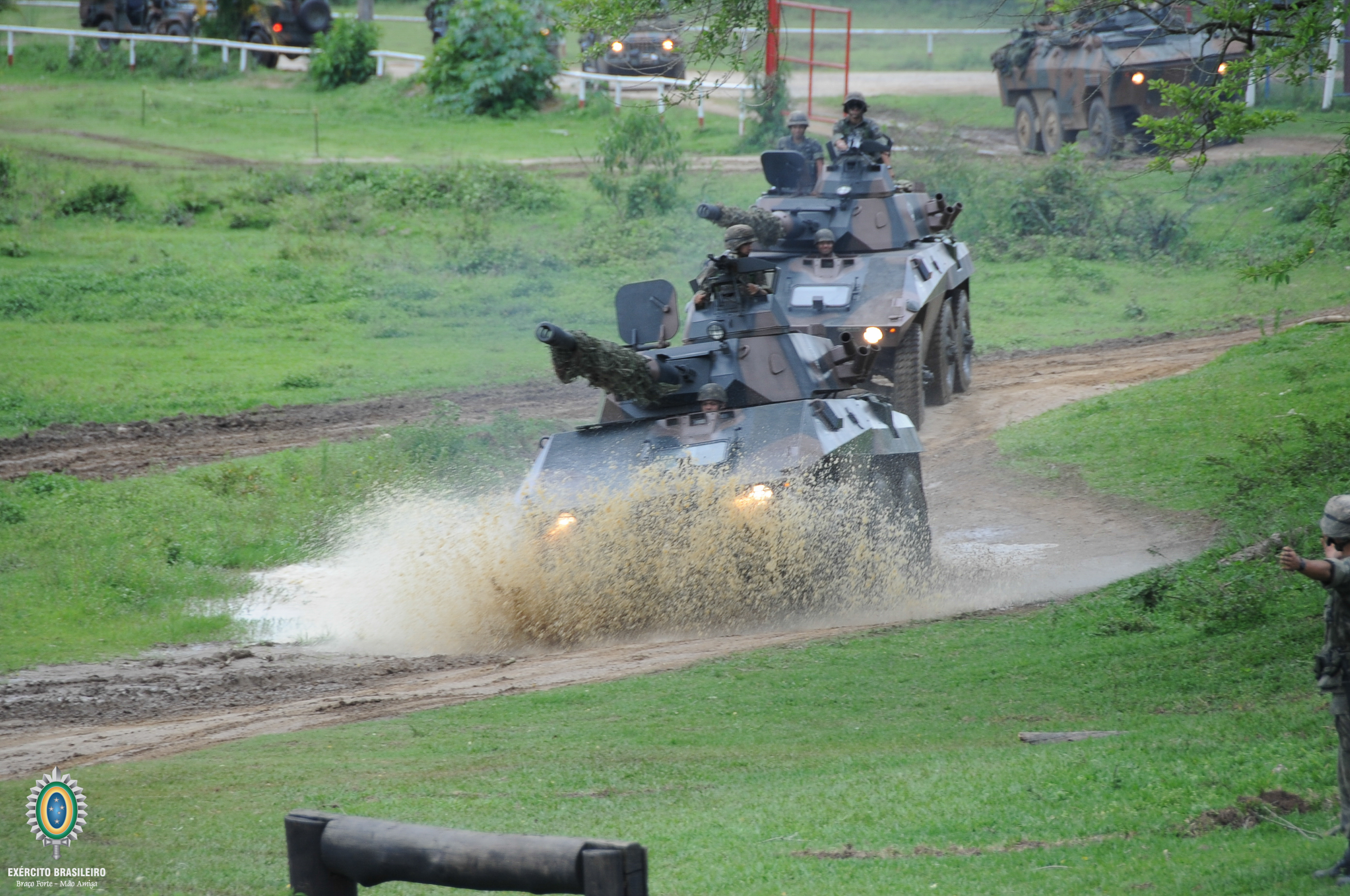
Escuadrón de reconocimiento blindado del ejército brasileño.

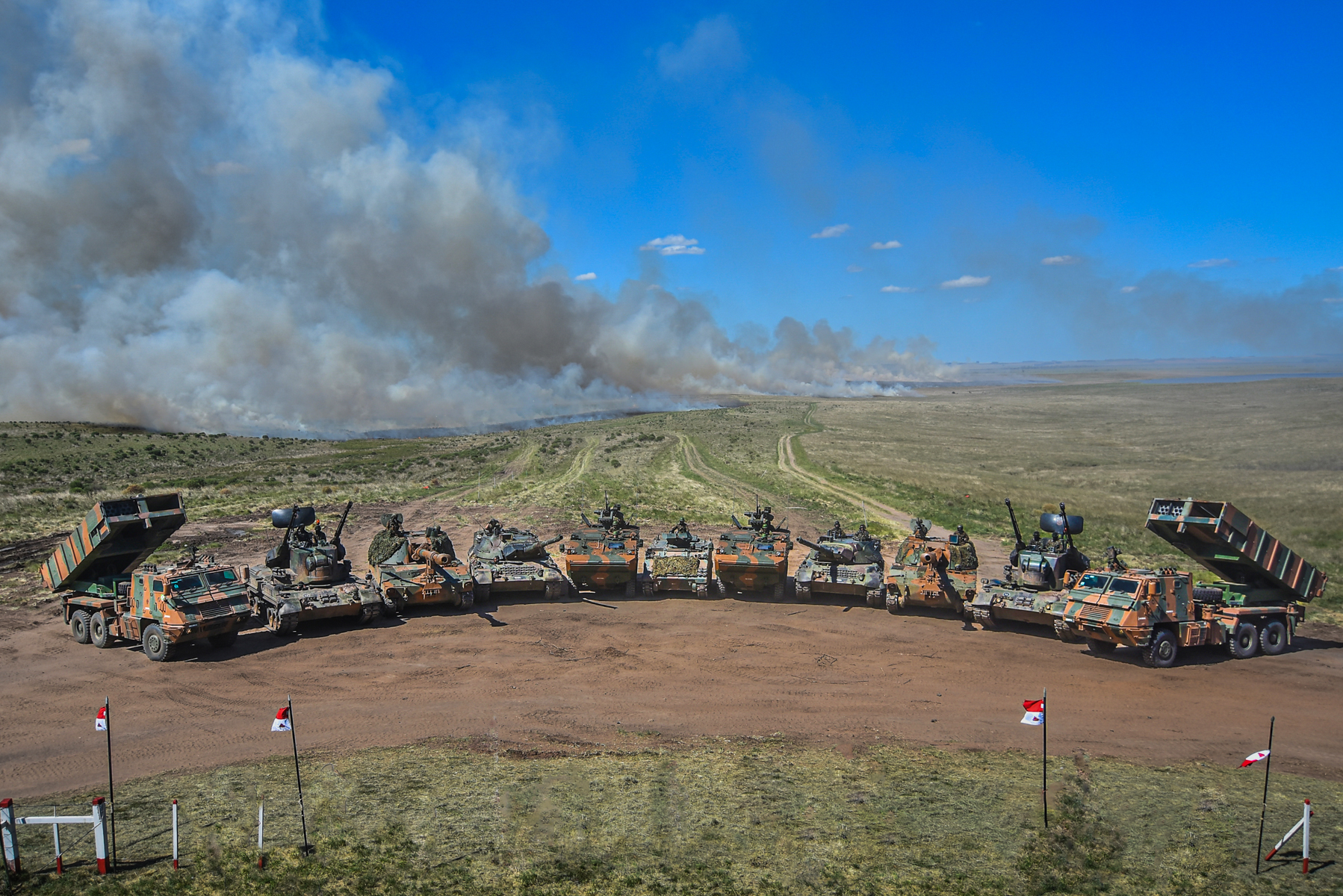
Escuadrón durante un ejercicio conjunto del ejército brasileño.

#### Armas de uso personal
| Nombre del modelo    | Tipo de arma                                                | Procedencia      | Imagen |
| -------------------- | ----------------------------------------------------------- | ---------------- | ------ |
| Taurus PT-92         | Pistola (estándar)                                          | Brasil           |        |
| Imbel GC             | Pistola (estándar)                                          | Brasil           |        |
| Glock 17             | Pistola (Fuerzas Especiales)                                | Austria          |        |
| Heckler & Koch USP   | Pistola (Fuerzas Especiales)                                | Alemania         |        |
| Taurus TH9           | Pistola (Limitado)                                          | Brasil           |        |
| FN FAL               | Fusil de asalto (estándar) Siendo reemplazado por el IA2    | Bélgica · Brasil |        |
| ParaFAL              | Fusil de asalto (estándar) Siendo reemplazado por el IA2    | Brasil           |        |
| IMBEL IA2            | Fusil de asalto (estándar)                                  | Brasil           |        |
| IMBEL MD97           | Fusil de asalto                                             | Brasil           |        |
| Colt M4              | Fusil de asalto (Fuerzas Especiales)                        | Estados Unidos   |        |
| Taurus T4            | Fusil de asalto (Limitado)                                  | Brasil           |        |
| AR-15                | Fusil de asalto (Limitado)                                  | Estados Unidos   |        |
| Heckler & Koch HK416 | Fusil de asalto (Fuerzas Especiales)                        | Alemania         |        |
| Heckler & Koch G36   | Fusil de asalto (Fuerzas Especiales y Brigadas Fronterizas) | Alemania         |        |
| IMI Tavor TAR-21     | Fusil de asalto (Fuerzas Especiales y Brigadas Fronterizas) | Israel Brasil    |        |
| Beretta M12          | Subfusil (estándar)                                         | Italia Brasil    |        |
| Heckler & Koch UMP   | Subfusil                                                    | Alemania         |        |
| Heckler & Koch MP5   | Subfusil                                                    | Alemania         |        |
| Uzi                  | Subfusil (Fuerzas Especiales)                               | Alemania         |        |
| Taurus SMT           | Subfusil (Fuerzas Especiales y paracaidistas)               | Brasil           |        |
| Remington 870        | Escopeta                                                    | Estados Unidos   |        |
| Benelli M4           | Escopeta                                                    | Italia           |        |
| Mossberg 590         | Escopeta                                                    | Estados Unidos   |        |
| Remington 1100       | Escopeta                                                    | Estados Unidos   |        |
| Pump CBC             | Escopeta                                                    | Brasil           |        |
| Heckler & Koch PSG1  | Fusil de francotirador                                      | Alemania         |        |
| M24                  | Fusil de francotirador                                      | Estados Unidos   |        |
| M40                  | Fusil de francotirador                                      | Estados Unidos   |        |
| Remington MSR        | Fusil de francotirador                                      | Estados Unidos   |        |
| PGM Hécate II        | Fusil de francotirador                                      | Francia          |        |
| Barrett M82          | Fusil de francotirador                                      | Estados Unidos   |        |
| SIG Sauer SSG 3000   | Fusil de francotirador                                      | Suiza            |        |
| IMBEL AGLC           | Fusil de francotirador                                      | Brasil           |        |
| FN MAG               | Ametralladora                                               | Bélgica          |        |
| Minigun              | Ametralladora                                               | Estados Unidos   |        |
| Rheinmetall MG3      | Ametralladora                                               | Alemania         |        |
| FN Minimi            | Ametralladora                                               | Bélgica          |        |

#### Armas de apoyo
| Nombre del modelo  | Tipo de arma         | Procedencia          | Imagen |
| ------------------ | -------------------- | -------------------- | ------ |
| Browning M2        | Ametralladora pesada | Estados Unidos       |        |
| Mk 19              | Lanzagranadas        | Estados Unidos       |        |
| Milkor MGL         | Lanzagranadas        | Bandera de Sudáfrica |        |
| Lanzagranadas M79  | Lanzagranadas        | Estados Unidos       |        |
| Lanzagranadas M203 | Lanzagranadas        | Estados Unidos       |        |
| Taurus LT38SA      | Lanzagranadas        | Brasil               |        |
| 9K38 Igla          | MANPAD               | Rusia                |        |
| RBS 70             | MANPAD               | Suecia               |        |
| RBS-70 NG          | MANPAD               | Suecia               |        |

#### Antiblindados
| Nombre          | Origen                 | Tipo                   | Foto |
| --------------- | ---------------------- | ---------------------- | ---- |
| Spike           | Israel                 | Misil antitanque       |      |
| FGM-148 Javelin | Estados Unidos         | Misil antitanque       |      |
| MSS-1.2         | Brasil                 | Misil antitanque       |      |
| Carl Gustav M2  | Estados Unidos/ Suecia | Cañón sin retroceso    |      |
| AT4             | Suecia                 | Lanzacohete antitanque |      |
| ALAC            | Brasil                 | Lanzacohete antitanque |      |
| ERYX            | Francia                | Misil antitanque       |      |
| MILAN           | Francia                | Misil antitanque       |      |

### Vehículos blindados de combate e transporte de tropas
| Nombre          | Tipo                                                              | Cantidad                           | Origen         | Fotos |
| --------------- | ----------------------------------------------------------------- | ---------------------------------- | -------------- | ----- |
| Leopard 1A1     | Tanque                                                            | 250 leopard 1A5 128 leopard 1A1    | Alemania       |       |
| M-60A3 TTS      | Tanque                                                            | 91                                 | Estados Unidos |       |
| Centauro II     | Vehículo blindado de combate de caballería                        | 98 contratados (221 pretendidos)   | Italia         |       |
| VBTP-MR Guarani | Transporte blindado de personal/Vehículo de combate de infantería | +750 (1,320 en orden)              | Brasil         |       |
| M113            | Transporte blindado de personal                                   | 584 M113BR12 M113A217 M587124 M557 | Estados Unidos |       |
| EE-11 Urutu     | Transporte blindado de personal                                   | 41                                 | Brasil         |       |
| Guaicuru 4x4    | Vehículo de alta movilidad de infantería                          | 16 (LMV Lince)32 + 420 (LMV-BR)    | Brasil         |       |
| EE-09 Cascavel  | Vehículo blindado de combate                                      | 409                                | Brasil         |       |
| AV-VBL 4x4      | Vehículo blindado de combate                                      | 32                                 | Brasil         |       |

### Artillería
| Nombre                                       | Tipo                                                            | Cantidad | Origen         | Fotos |
| -------------------------------------------- | --------------------------------------------------------------- | --- | -------------- | ----- |
| Obús autopropulsado M109                     | Artillería autopropulsada de 155 mm                             | 42 M109A3 114 M109A5+ 40 M992                                                                                              | Estados Unidos |       |
| Astros II (sistema de artillería de cohetes) | Cohetes múltiple (108/180/300/450mm) Misil de crucero AV-TM 300 | 74 vehículos de lanzamiento 72 vehículos de apoyo (puesto de mando, remitente, radar de vigilancia meteorológica y taller) | Brasil         |       |
| ATMOS 2000                                   | Obús sobre ruedas de 155 mm                                     | 36 seleccionados | Israel         |       |
| M101                                         | Obús de 105 mm                                                  | 320 | Estados Unidos |       |
| OTO Melara Mod 56                            | Obús de 105 mm                                                  | 72 | Italia         |       |
| L118                                         | Obús de 105 mm                                                  | 54 | Reino Unido    |       |
| M102                                         | Obús de 105 mm                                                  | 19 | Estados Unidos |       |
| M114                                         | Obús de 155 mm                                                  | 92 | Estados Unidos |       |
| 120mm M2 RAIADO                              | Mortero                                                         | 500 | Brasil         |       |
| M936 AGR                                     | Mortero de 81 mm                                                | +1000 | Brasil         |       |
| M949 AGR 60 mm                               | Mortero                                                         | +1000 | Brasil         |       |
| Morteiro M30 107 mm                          | Mortero                                                         | +200 | Brasil         |       |

### Artillería antiaérea
| Nombre                         | Tipo                                    | Cantidad       | Origen   | Fotos |
| ------------------------------ | --------------------------------------- | -------------- | -------- | ----- |
| Flugabwehrkanonenpanzer Gepard | carro con cañones y sistemas antiaéreos | 36             | Alemania |       |
| VBC AAe – MSR 6X6              | Guarani Antiaéreo con misiles           | 57             | Brasil   |       |
| Bofors L/60                    | 40 mm Cañón antiaéreo                   | +100           | Suecia   |       |
| Bofors L/70                    | 40 mm Cañón antiaéreo                   | 24             | Suecia   |       |
| Oerlikon GDF                   | 35 mm Cañón antiaéreo                   | 38             | Suiza    |       |
| 9K38 Igla                      | Sistema de defensa aérea portátil       | 180 Lanzadores | Rusia    |       |
| RBS-70                         | Sistema de defensa aérea portátil       | 55 Lanzadores  | Suecia   |       |

### Radares móviles antiaéreos
| Nombre               | Tipo                                            | Cantidad    | Origen                  | Fotos |
| -------------------- | ----------------------------------------------- | ----------- | ----------------------- | ----- |
| SABER M60/S60        | radar de vigilancia M60 radar de vigilancia S60 | ~30 12      | Brasil                  |       |
| SABER M200 Vigilante | radar de vigilancia                             | desconocido | Brasil                  |       |
| SENTIR M20           | radar de vigilancia                             | desconocido | Brasil                  |       |
| EDT-FILA             | radar antiaéreo                                 | ~30         | Brasil · Estados Unidos |       |

### Equipos de ingeniería
| Nombre                        | Tipo                                           | Cantidad                       | Origen          | Fotos |
| ----------------------------- | ---------------------------------------------- | ------------------------------ | --------------- | ----- |
| Trata 815                     | camión táctico pesado                          | 14                             | República Checa |       |
| Floating Assault Bridge       | puente móvil flotante                          | 3                              | Estados Unidos  |       |
| Mabey Logistic Support Bridge | puente móvil flotante                          | 16                             | Reino Unido     |       |
| Pontoon bridge                | puente móvil flotante                          | 12                             | Estados Unidos  |       |
| M3 Amphibious Rig             | vehículo anfibio plataforma flotante           | no revelado                    | Alemania        |       |
| HEMTT M984                    | camión táctico pesado                          | en proceso de adquisición (30) | Estados Unidos  |       |
| M88 Armored Recovery Vehicle  | Vehículo de ingenieros de Rescate y reparación | 17                             | Estados Unidos  |       |

### Vehículos utilitarios
| Nombre                   | Tipo                            | Cantidad | Origen             | Fotos                     |
| ------------------------ | ------------------------------- | -------- | ------------------ | ------------------------- |
| Toyota Hilux             | Vehículo multipropósito         | 1000     | Brasil · Argentina |                           |
| JPX Montez               | Vehículo multipropósito         | 750      | Brasil             |                           |
| Chivunk                  | Vehículo multipropósito         | 40       | Brasil             | Archivo:VLEGA Chivunk.jpg |
| Agrale Marruá            | Vehículo multipropósito         | 3000     | Brasil             |                           |
| Land Rover Defender      | Vehículo multipropósito         | 941      | Reino Unido        |                           |
| Ford F-250               | Vehículo multipropósito         | 200      | Estados Unidos     |                           |
| Ford F-350               | Vehículo multipropósito         | 340      | Estados Unidos     |                           |
| Toyota Bandeirante       | Vehículo multipropósito         | 926      | Brasil             |                           |
| Mercedes-Benz Atego      | Camión de transporte 4x4        | 2300     | Brasil             |                           |
| Volkswagen Worker        | Camión de transporte 4x4        | 5000     | Brasil             |                           |
| Volkswagen Constellation | Camión pesado de transporte 6x6 | 900      | Brasil             |                           |
| UAI-TEREX M1-50 6×6      | Camión pesado de transporte 6x6 | 85       | Brasil             |                           |
| M35                      | Camión pesado de transporte 6x6 | 400      | Estados Unidos     |                           |
| Engesa EE-25/50          | Camión pesado de transporte 6x6 | 60       | Brasil             |                           |
| Mercedes-Benz Axor       | Camión tractor pesado           | 200      | Alemania           |                           |
| Iveco Trakker            | Camión tractor pesado           | 154      | Italia             |                           |
| Volvo N L10              | Camión tractor pesado           | 36       | Suecia             |                           |
| Comil Svelto             | Autobús                         | 300      | Brasil             |                           |
| Honda XRE 300            | Motocicleta                     | 720      | Brasil · Japón     |                           |
| Yamaha XT660R            | Motocicleta                     | 1100     | Brasil · Japón     |                           |

### Aeronaves
| Nombre                        | Tipo                                 | Cantidad                      | Origen           | Fotos |
| ----------------------------- | ------------------------------------ | ----------------------------- | ---------------- | ----- |
| Eurocopter AS 532 Cougar      | Helicóptero utilitario medio         | 8                             | Francia          |       |
| Eurocopter EC725 Super Cougar | Helicóptero de transporte táctico    | 15                            | Francia · Brasil |       |
| Airbus Helicopters Fennec     | Helicóptero militar multiproósito    | 20                            | Francia          |       |
| Eurocopter AS565 Panther      | Helicóptero militar de asalto armado | 34                            | Francia          |       |
| Eurocopter AS350 Ecureuil     | Helicóptero utilitario ligero        | 18                            | Francia · Brasil |       |
| Sikorsky UH-60 Black Hawk     | Helicóptero utilitario               | 4                             | Estados Unidos   |       |
| Short C-23 Sherpa             | Avión de transporte                  | en proceso de adquisición (6) | Estados Unidos   |       |

### Vehículo aéreo no tripulado
| Nombre          | Tipo                                                | Cantidad | Origen | Fotos |
| --------------- | --------------------------------------------------- | -------- | ------ | ----- |
| Nauru 1000c     | VANT táctico a ser armado con misiles MBDA Enforcer | 3        | Brasil |       |
| FT-100 Horus    | VANT de infantería                                  | 5        | Brasil |       |
| FT-200 Watchdog | VANT de infantería                                  | 1        | Brasil |       |
| VT-15           | VANT táctico                                        | 3        | Brasil |       |
| Mavic           | VANT de monitoreo                                   | 30       | China  |       |
| Mavic 300       | VANT de monitoreo                                   | 4        | China  |       |

### Barcos
| Nombre           | Tipo                  | Cantidad | Origen         | Fotos |
| ---------------- | --------------------- | -------- | -------------- | ----- |
| LPR-40           | Patrullero blindado   | 2        | Colombia       |       |
| DGS 999 Raptor   | Patrullero blindado   | 2        | Brasil         |       |
| DGS ETRH Defence | Patrullero            | 1        | Brasil         |       |
| MRCD-1200/1250   | Patrullero            | 9        | Estados Unidos |       |
| Guardian 25      | Patrullero            | 25       | Estados Unidos |       |
| Transbordador    | Transportador fluvial | 12       | Brasil         |       |
| Catamarán        | Transportador fluvial | 4        | Brasil         |       |
| Remolcador       |                       | 6        | Brasil         |       |

### Los planes futuros
- 1500 VBTP-MR VBTP-MR Guaraní (Urutu III) - en proceso de adquisición
- 120 Obús M198  - en proceso de adquisición vía Foreign Military Sales
- 8 Short C-23 Sherpa  - en proceso de adquisición vía Foreign Military Sales
- 10 HEMTT M984 - en proceso de adquisición Foreign Military Sales
- 1464 Iveco LMV - en proceso de adquisición (186 ordenados en 2018)
- 86 Obús M119 - en processo de adquisición vía Foreign Military Sales
- ? Obús M777 - intención vía Foreign Military Sales
- El nuevo programa de blindaje está destinado a sustituir a los blindados Leopard 1 y M60 Patton.
- Programa de adquisición de obuses autopropulsados de 155 mm sobre vehículos de ruedas.